# Église Saint-Germain-l'Auxerrois de Paris
Pour les articles homonymes, voir Église Saint-Germain-l'Auxerrois.
L'église Saint-Germain-l'Auxerrois est une église catholique située dans le 1er arrondissement de Paris. Elle fut également appelée église Saint-Germain-le-Rond. Depuis l'Ancien Régime, elle est connue comme la « paroisse des artistes ».
Saint-Germain-l'Auxerrois est nommée en l'honneur de l'évêque saint Germain d'Auxerre.

## Situation
L'église se trouve sur le côté sud-est de la place du Louvre, face à la colonnade du Louvre, à proximité de la mairie de 1er arrondissement. Elle est desservie par les stations de métro Louvre - Rivoli et Pont-Neuf.

## Histoire

### Histoire de l'église

#### Haut Moyen Âge
Le monceau sur lequel s'est établie l'église Saint-Germain-l'Auxerrois est, avec le monceau Saint-Gervais, le monceau Saint-Merri et le monceau Saint-Jacques, l'une des buttes les plus proches de la Seine et de l'Île de la Cité, entourées par des terrains marécageux (d'où l'appellation de Marais) inondés par le fleuve lors des crues, où se firent les premières implantations sur la rive droite de Paris.
L'origine de cette église a fait l'objet de plusieurs dissertations du XVIe au XVIIIe siècle. Pour Gilles Corrozet (1510-1568), Childebert, fondateur de l'abbaye Saint Vincent-Sainte-Croix, est aussi le fondateur de Saint-Germain-l'Auxerrois en 552. François de Belleforest (1530-1583) a aussi fait de Childebert le fondateur de l'église dédiée à saint Germain, évêque d'Auxerre, en 542. Germain Brice (1653?-1727) attribue aussi la construction de l'église à Childebert, avant 558, qui l'aurait aussi dédiée à saint Vincent. Cependant, la dédicace de l'église à saint Vincent comme second patron n'apparaît pas dans les textes avant le règne de Philippe le Bel dans une indulgence d'un an qu'accorde le pape Nicolas IV en 1290. Henri Sauval, dans Histoire et recherches des antiquités de la ville de Paris, montre que Childebert et Ultrogothe ne sont pas les fondateurs de l'église et que la dédicace de l'église à saint Vincent est assez récente. Si Henri Sauval n'a pas trouvé de chartes permettant de trouver l'origine de l'église, l'abbé Lebeuf a retrouvé un testament de Vandemire datant de 690 dans lequel l'église est citée en troisième position après la cathédrale de Paris, avant l'abbaye Saint-Vincent, montrant l'ancienneté de l'église. Un diplôme de Charles le Chauve, en 870, montre que l'église est alors appelée Saint-Germain-le-Rond. C'est le nom que lui donne Abbon dans son texte Histoire du siège de Paris par les Normands. Il croit qu'un oratoire aurait été construit peu de temps après la mort de saint Germain, évêque d'Auxerre, en souvenir d'un miracle qu'il aurait fait dans ce lieu, au cours de son premier ou second voyage en Bretagne. Comme Henri Sauval, il s'oppose à une dédicace ancienne de l'église à saint Vincent.
Un petit oratoire aurait d'abord été construit au Ve siècle, soit sur le lieu de la seconde rencontre de saint Germain, évêque d'Auxerre, avec sainte Geneviève pendant son second voyage en Bretagne pour y combattre le pélagianisme, vers 440, soit sur le lieu d'un miracle fait par saint Germain d'Auxerre.
La première église aurait été construite par le roi Chilpéric Ier à la fin du VIe siècle ou par saint Landry, évêque de Paris, vers 650. Le roi Chilpéric Ier (né 525/527 ou 534, † 584) aurait commencé la construction de l'église : il souhaitait y voir le futur tombeau de saint Germain (ce qui ne se réalisera pas), à l'emplacement de la chapelle bâtie en 540 sous l'invocation de saint Germain d'Auxerre, pour le roi Childebert Ier et la reine Ultrogothe. En 584, le roi meurt assassiné laissant l'église inachevée.
La rotonde, ainsi que le cloître et les fossés en cercle, ont pu être bâtis pendant l'épiscopat de Germain de Paris, évêque de Paris au VIe siècle. Les formes de ces éléments font parfois désigner l'église sous le nom de Saint-Germain-le-Rond. On retrouve la trace de ces fossés dans la rue des Fossés-Saint-Germain-l'Auxerrois (aujourd'hui rue Perrault).
C'est l'une des quatre églises marquant les points cardinaux de Paris en 581. Le Gallia Christiana dit qu'en 581 il y avait quatre abbayes aux portes de Paris : Saint-Laurent vers l'est, Sainte-Geneviève au sud, Saint-Germain-des-Prés à l'ouest et Saint-Germain-l'Auxerrois au nord.
C'est le lieu de sépulture de saint Landry, évêque de Paris, mort vers 655 ou 656.
Le 25 juillet 754, sous le règne de Pépin le Bref, eut lieu la translation du corps de saint Germain de la petite chapelle Saint-Symphorien dans le chœur de la grande église Saint-Vincent, qui fut alors appelée église Saint-Germain ou Saint-Vincent et Saint-Germain des Prés, vraisemblablement pour distinguer les deux églises consacrées à des saints différents mais de même prénom, dont la dernière était nommée Saint-Germain-le-Rond. Le nom abbatia Sancti Germani Rotundi est donné dans les bulles de Benoît VII, en 983, d'Alexandre III, en 1165.
La première église fut détruite lors du siège de Paris par les Vikings en 885-886, puis fut rebâtie au XIe siècle sous Robert II le Pieux. Il ne reste aucune trace visible de cette période :  le portail principal tombant en ruine, l'église fut à nouveau reconstruite fin du XIIIe siècle. C'est alors qu'apparaît la première appellation « Saint-Germain-l'Auxerrois ».

#### Moyen Âge
Sa paroisse  datant de la fin du XIe siècle est, avec celle de Saint-Gervais, l'une des plus anciennes de Paris et, à l'origine, la plus vaste s’étendant, avant ses démembrements, sur le territoire de la censive de l’évêque au nord de la Seine, de la rue Saint-Denis jusqu’en bas des collines de Montmartre et de Chaillot.
Son territoire fut réduit par la création des petites paroisses Sainte-Opportune, des Saints-Innocents et Saint-Leufroy au XIIe siècle puis par la création de  l'importante paroisse Saint-Eustache fondée en 1223 à partir de la chapelle annexe Sainte-Agnès. Ces créations sont liées au développement de l'urbanisation autour du marché des Champeaux.
Limitée à l'intérieur de l'enceinte de Philippe-Auguste au territoire compris, à l'ouest de la rue Saint-Denis, entre la rue Saint-Honoré et la Seine, la paroisse était encore  XIIIe siècle, la plus peuplée de Paris avec une population évaluée à 33 000 habitants en 1300. Saint-Germain-l'Auxerrois devient l'église attitrée de la famille royale au moment où les Valois s'installent à nouveau au Louvre, au XIVe siècle.
L'édifice est l'un des plus anciens de Paris.
Du XIIe siècle, date la partie la plus ancienne de l'église, à savoir le clocher. Il était surmonté d'une flèche qui fut abattue vers 1754 et remplacée par la balustrade actuelle.
Au XIIIe siècle, vers 1220-1230, est réalisé le portail occidental, et la chapelle de la Vierge, vaste chapelle qui occupe le second collatéral sud de l'église actuelle et qui renfermait l'autel paroissial.
Au XIVe siècle, dans les années 1340-1358, le chœur est probablement totalement reconstruit.
Au XVe siècle, l'église est en grande partie reconstruite (nef et transept, ainsi que le porche occidental).

#### Ancien Régime

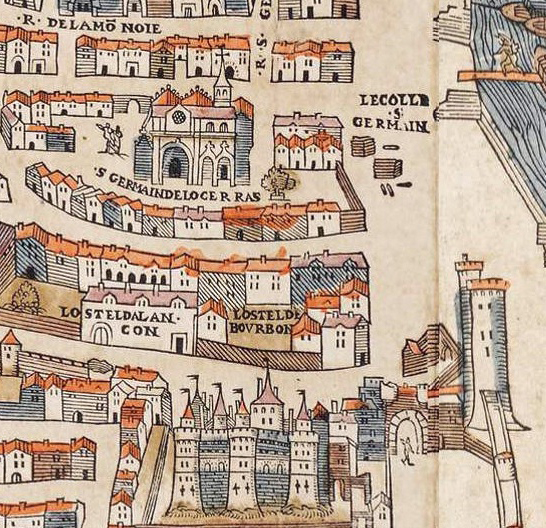
L'église vers 1550 (Plan de Truschet et Hoyau, détail).

L'église est associée au tragique épisode de la Saint-Barthélemy. Dans la nuit du 23 au 24 août 1572, son tocsin est réputé avoir sonné l'alarme dans la ville et déclenché le massacre des civils protestants. Il est à noter que ce tocsin fut sonné du clocher de l'église (petite tour au sud de l'édifice) et non du beffroi construit seulement au XIXe siècle entre l'église et la mairie du 1er arrondissement. Une des cloches, nommée Marie, datant de 1527, existe toujours.
Molière se marie dans l'église le 20 février 1662.
Au XVIIIe siècle, à l'occasion de la réunion du chapitre de Saint-Germain-l'Auxerrois à celui de la cathédrale Notre-Dame de Paris en 1745, le jubé, dessiné par Pierre Lescot et sculpté par Jean Goujon au XVIe siècle est détruit. De nouveaux aménagements pour le chœur de l'église sont amorcés à partir de 1756, sur les plans de l'architecte Claude Bacarit, qui furent approuvés par l'Académie d'Architecture. Les colonnes sont alors cannelées, et les chapiteaux portent des têtes d'anges sculptées.
C'est la paroisse de François Boucher qui habitait rue Saint-Thomas-du-Louvre. Les deux filles de Boucher et de sa femme Marie-Jeanne Buzeau y épousent, le 7 avril 1758, les peintres Baudouin et Deshays.
Danton, alors jeune avocat, y épouse Antoinette-Gabrielle Charpentier, la fille du patron du café du Parnasse tout proche, le 14 juin 1787.

#### Révolution et Restauration
Au début de la Révolution, après le retour forcé de la famille royale de Versailles aux Tuileries, le futur Louis XVII y fait sa première communion. Sous la Terreur, Saint-Germain est vidée de son contenu et convertie en magasin de fourrage, en imprimerie, en poste de police, en fabrique de salpêtre. En 1795, le culte théophilanthropique y est célébré. L'église retrouve sa vocation catholique en 1802.

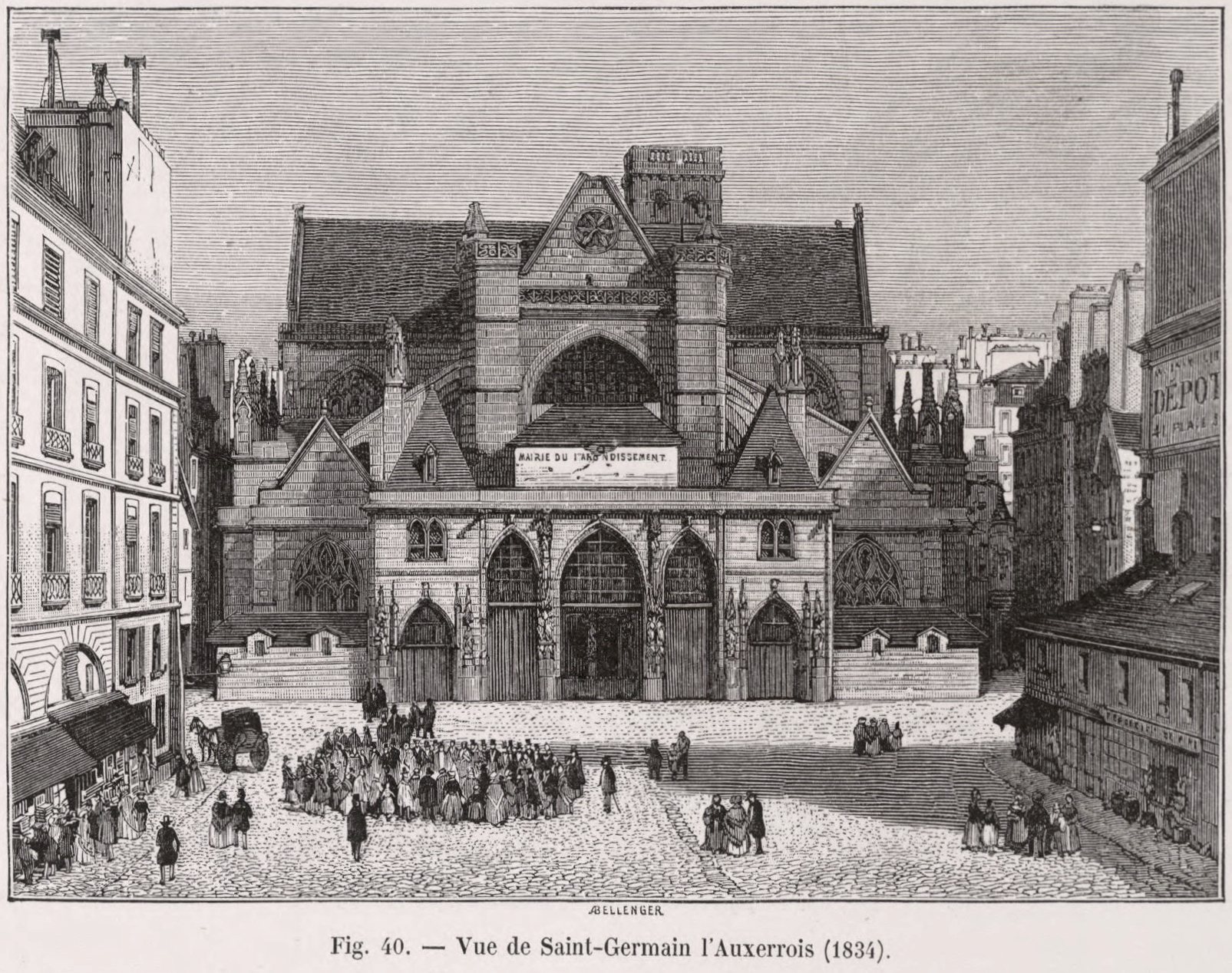
L'église en 1834, avant la destruction du tissu urbain ancien qui l'entourait (lithographie de Theodor Hoffbauer).

Sous le Premier Empire, un vieux projet de destruction de l'église (déjà examiné sous le règne de Louis XIV par Colbert), afin de dégager la colonnade du Louvre par une vaste place au milieu de laquelle le pont Neuf aboutirait, est envisagé puis abandonné au début de la Restauration. Le 14 février 1831, à l'occasion de la onzième commémoration de l'assassinat du duc de Berry, l'église est dévastée par des émeutiers favorables à la monarchie de Juillet, qui interprètent la cérémonie comme une provocation des partisans du régime précédent. À la suite des importantes dégradations, l'édifice est fermé et sa destruction à nouveau envisagée. Pour le protéger, le maire de l'arrondissement fait inscrire sur la façade de l'église « Mairie du IVe arrondissement ». Le monument ne sera rendu au culte catholique que six années plus tard, le 13 mai 1837.
Des restaurations dirigées par Lassus et Baltard[réf. souhaitée] sont ensuite entreprises pendant la monarchie de Juillet ; elles concernent aussi bien l’extérieur que l’intérieur de l'édifice où la décoration peinte et vitrée des chapelles est entièrement renouvelée (notamment la chapelle de la Vierge).

#### Second Empire et après

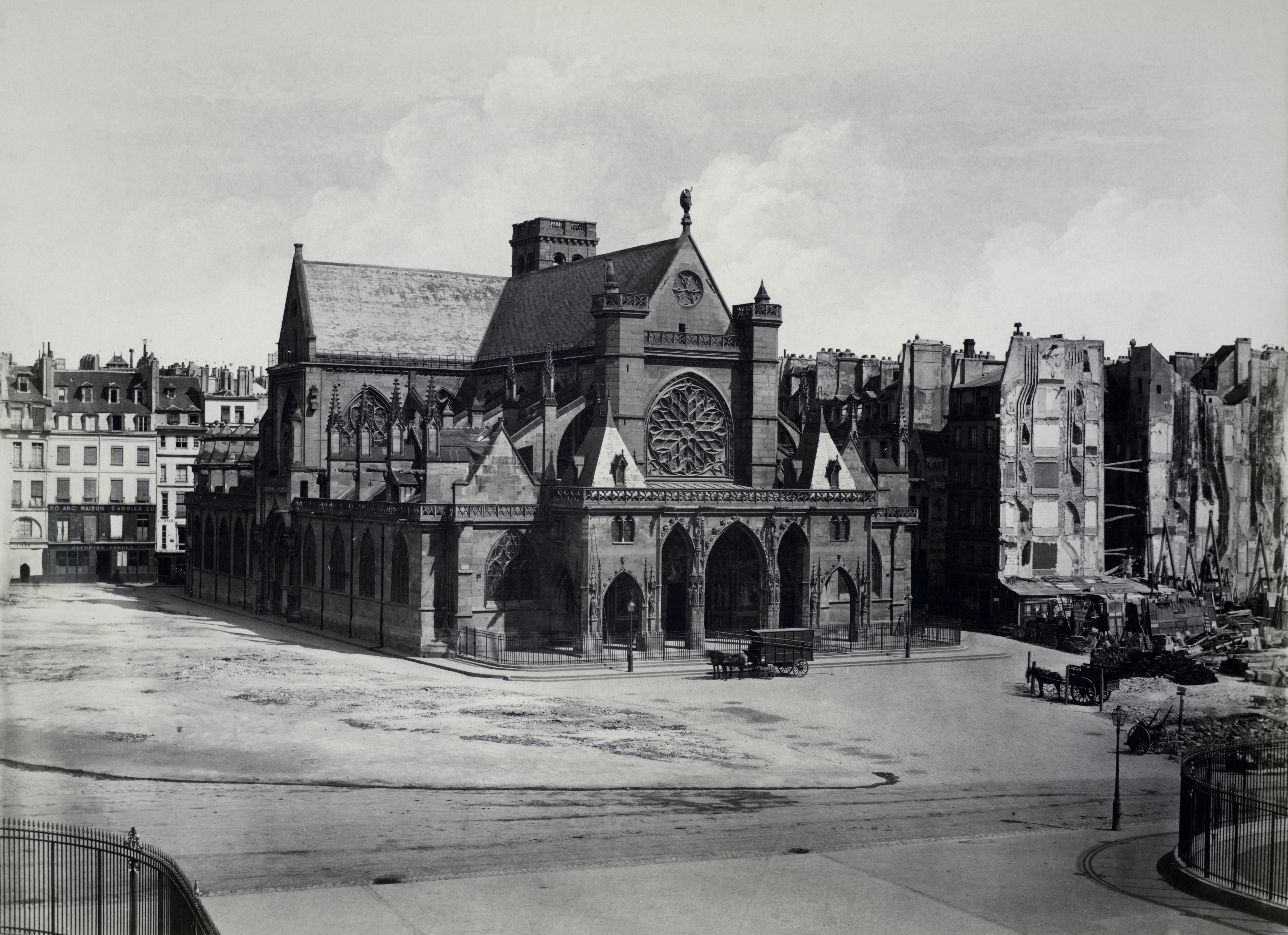
L'église Saint-Germain-l'Auxerrois avant la construction du beffroi et de la mairie du 1er arrondissement - Édouard Baldus (1858).

Au Second Empire, le baron Haussmann refuse une nouvelle fois de la détruire alors que le ministre d'État et de la maison de l'Empereur, Achille Fould le lui suggère. En effet, après démolition des vieux immeubles délabrés qui l'entourent, un vaste espace se dégage face à la colonnade du Louvre et l'église se retrouve posée en décrochement sur un des côtés, donnant un air inesthétique à l'ensemble. Cependant, en tant que protestant, le baron ne veut pas qu'on lui reproche d'avoir ordonné la démolition d'un bâtiment aussi symbolique, dans lequel avait été donné le signal du massacre de la Saint-Barthélémy.

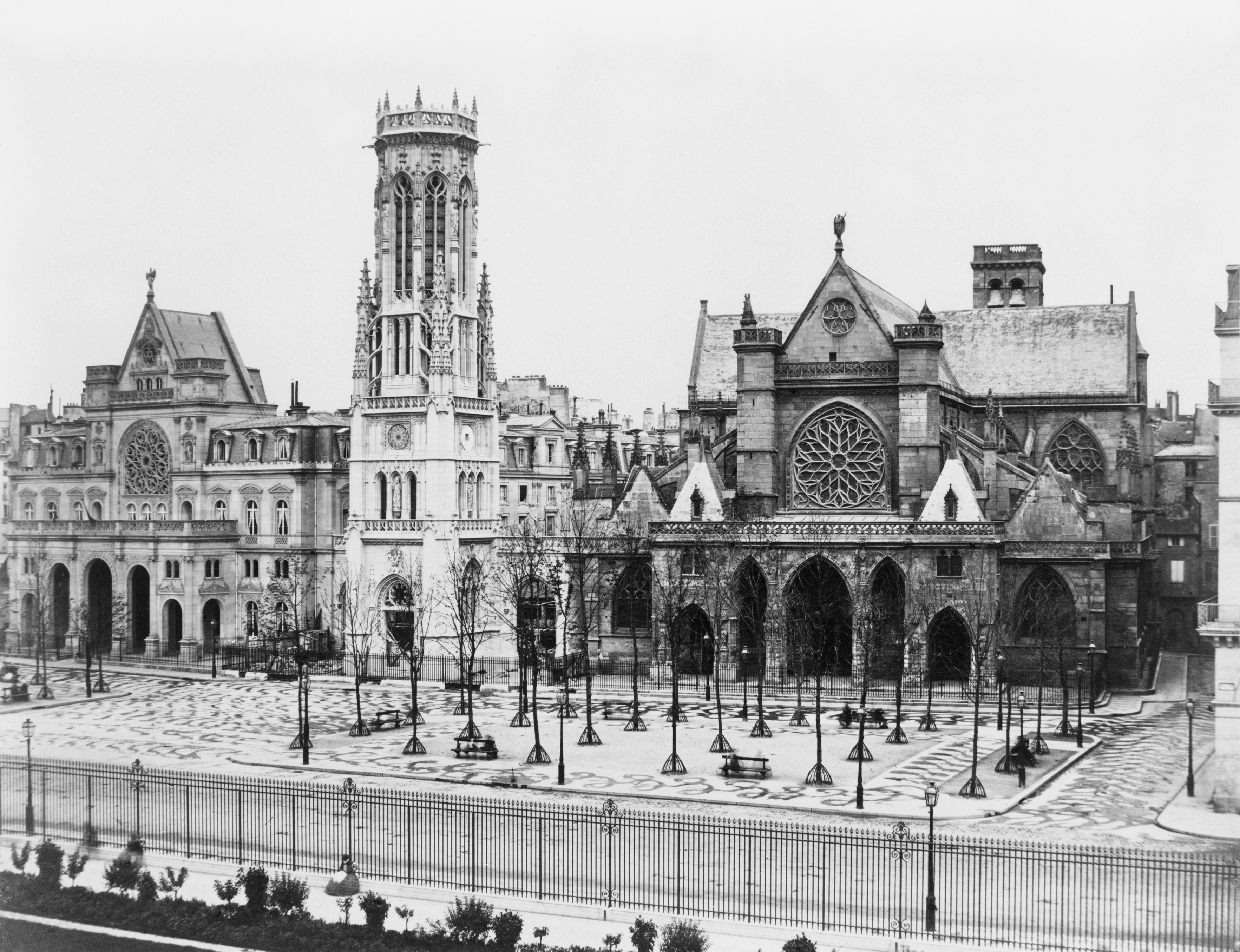
L'église Saint-Germain-l'Auxerrois vers 1863-1870, après la construction de la mairie du 1er arrondissement flanquée de son beffroi. Photographie d'Édouard Baldus.

Il développe alors un projet pour équilibrer le tout : il demande à l'architecte Hittorff de construire un bâtiment s'inspirant de l'édifice religieux pour abriter la mairie du 1er arrondissement. Hittorff reproduit alors presque à l'identique la façade principale de l'église (un porche surmonté d'une rosace) qu'il flanque de constructions semblables aux immeubles de cette époque.
Entre les deux, Théodore Ballu, prix de Rome en 1840, fait construire un campanile (ou beffroi) de style néo-gothique relié de part et d'autre aux deux édifices par deux portes du même style donnant accès à un square séparant les deux monuments.
Cet ensemble architectural est édifié entre 1858 et 1863.
L'ensemble réalisé fut parfois jugé trop symétrique, au point d'être comparé à « un huilier et ses deux burettes ». Vu de l'extérieur, s'il est difficile de différencier la mairie de l'église, seule l'allure générale plus haussmannienne du bâtiment civil le caractérise par rapport à l'édifice religieux.

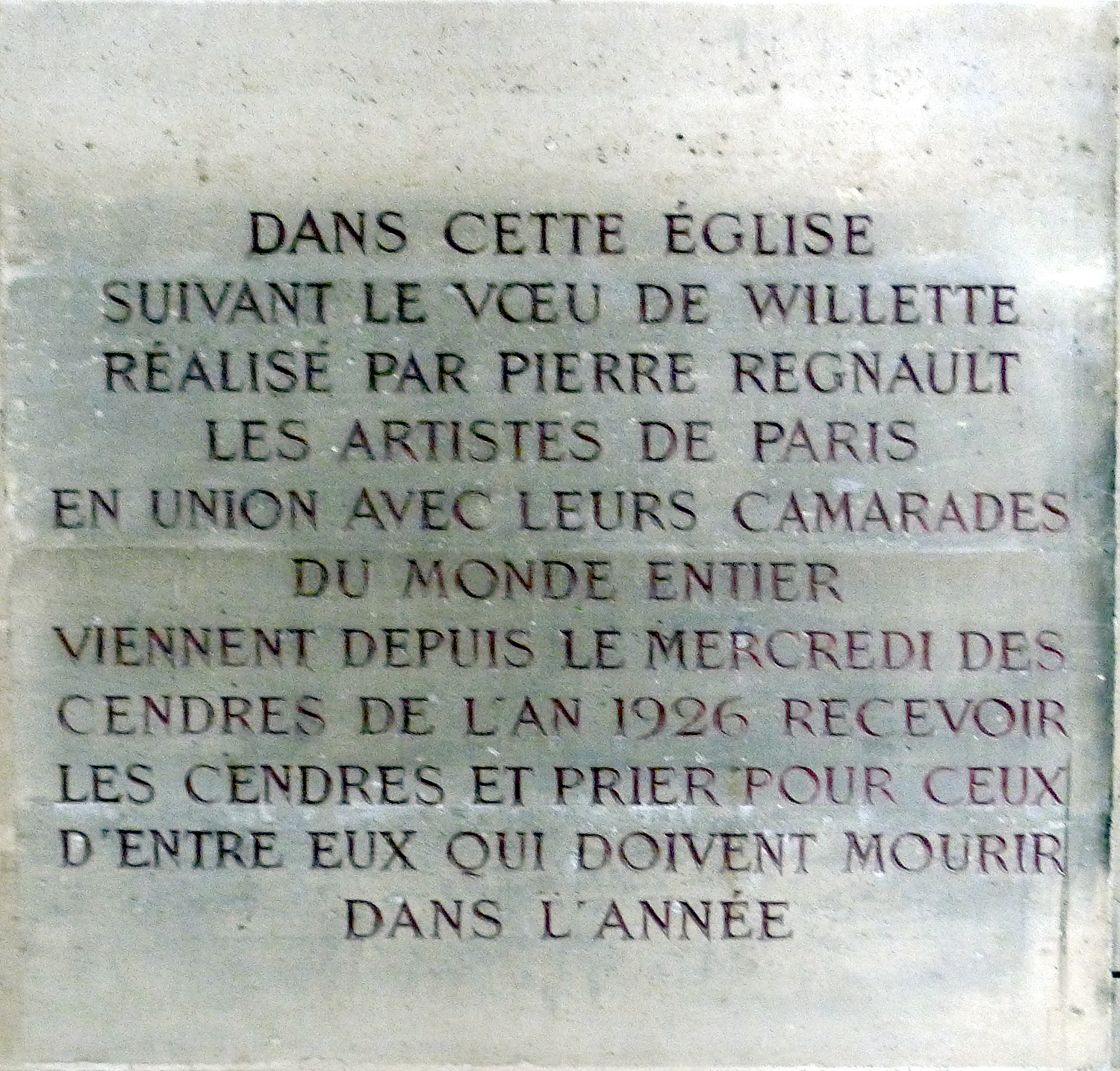
Plaque rappelant le vœu de Willette.

L'église Saint-Germain-l'Auxerrois est, depuis la fin de l'Ancien Régime, époque où les artistes étaient logés au Louvre, la « paroisse des artistes ». C'est ici que se marie, le 25 février 1726, Jean-Philippe Rameau. La Société de Saint-Jean pour le développement de l'art chrétien, fondée en 1839 par Lacordaire, y dit la messe et s'y réunit chaque troisième vendredi du mois ; et la messe selon le vœu de Willette pour les artistes qui mourront dans l'année y est dite le mercredi des Cendres. Depuis le 1er janvier 1862, cette église fait l'objet d'une protection comme immeuble classé aux monuments historiques.

#### Liste des curés de Saint-Germain-l'Auxerrois
- 1216 : Gantier
- 1240 : Adrien de Châtillon
- 1360 : Pierre Vivien
- 1386 : Robert de La Grignonnière
- 1390 : Nicolas Le Diseur
- 1404 : Gérard de Vensigny
- 1437 : Pierre de Creil
- 1440 : Guillaume Hauce
- 1462 : Jean Lhuillier
- 1469 : Norbert de Mazengarde
- 1562 : Gervais Cochery
- 1568-1580 : Richard Broquet
- 1587 : Jacques de Cueilly
- 1634 : Antoine de Barbier
- 1636 : Adam
- 1660 : P.Colombel
- 1682 : Jean Mercier
- 1689 : Louis de Marillac
- 1694-1696 : Léonard Chapelas
- 1697-1747 : Étienne Labrue
- 1747-1758 : Michel Ransnay
- 1768-1781 : Rémy Chapeau
- 1781-1791 : Jean Ringard
- 1791-1802 : Jean Corpet (premier vicaire jureur du précédent)
- 1802-1810 : Jean-Marie Joseph Jerphanion
- 1810-1811 : Joseph Delaleu
- 1811-1816 : Placide Bruno Valayer
- 1816-1836 : Étienne Charles Magnin
- 1837-1860 : Jean-Baptiste de Merson
- 1860-1894 : Jean-Louis Legrand
- 1894-1902 : Henri Guillaume Lancrau de Bréon
- 1902-1930 : Albert Fromentin
- 1930-1947 : Maurice Bouvet
- 1947-1968 : Maurice Baurit
- 1968-1977 : Pierre Plessis
- 1977-1990 : Pierre Stikkelbroeck
- 1990-2000 : Michel Gitton
- 2000-2004 : Dominique Cordier
- 2004-2013 : Dominic Schubert
- 2013-2019 : Gilles Annequin
- 2019-2022 : Patrick Chauvet[27]
- 2022-2024 : Olivier Ribadeau Dumas[27]
- Depuis 2024 : Geoffroy de Talhouët

### Chronologie
- v. 580 : début de construction d'une église sous le vocable de Saint Germain, sur ordre de Chilpéric Ier (roi des Francs).
- 885-886 : Démolition de l'église pendant le siège de Paris par les vikings.
- XIe siècle : deuxième église (Saint-Germain-l'Auxerrois) rebâtie sous Robert II le Pieux[12].
- 2e moitié du XIIIe siècle : reconstruction de l'église sous Philippe IV le Bel. Il en subsiste le vaisseau central et le premier collatéral du chœur, les parties latérales du flanc droit de la nef et le portail.
- 1420-1425 : reconstruction du vaisseau central et des bas-côtés de la nef à l'exception de la chapelle de la Vierge.
- 1431[28]-1439 : le maître maçon Jean Gaussel construit le porche et les chapelles du flanc gauche de la nef.
- Début du XVe siècle : construction du second collatéral, des chapelles du flanc droit du chœur et des chapelles de l'abside.
- 1541 : construction du jubé sur les plans de Pierre Lescot.
- 1560-1570 : construction des chapelles du flanc gauche du chœur.
- 1570 : construction du portail donnant accès au cloître canonial[29].
- 1710 : dépose du pilier central avec la statue de saint Germain ainsi que du tympan du Jugement Dernier pour permettre le passage des processions.
- 1728 : les vitraux sont remplacés par du verre blanc.
- 1745 : destruction du jubé de Pierre Lescot pour agrandir le chœur.
- 1756 : l'architecte Claude Bacarit et son beau-frère, le sculpteur Louis-Claude Vassé, mettent le chœur de l'église au goût du jour.
- 1767 : mise en place des grilles de fermeture du chœur par le serrurier Pierre Deumier.
- 1838-1855 : restauration de l'église par Jean-Baptiste Lassus et Victor Baltard.
- 1858-1863 : construction du beffroi de la mairie du 1er arrondissement au nord de l'église par Théodore Ballu.
- 1993 : à la demande de l'archevêque, Jean-Marie Lustiger, les traditionalistes qui occupent l'église sont expulsés[30].
- 2007 : la forme tridentine du rite romain de l'Église catholique selon le missel de 1962 y est célébrée[31], conjointement à la forme ordinaire du rite romain.
- 2019 : les offices canoniaux de la cathédrale Notre-Dame y sont transférés à compter du 1er septembre en raison de l'incendie du 15 avril[32].

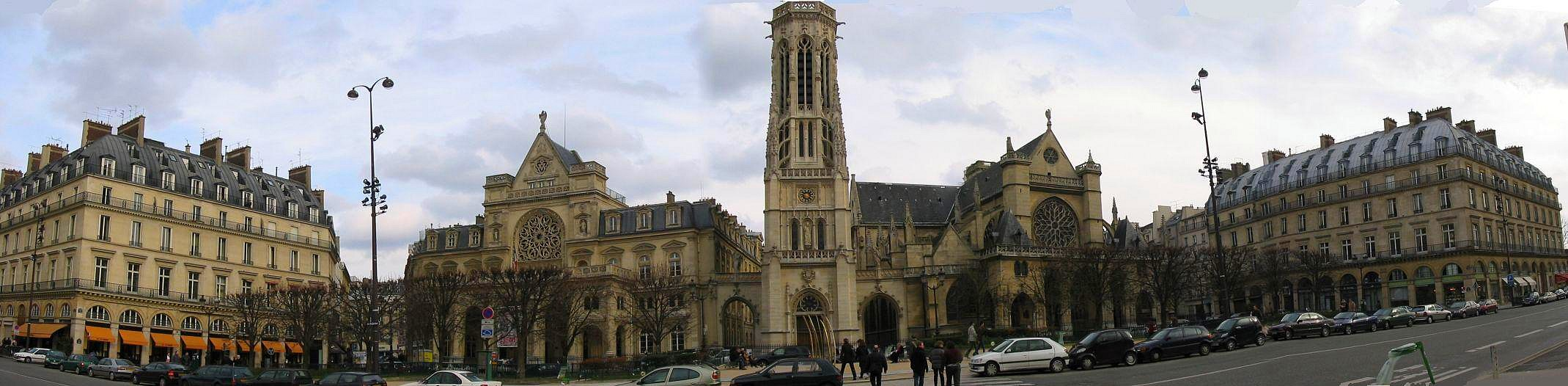
La place du Louvre avec la mairie du 1er arrondissement (à gauche), le beffroi (au centre) et l'église Saint-Germain-l'Auxerrois (à droite).

### Personnes inhumées dans l'église
Compte tenu de la proximité du Louvre où résident de nombreux artistes après le départ de la cour à Versailles, l'église saint-Germain-l'Auxerrois devient la dernière demeure de nombre d'entre eux et porte même le surnom de « Saint-Denis du Génie et Talent »,.

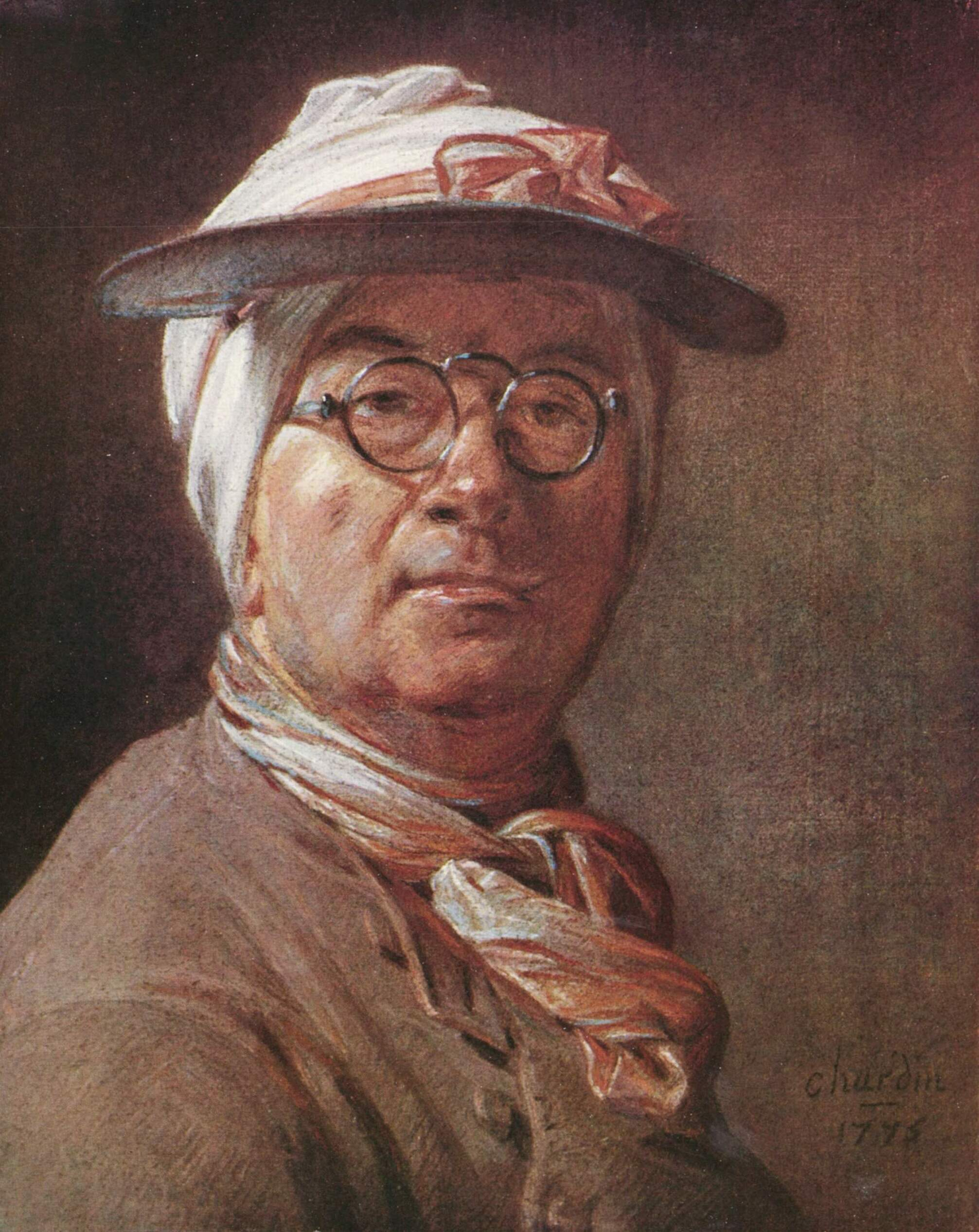
Jean-Baptiste Siméon Chardin, 1776.

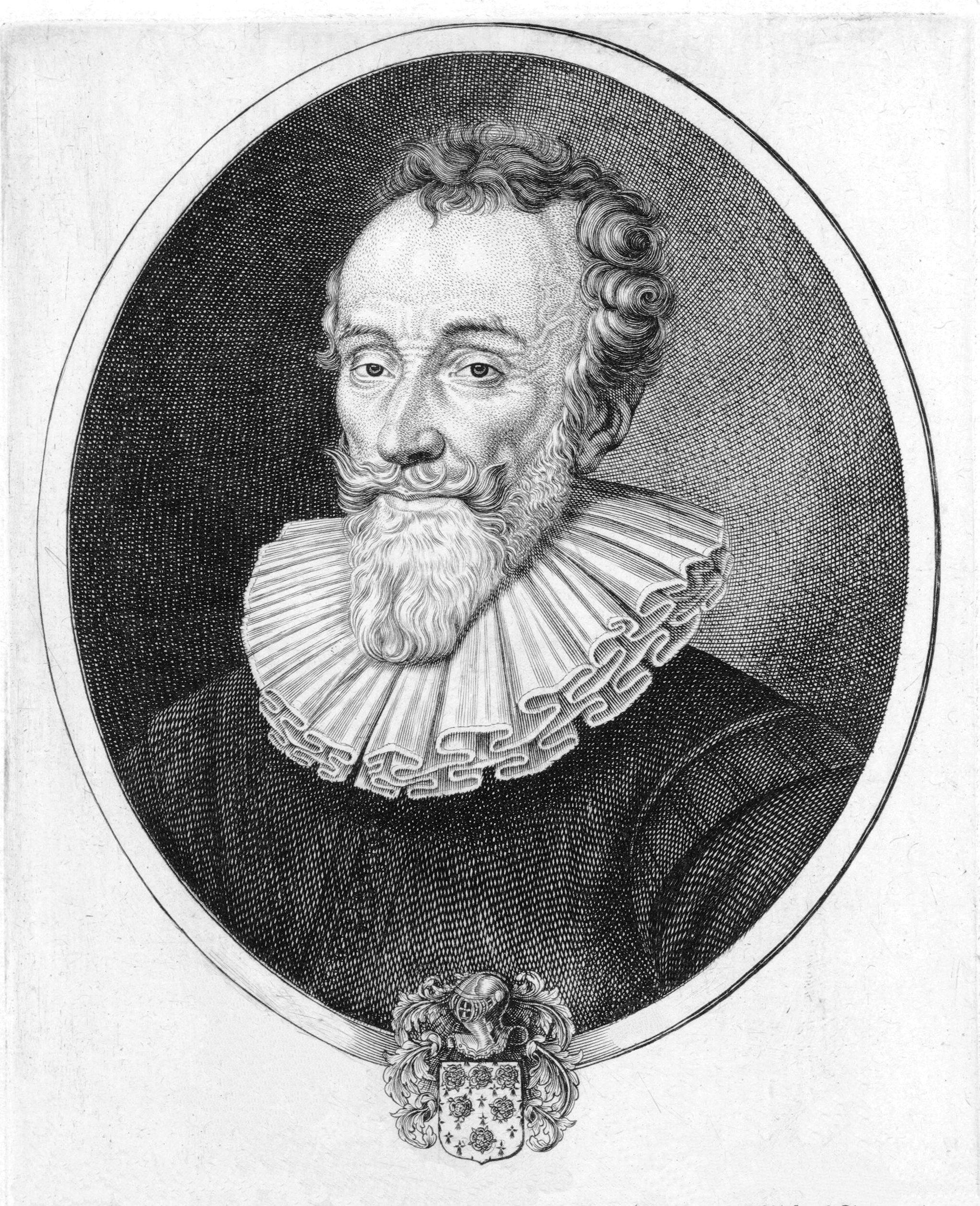
Malherbe.

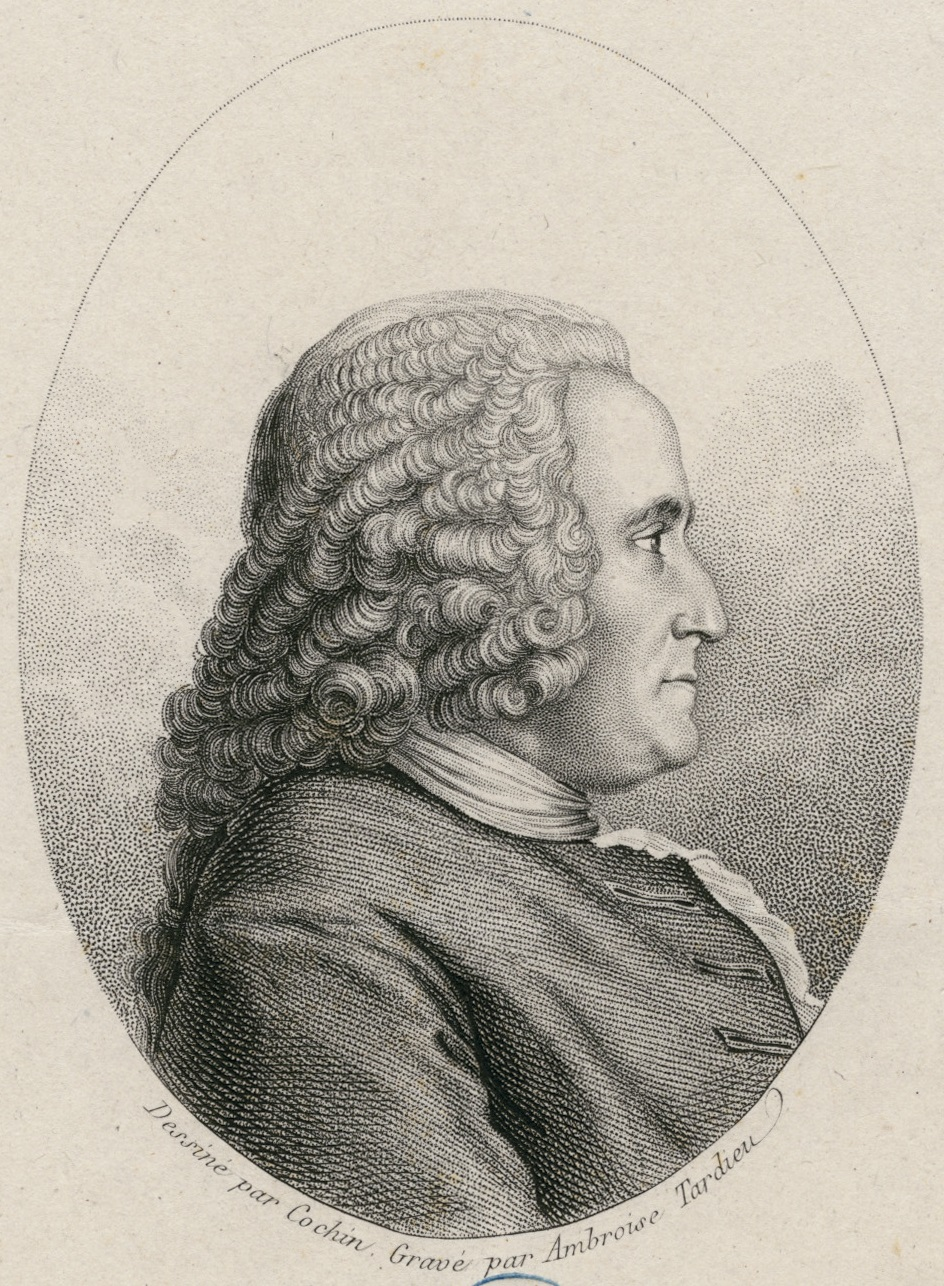
Denis Dodart.

Pompone de Bellièvre.

#### Peintres et Sculpteurs
- Jacques Stella († 1657)
- Jean Varin († 1672)
- Jacques Sarrasin († 1660)
- Jacques Bailly († 1679)
- Étienne le Hongre († 1690), sculpteur
- Israël Sylvestre († 1691) et son épouse Henriette Sélincart († 1680)
- Claude Mellan († 1688)
- Noël Coypel († 1707) et sa famille
- Jean-Baptiste Siméon Chardin († 1779), peintre
- Antoine Coysevox († 1720), sculpteur
- Louise-Magdeleine Horthemels († 1767)[35]

#### Poètes
- Abraham Remy († 1649)
- François de Malherbe († 1628) et son neveu Chandeville
- Hannibal Fabrot, grand jurisconsulte
- Guillaume Samson, géographe

#### Médecins
- Jacques du Bois, dit Sylvius († 1551)
- Guy Patin († 1672)
- Denis Dodart († 1707)

#### Hommes d'État
- François Olivier, chancelier de France († 1550)
- Claude Fauchet († 1603), savant
- Pomponne de Bellièvre († 1607), chancelier de France, et sa famille
- famille Aligre, chanceliers de France
- Maison Phélypeaux
- Bailleul, Nicolas de (1586-1652)
- famille Bailly

#### Autres
- Louis de Béranger du Guast (1540-1575), mignon de Henri III.

## Description

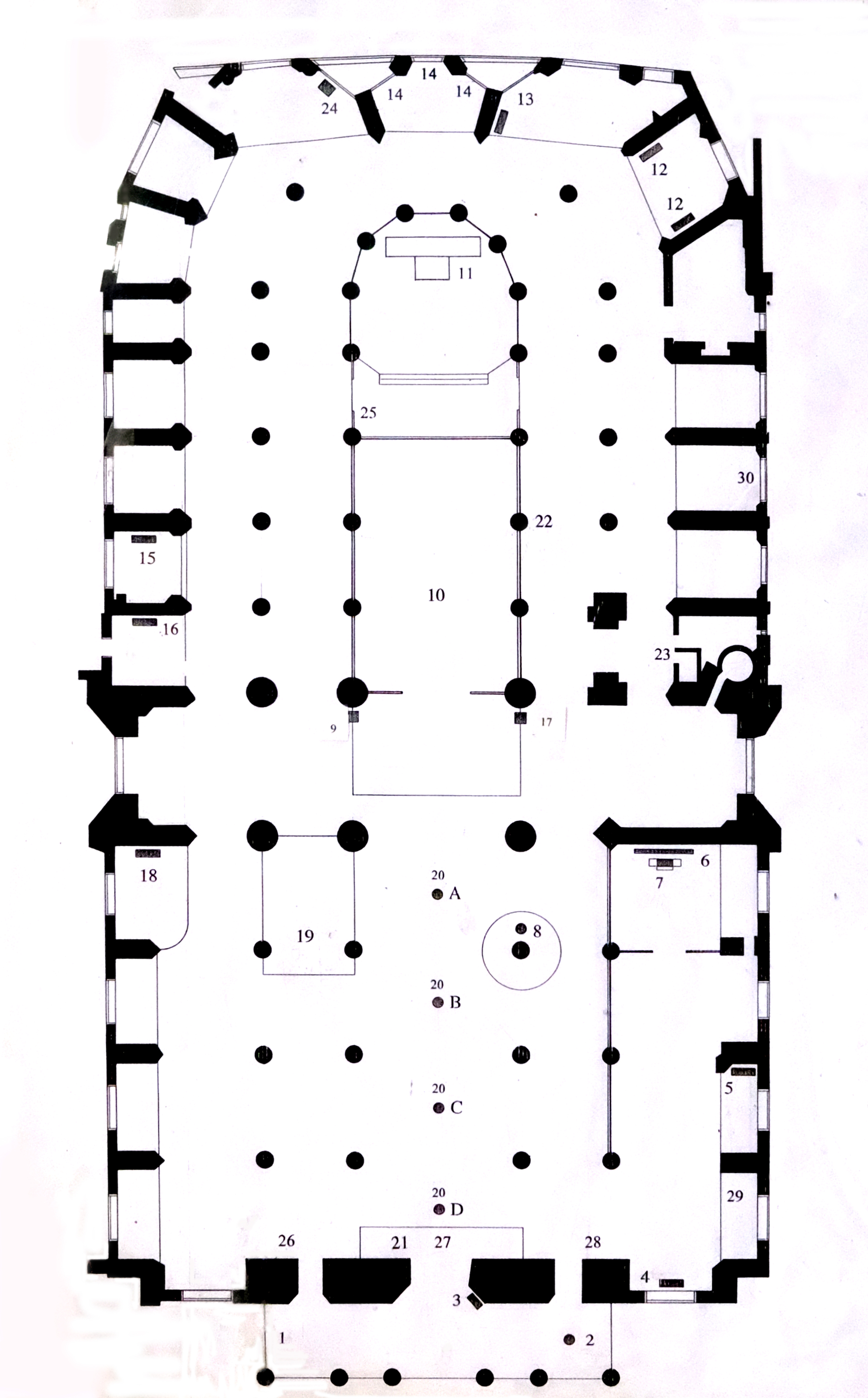
Plan de l'église.

L'église est construite selon un plan longitudinal en forme de croix d’environ 80 m de long sur 40 m de large au transept. Elle possède une tour-clocher romane à l'angle du bras du transept sud et du chœur, un porche à cinq arcades et des arcs-boutants. Sa rosace est surmontée d'un pignon.
À l'intérieur sa nef, construite entre 1476 et 1486, est haute de presque 20 mètres et constituée de quatre travées en gothique flamboyant. Elle est flanquée de deux bas-côtés abritant des chapelles peu profondes. Elle est organisée sur deux niveaux (grandes arcades et fenêtres hautes) et voûté d'ogives quadripartites.
Le transept est peu saillant.
Son chœur, à cinq travées, constitue la partie la plus ancienne (reconstruction au XIVe siècle ?) bien que remanié au XVIIIe siècle (cannelure des piliers). Il se termine par un chevet semi-circulaire avec un déambulatoire parfois double ainsi que des chapelles rayonnantes. L’église se termine au premier niveau par un chevet plat.
Cet édifice possède des vitraux, datant du XVIe pour les plus anciens et du XIXe siècle pour les autres, ainsi que de nombreuses œuvres d'art, tableaux, statues et mobilier.

### Extérieur

Façades
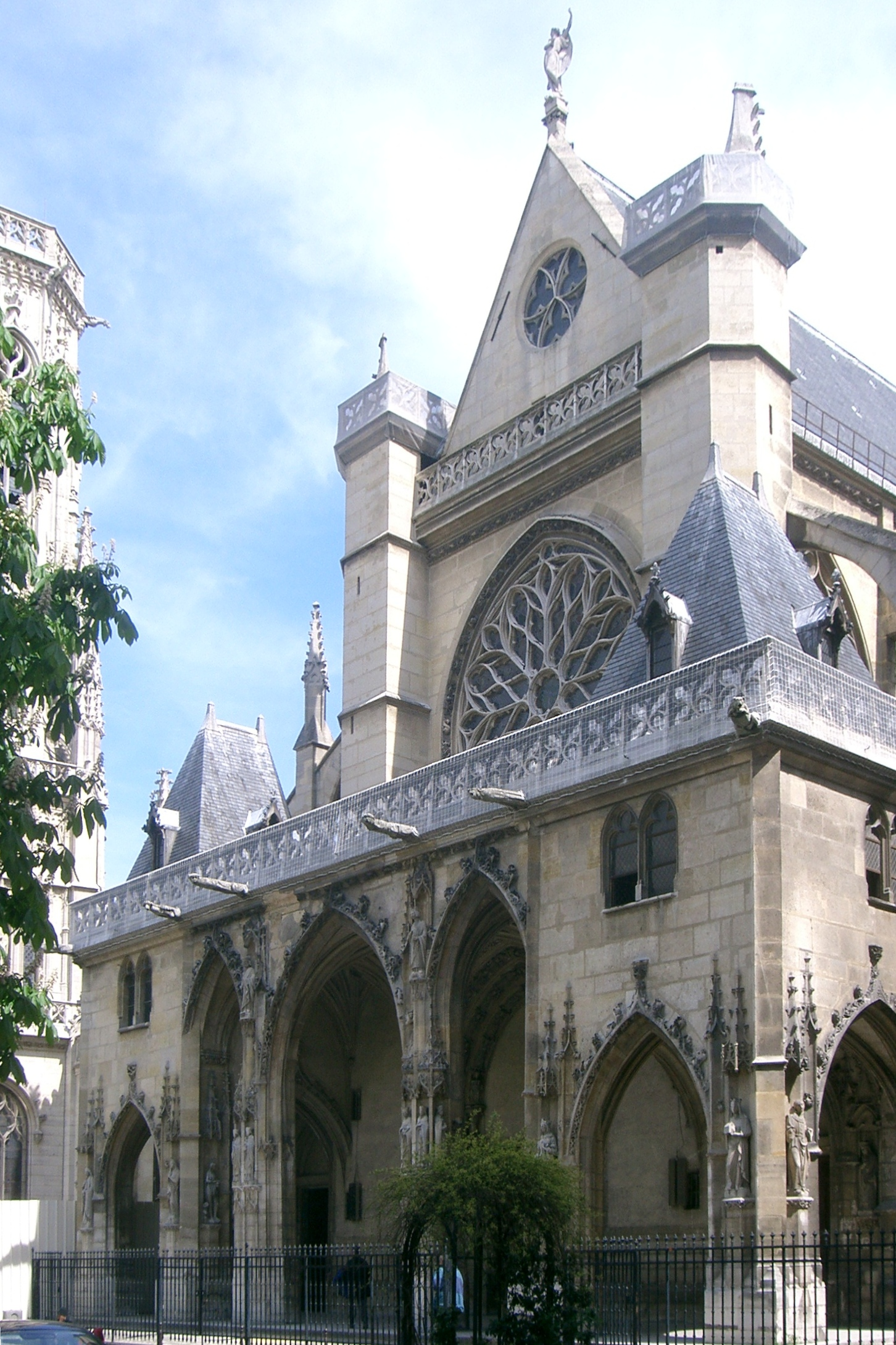
Façade ouest de l'église.
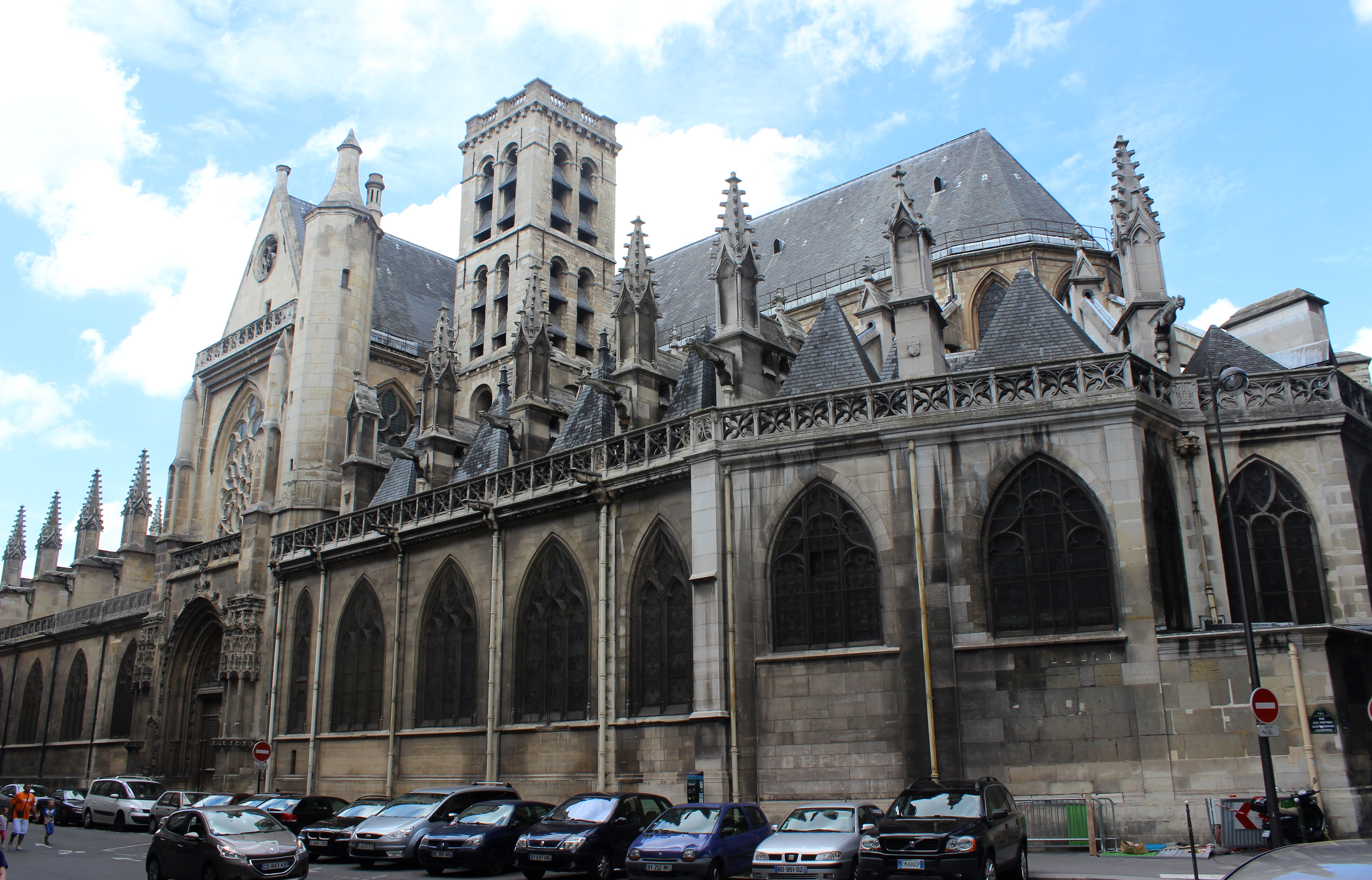
Vue du sud-est.
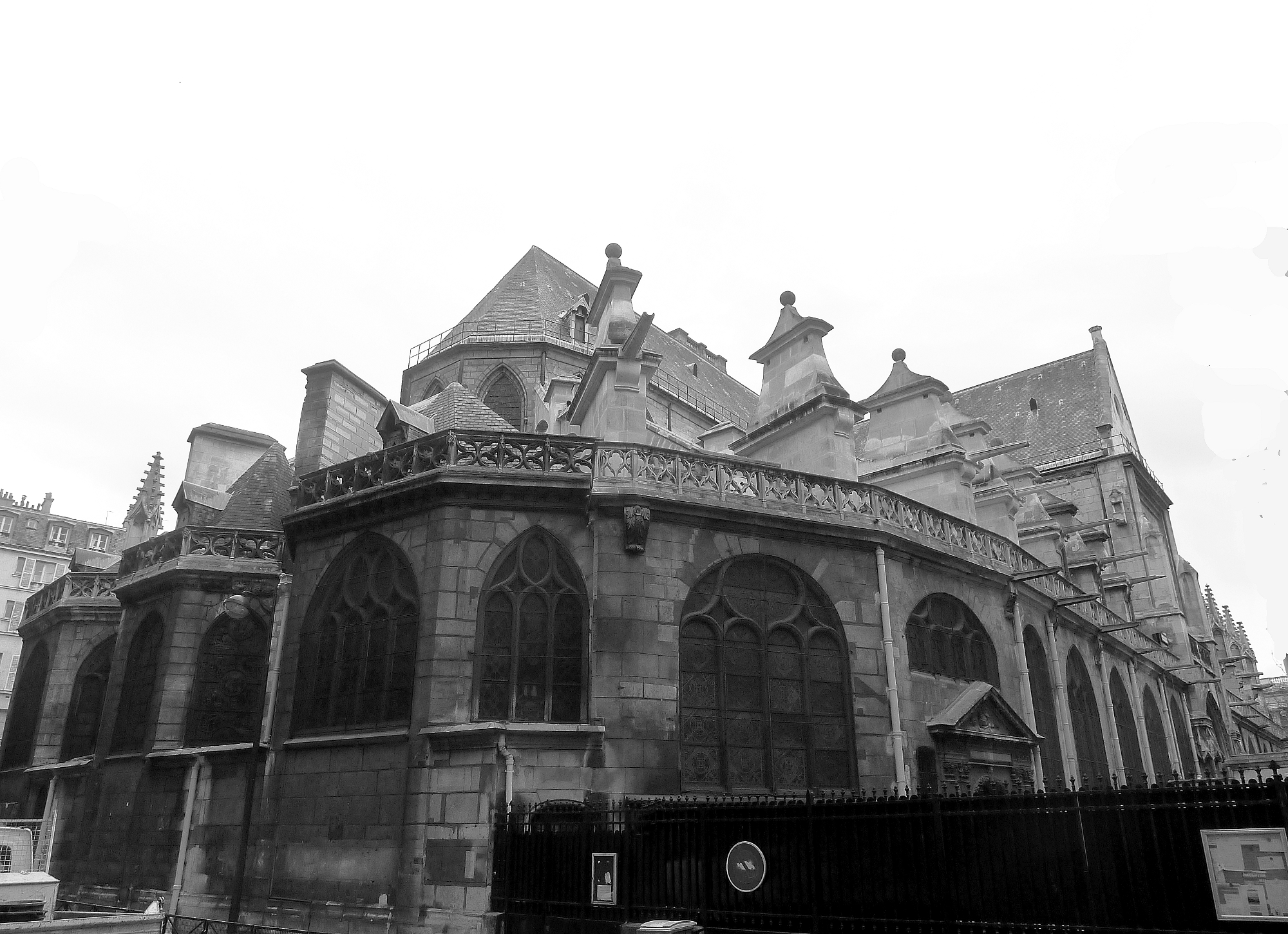
Vue du nord-est.
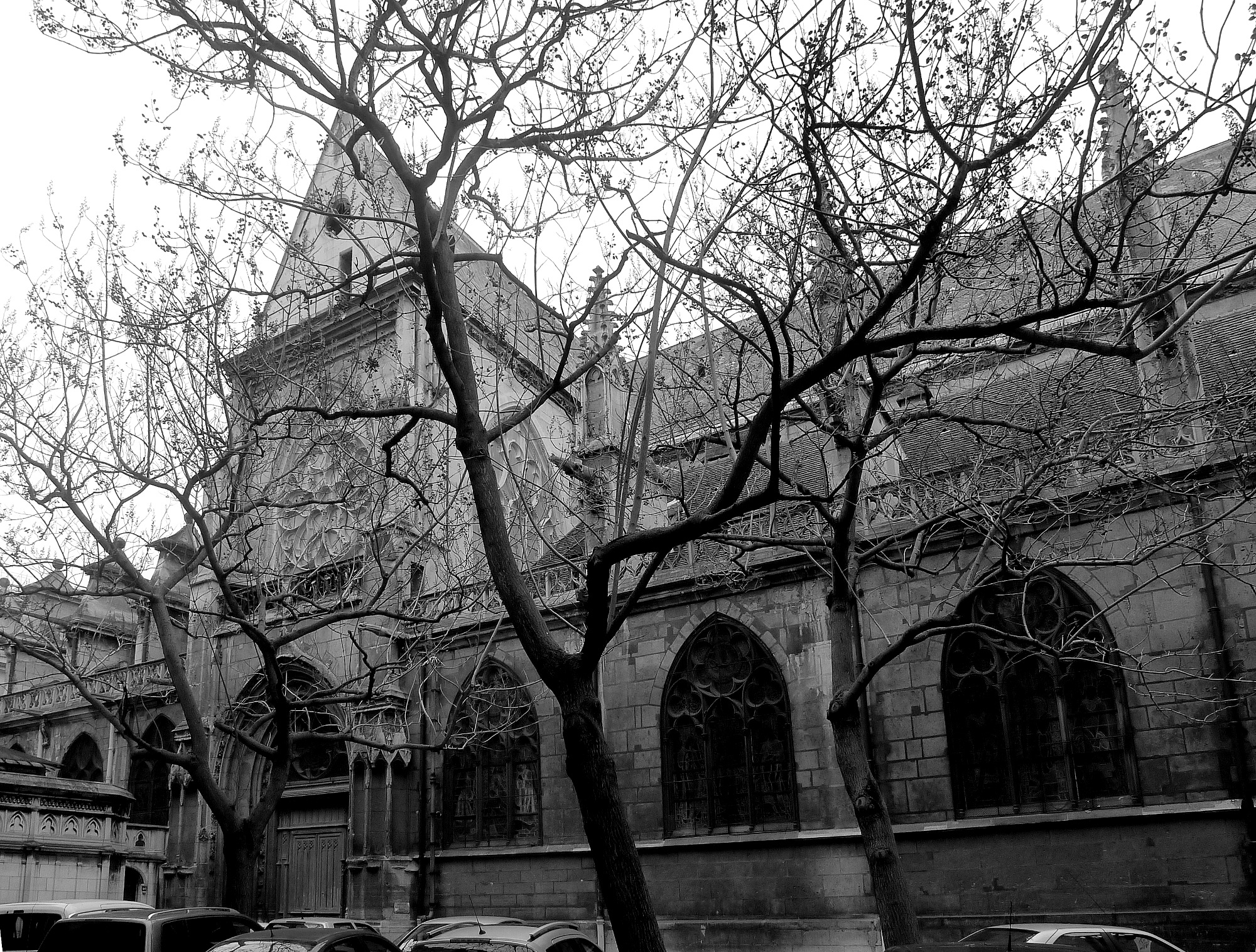
Vue du nord-ouest.

Les contreforts et les gargouilles de la nef sont ornés de curieuses sculptures représentant divers animaux : hippopotame, singes, ours, etc.

L'église offre sur la rue de l'Arbre-Sec une curiosité : les carpes de l'église Saint-Germain-l'Auxerrois. Il s'agit d'une frise, sculptée autour de la chapelle centrale, représentant des tronçons de carpes (têtes, corps, queues) alternant avec des rosaces. D'après l'historien de Paris, Jacques Hillairet, cette décoration correspondrait à une demande spécifique du riche drapier Tronson qui, en 1505, avait financé cette chapelle. On ne sait si celui-ci avait des poissonniers dans sa famille, ou si ce sont simplement des tronçons de carpe évoquant son nom.

Les « carpes de Saint-Germain l'Auxerrois »
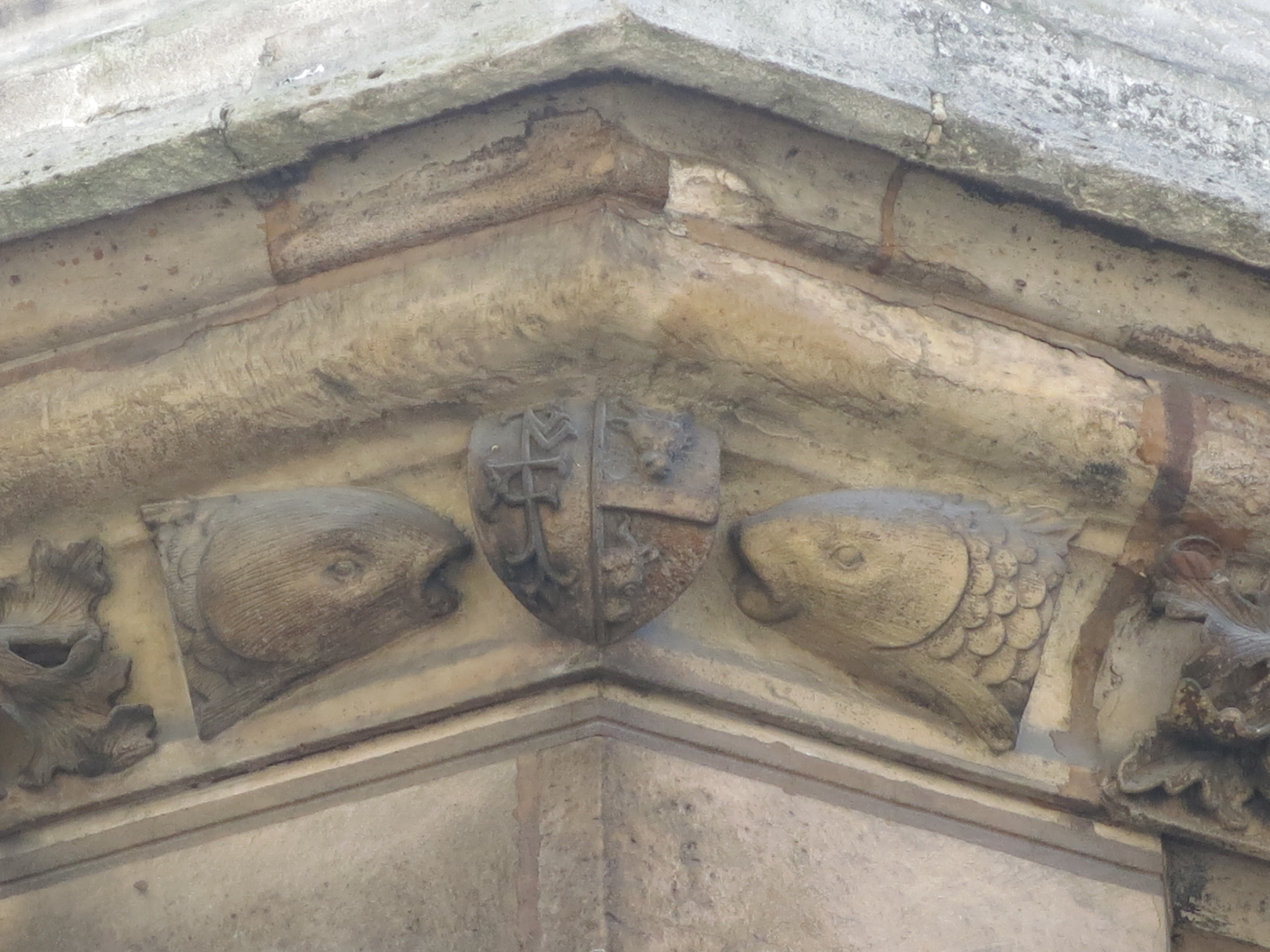

#### La façade occidentale et son porche
Au deuxième niveau de la façade, en retrait par rapport au porche, la rose, encadrée par deux tourelles d'escalier, fut refaite lors des restaurations de la première moitié du XIXe siècle. Le pignon, percé d'un oculus, est surmonté d’un ange reposant curieusement sur une tortue, ensemble commandé en 1840 au sculpteur Carlo Marochetti, mais restauré vers 1928.
Au premier niveau, le porche est le seul exemple conservé pour une église parisienne médiévale. Il n'a gardé, de celui construit en 1435-1439 par Jean Gaussel, à une époque où Paris était occupé par les Anglais, que les deux pavillons latéraux, car des archives témoignent d'une reconstruction entre 1490 et 1498. De  ce porche gothique flamboyant, on peut admirer les voûtes avec les liernes et tiercerons (les clés de voûte représentent la Nativité et la Cène) ainsi que l'ornementation végétale et animale habituelle. En revanche, les statues de saints, pour la plupart copiées des œuvres initiales, datent du XIXe siècle.
Le portail de l’entrée principale  date  du XIIIe siècle. Son tympan disparu était consacré au Jugement dernier. Dans les voussures comme dans les niches beaucoup a été lourdement restauré au  XIXe siècle : à gauche, la reine Ultrogothe, le roi Childebert Ier (ou le roi Robert et la reine Constance,) et saint Vincent; à droite, saint Germain, sainte Geneviève et un ange. Sur le trumeau de la porte centrale, la Madone est de 1841 et remplace le saint Germain d'origine (cette statue a survécu, on peut toujours l'admirer dans la chapelle de la Vierge).

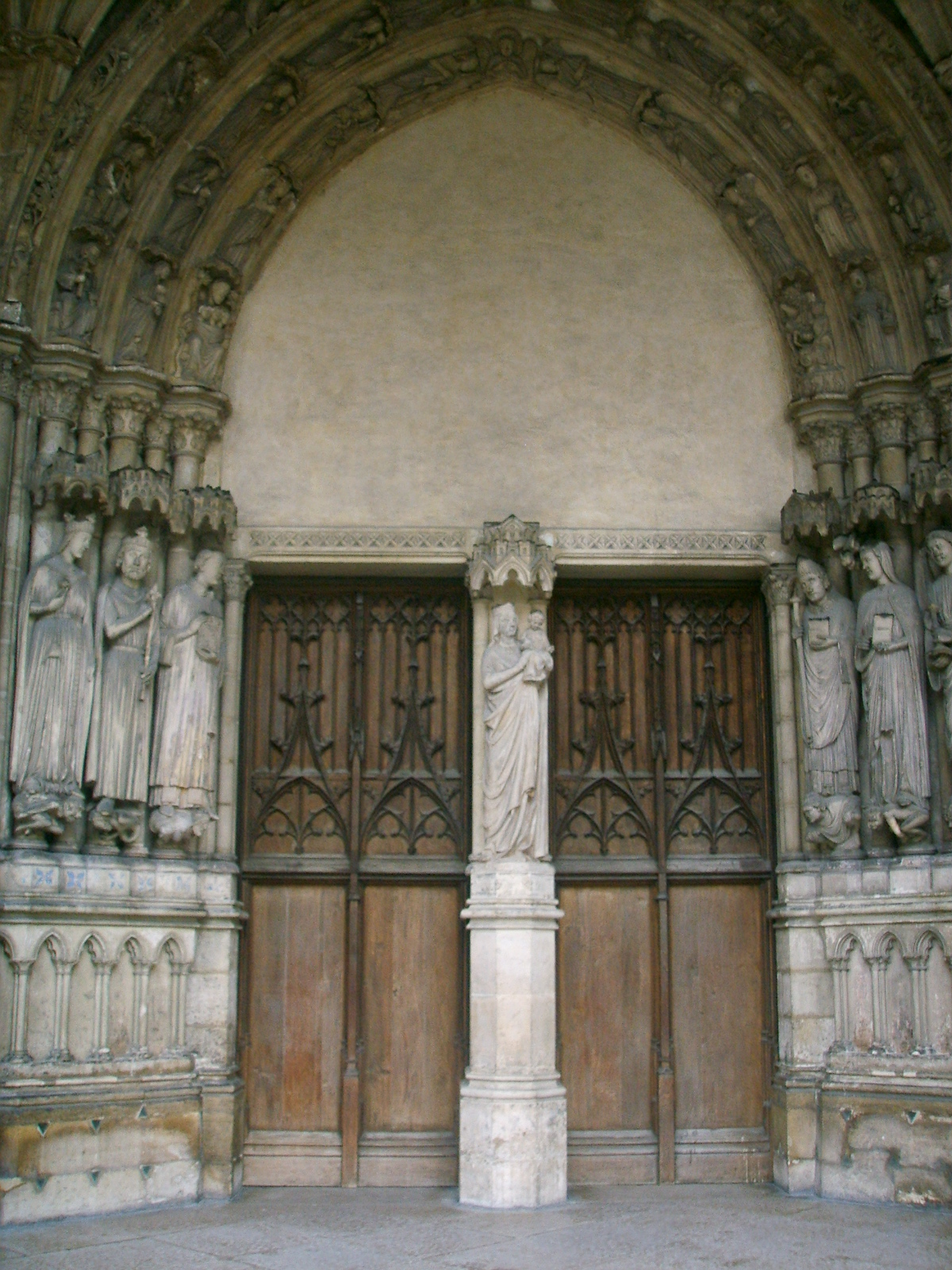
Portail principal.
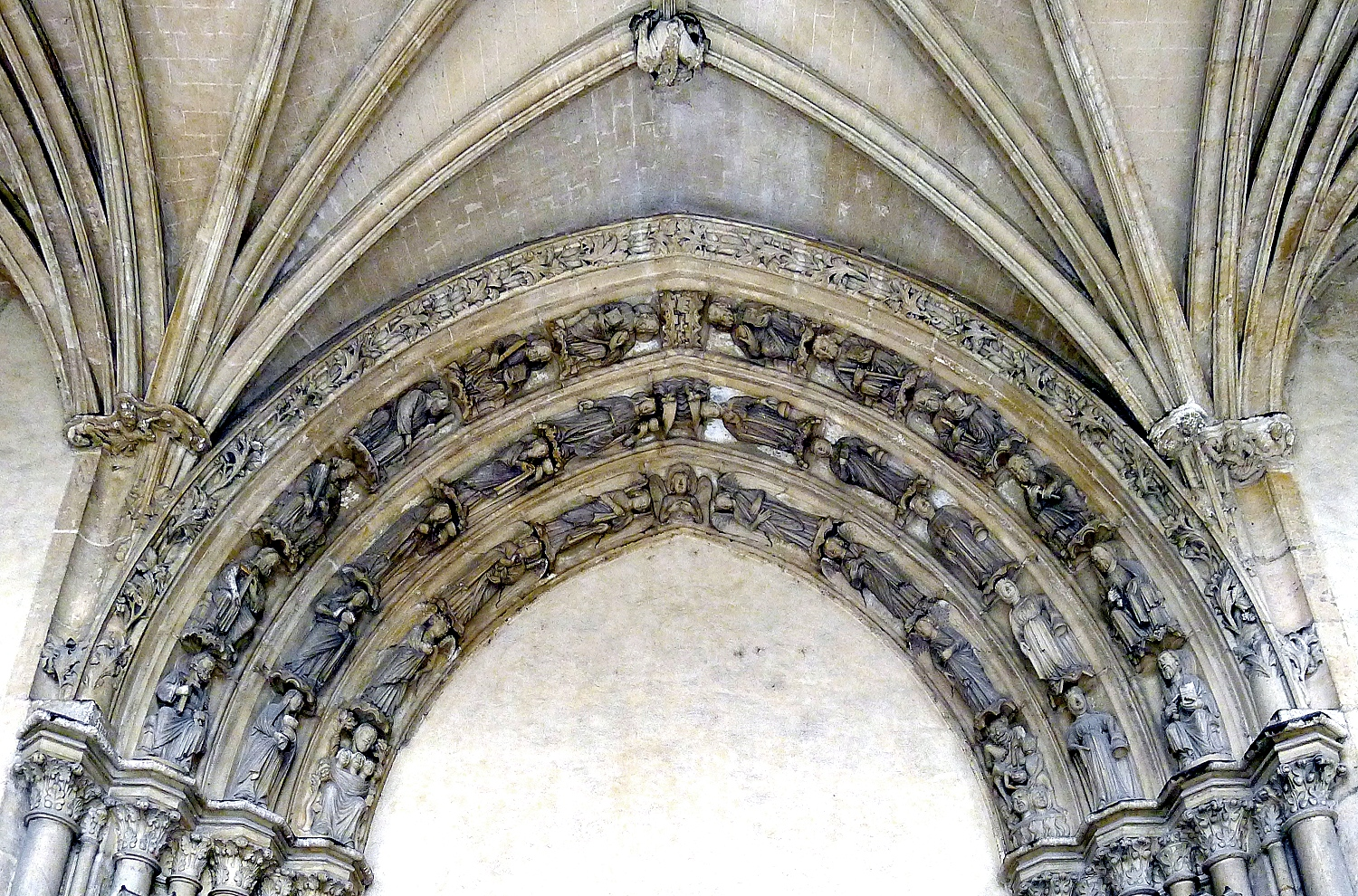
Archivolte.
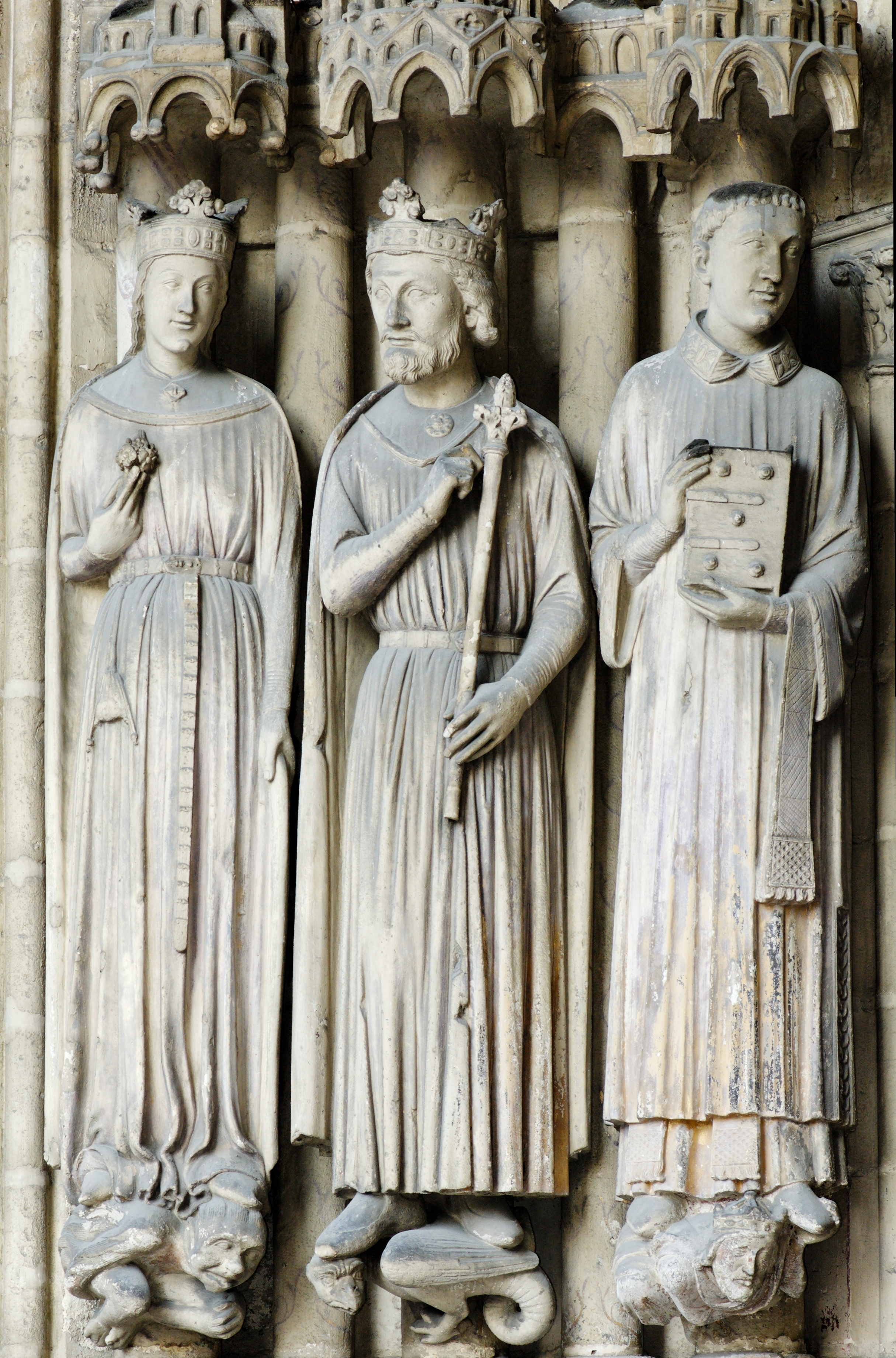
Groupe de statues nord.
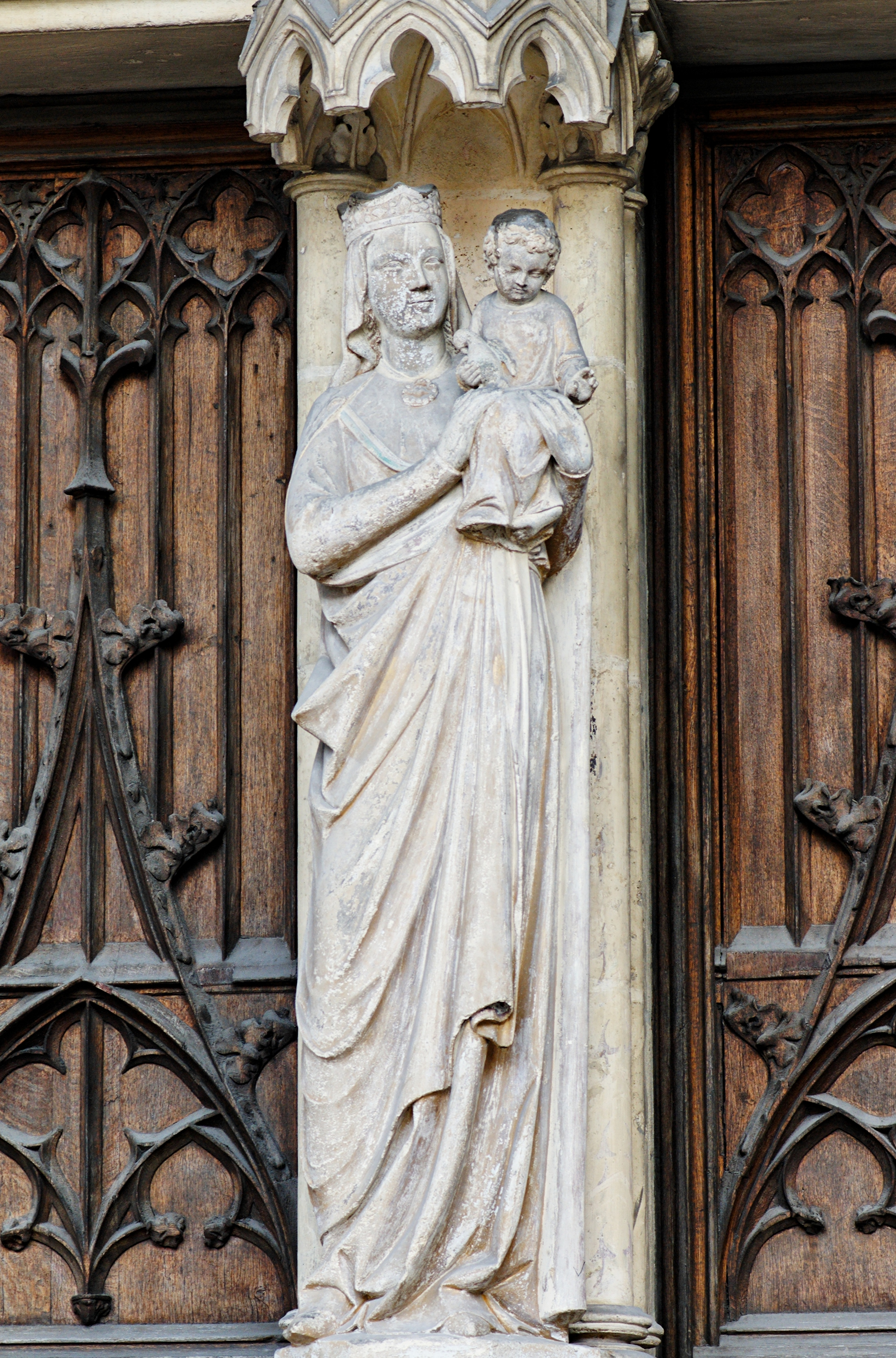
Madone à l'Enfant centrale.
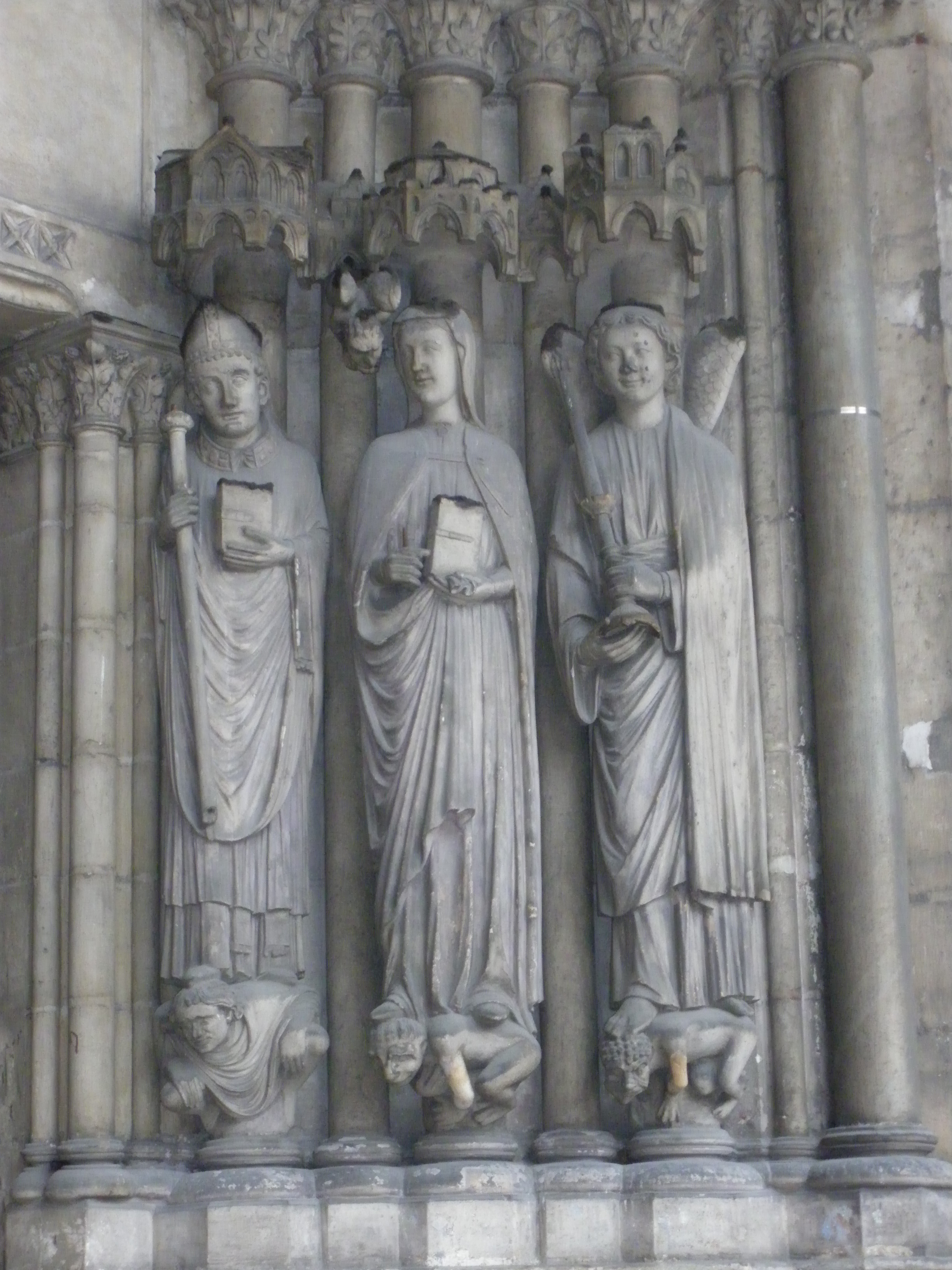
Groupe de statues sud.

Porche
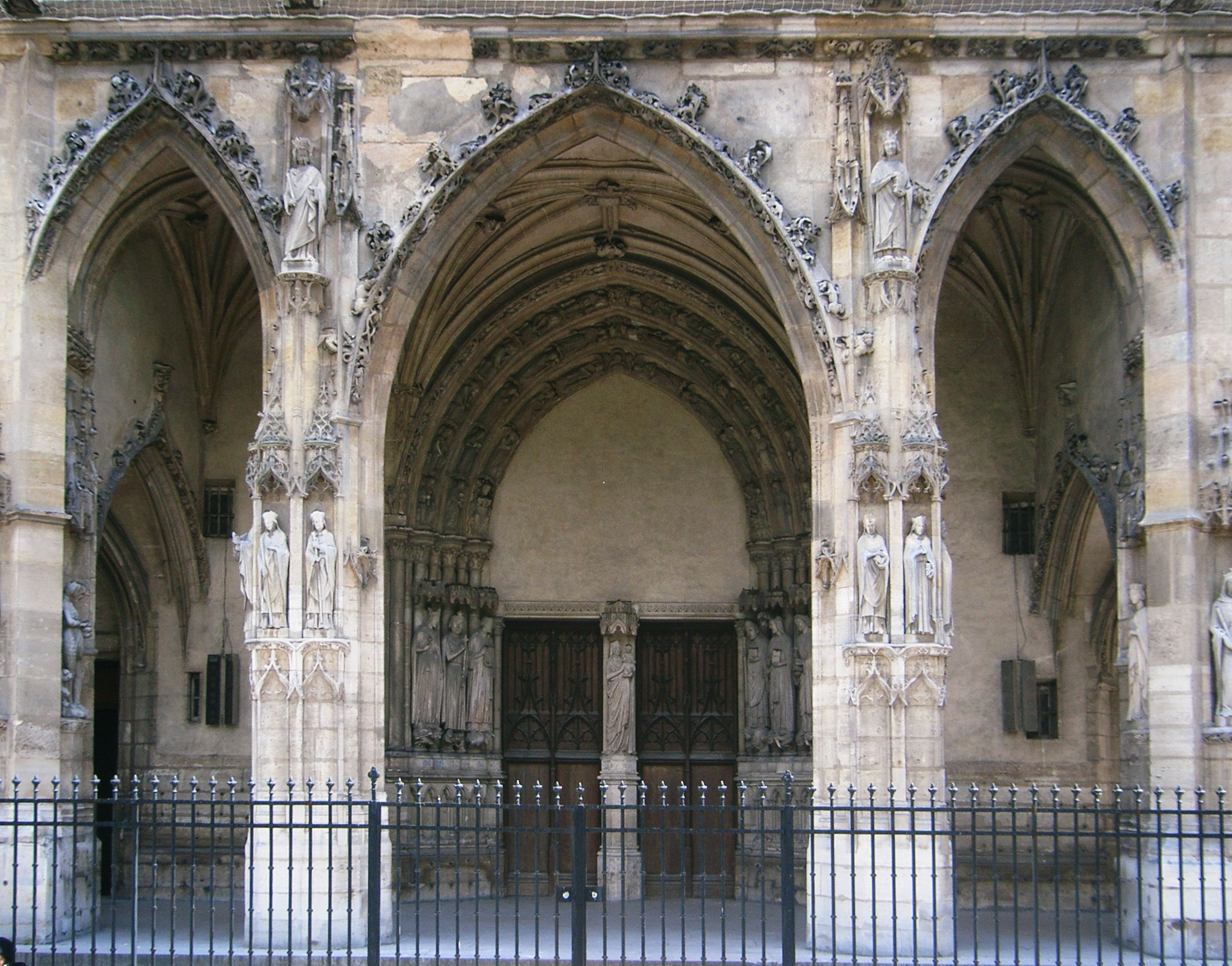
Le porche.
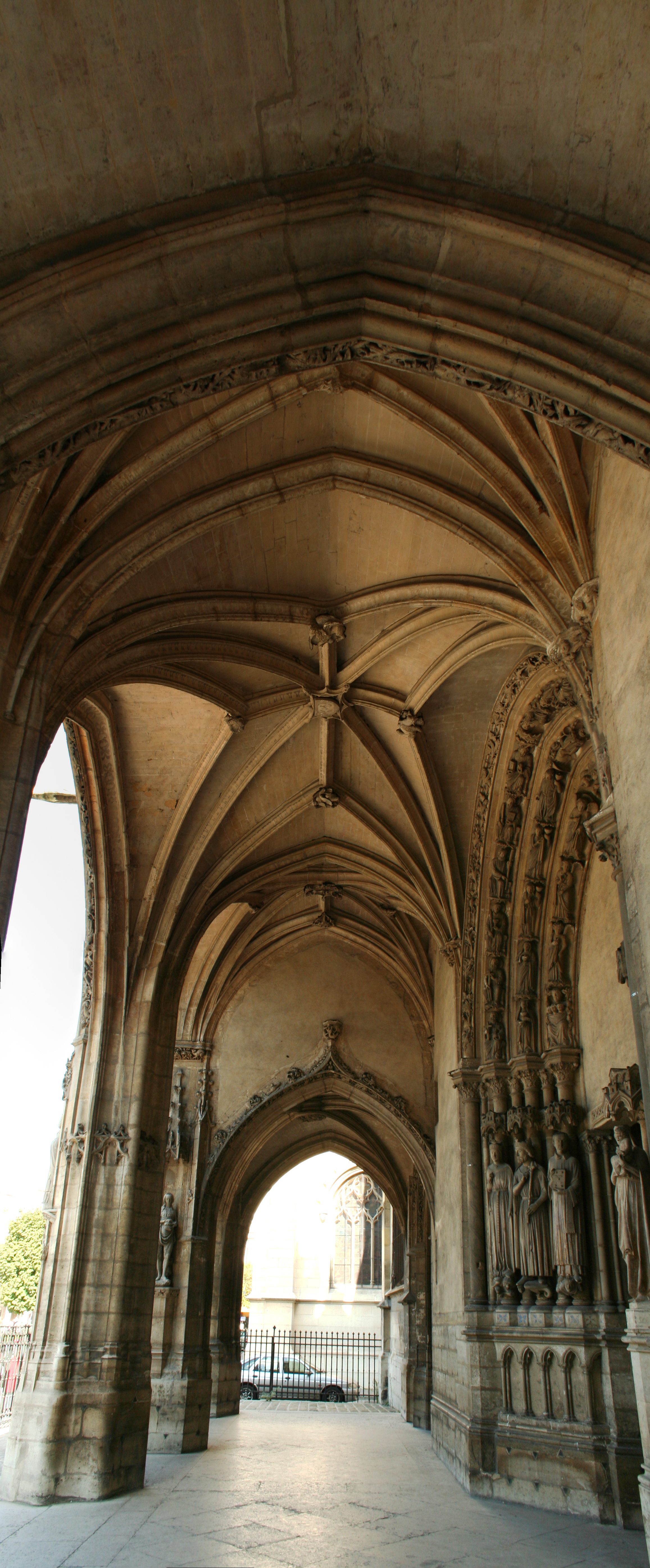
Voûtes du porche.

Statuaire
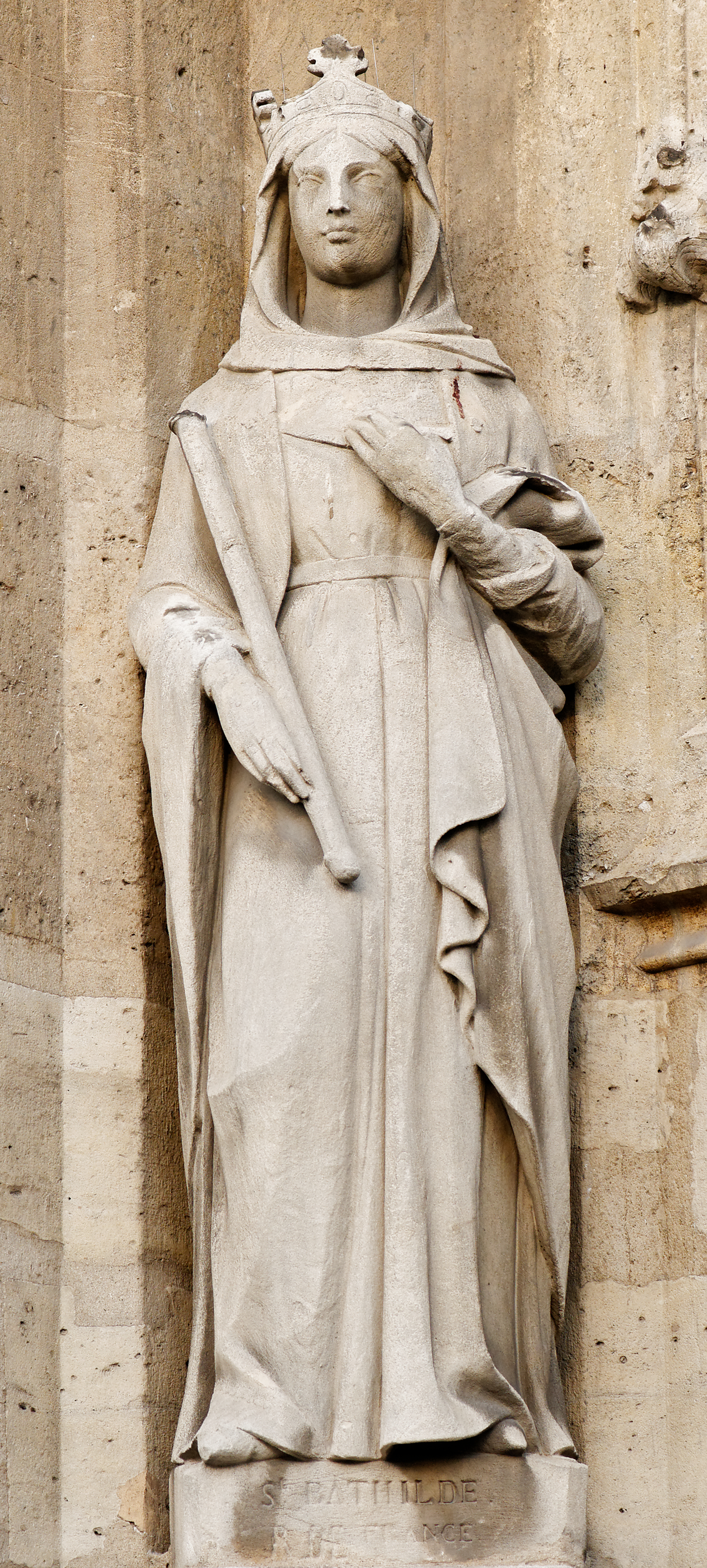
Louis Desprez, Sainte Bathilde (1841).
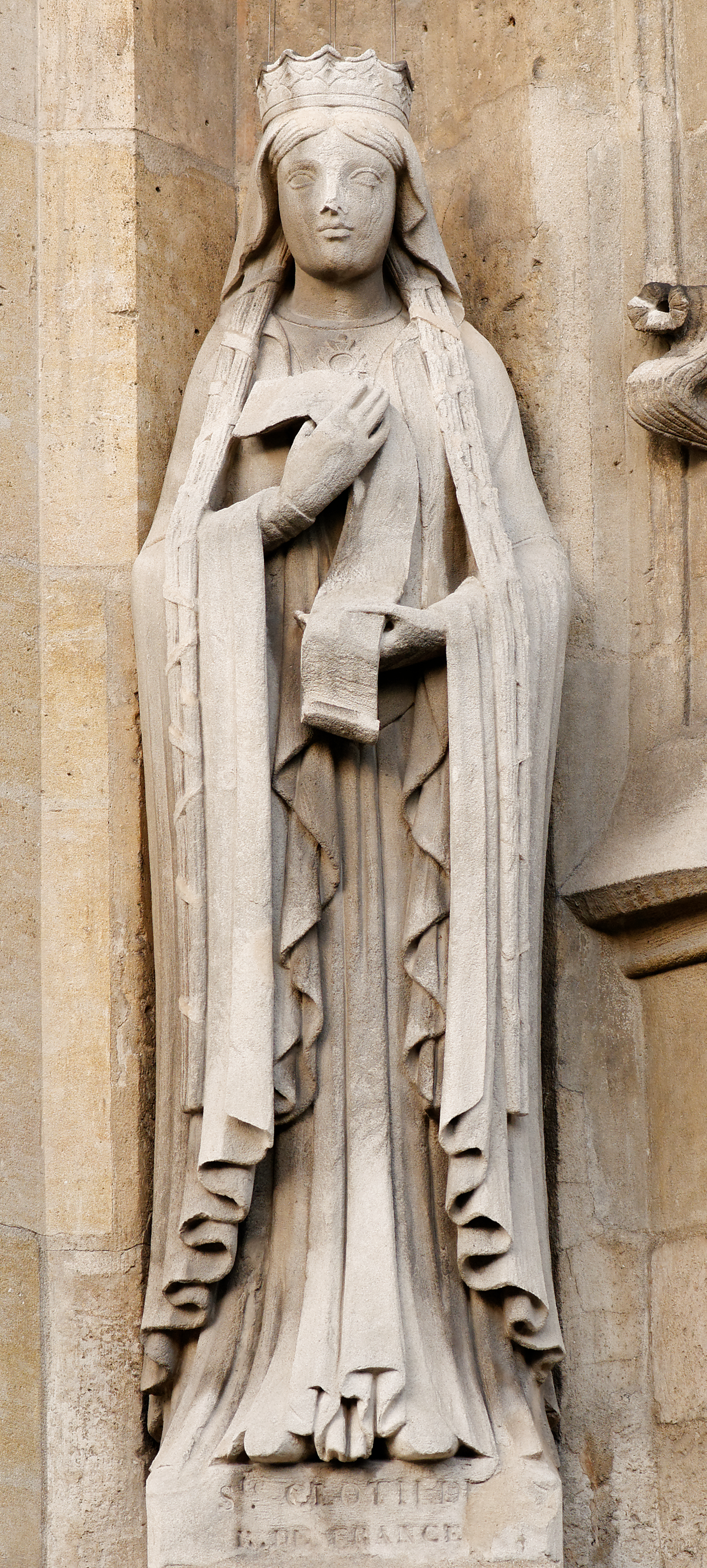
Louis Desprez, Sainte Clotilde (1841).
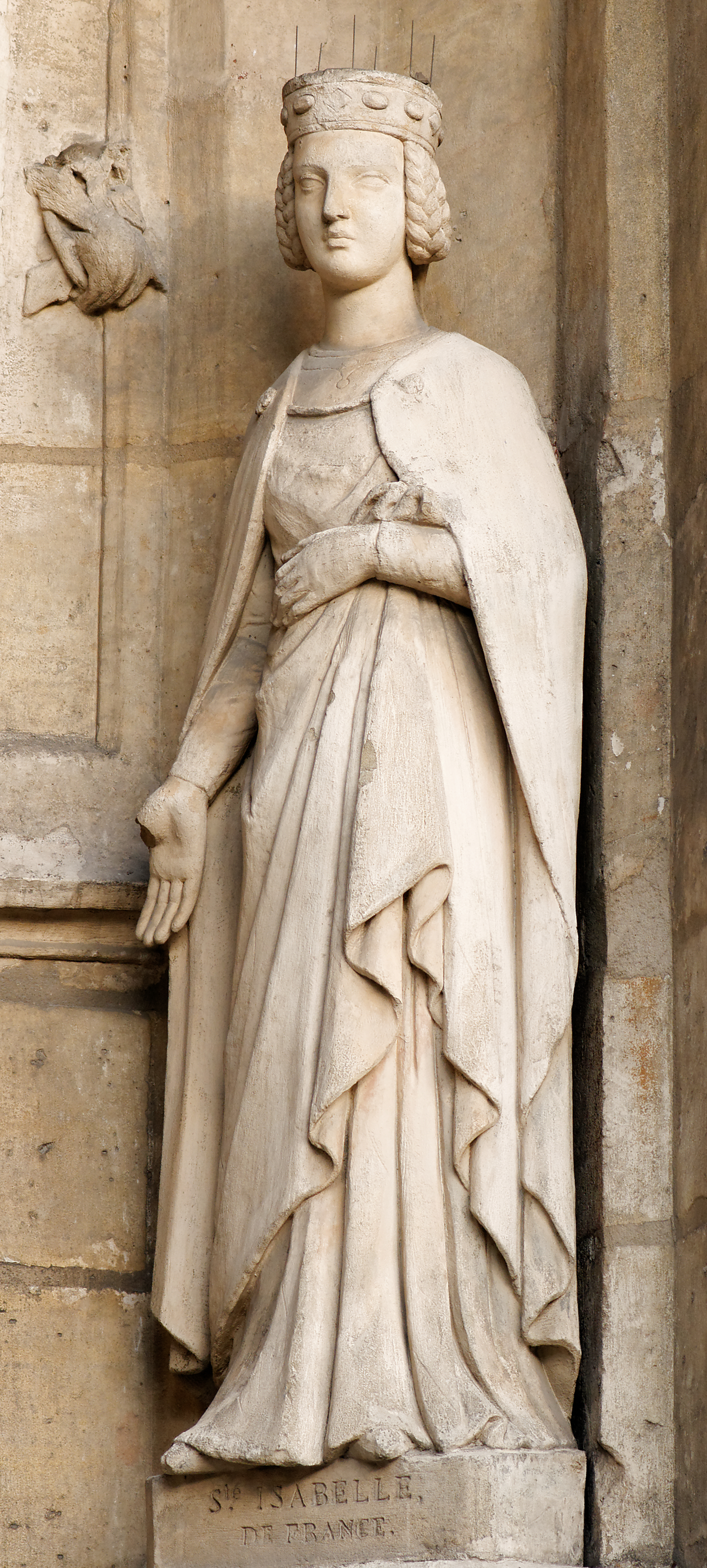
Louis Desprez, Sainte Isabelle de France (1841).
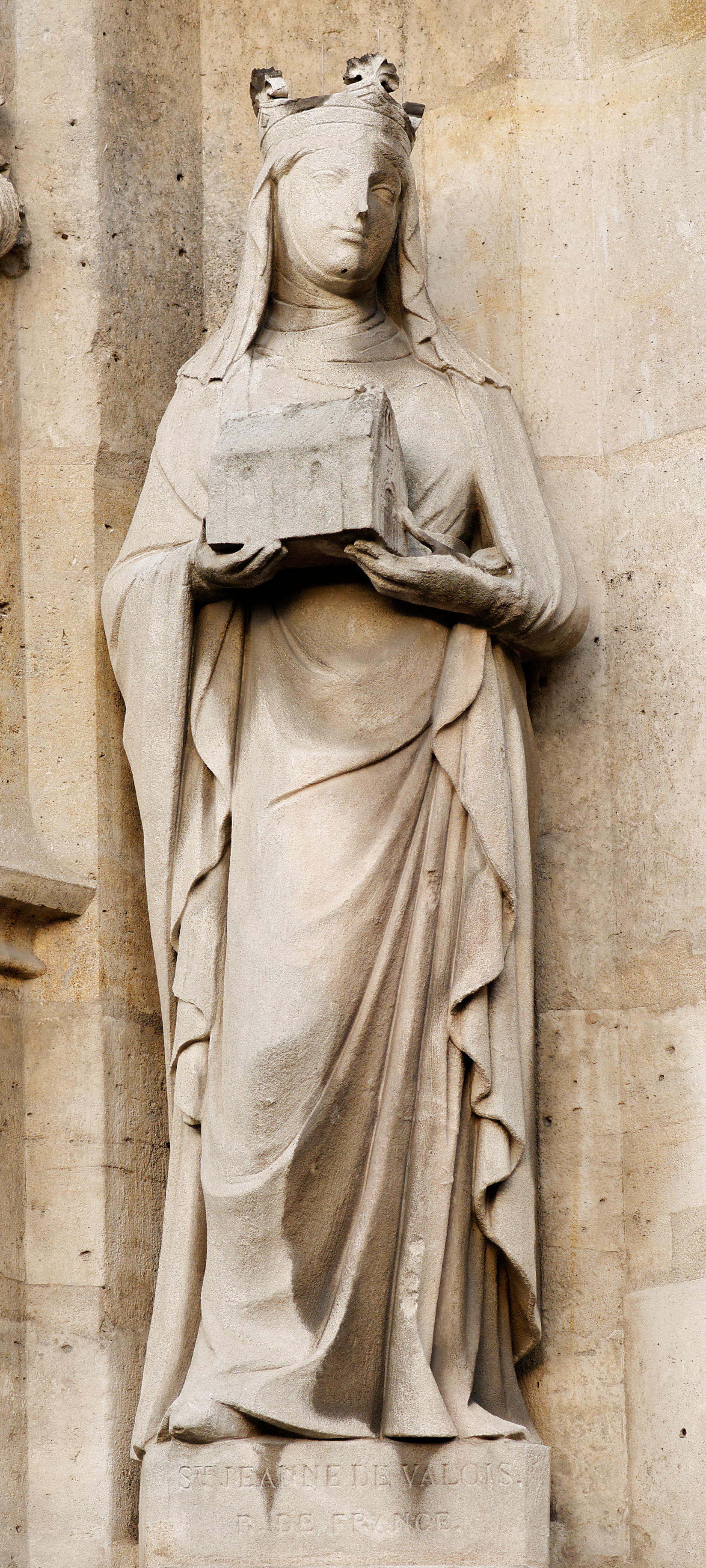
Louis Desprez, Sainte Jeanne de Valois (1841).
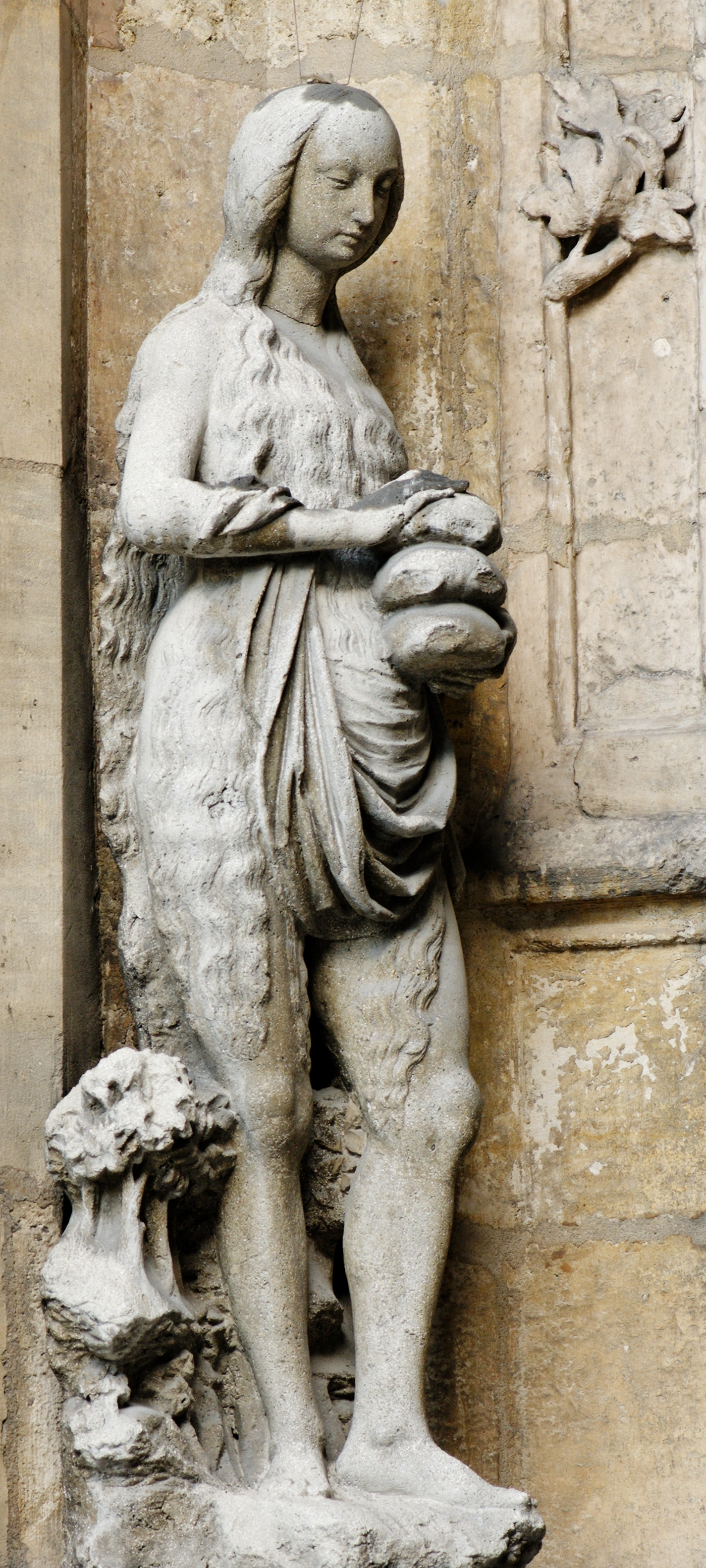
Sainte Marie d'Égypte, copie d'un original de la fin du XVe siècle, aujourd'hui dans la chapelle de la Vierge.
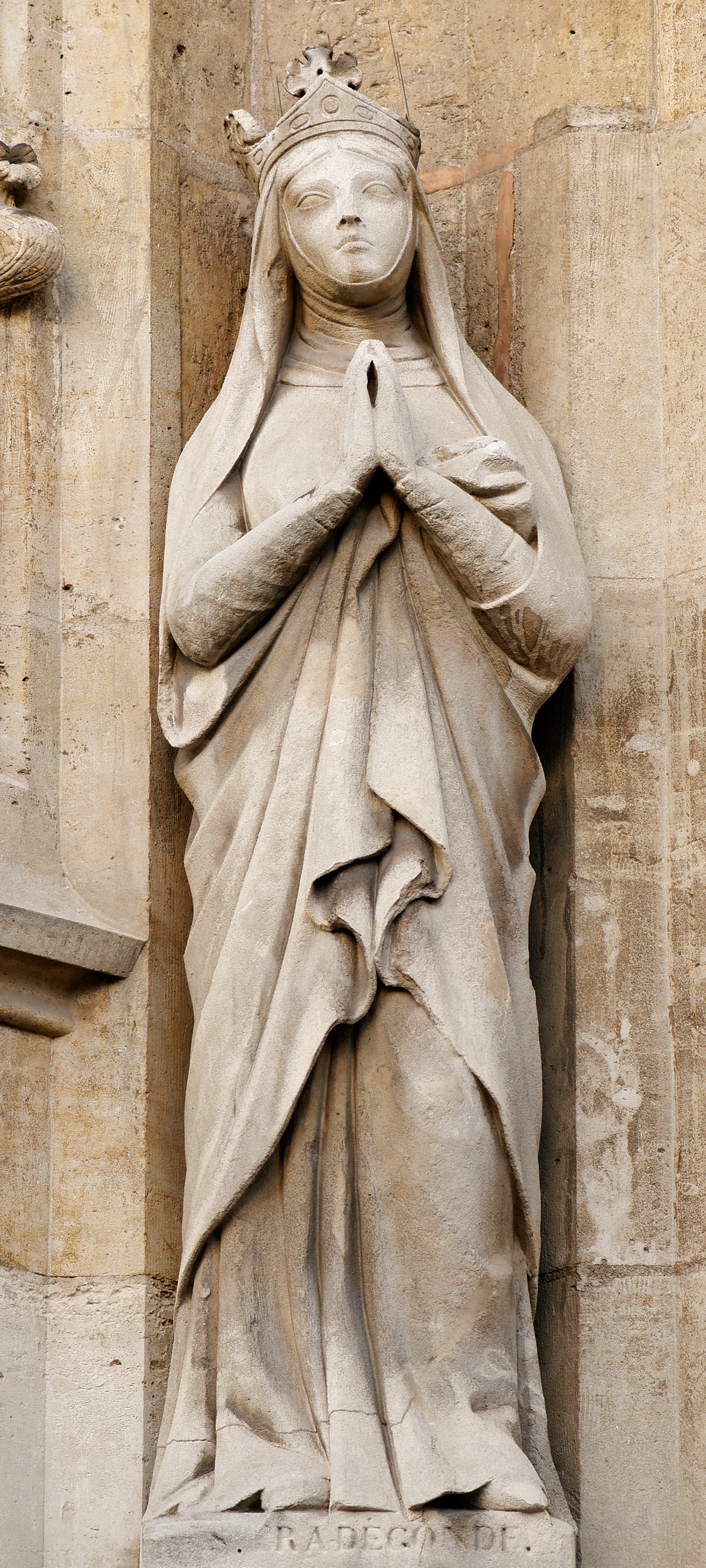
Louis Desprez, Sainte Radegonde (1841).

### Intérieur
L’intérieur de l'église Saint-Germain-l'Auxerrois a beaucoup souffert des « additions et restaurations déplorables qui ont eu lieu sous le règne de Louis XV».

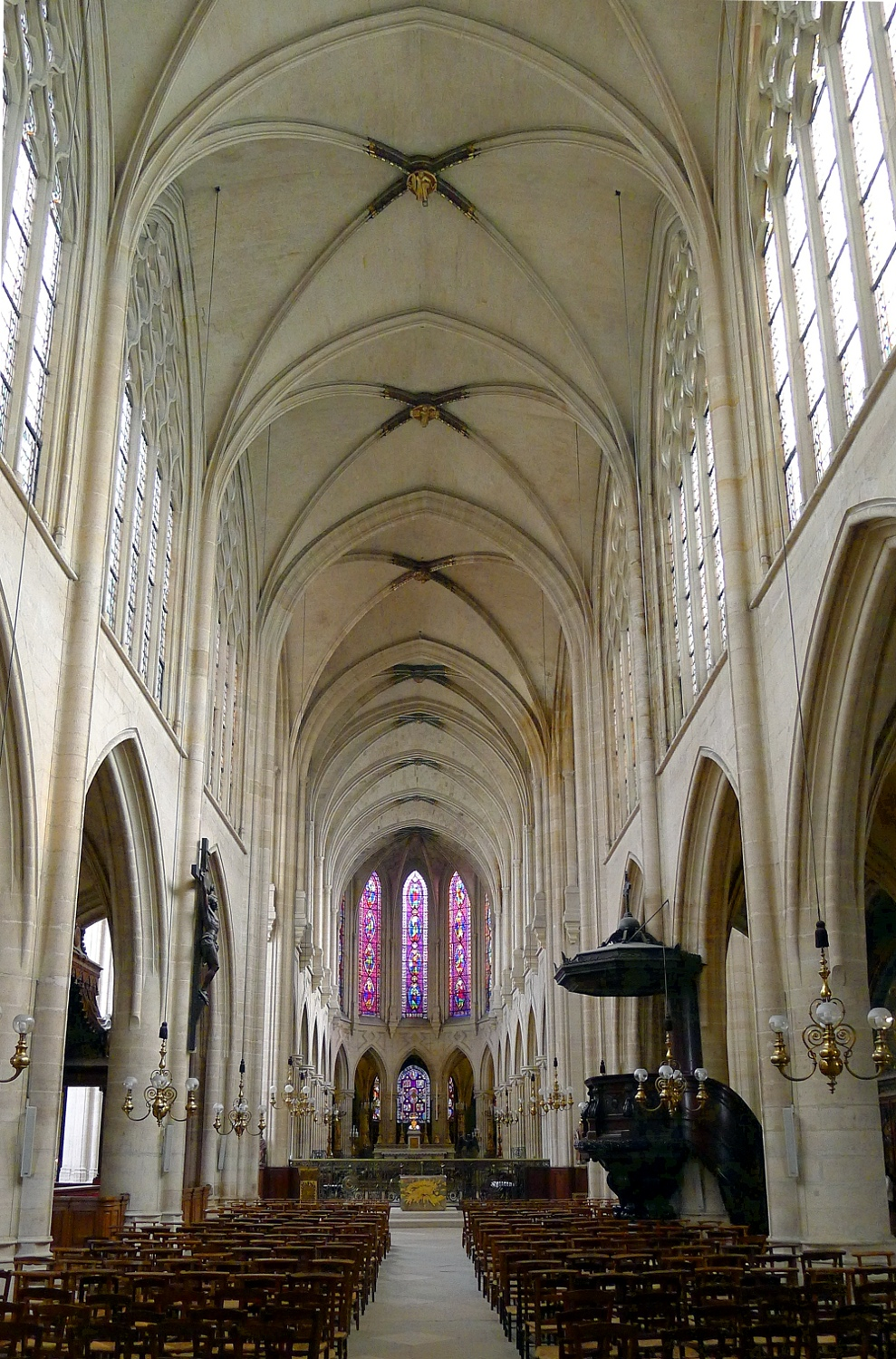
La nef centrale.

#### Nef
La nef élevée en gothique flamboyant est dotée de quatre travées et de doubles collatéraux.
Cette nef ne comprend, comme nombre d’édifices en gothique tardif, que deux niveaux (absence de triforium) dont le supérieur possède de larges et hautes fenêtres à cinq lancettes en verre blanc depuis la destruction des vitraux et leur remplacement en 1728.

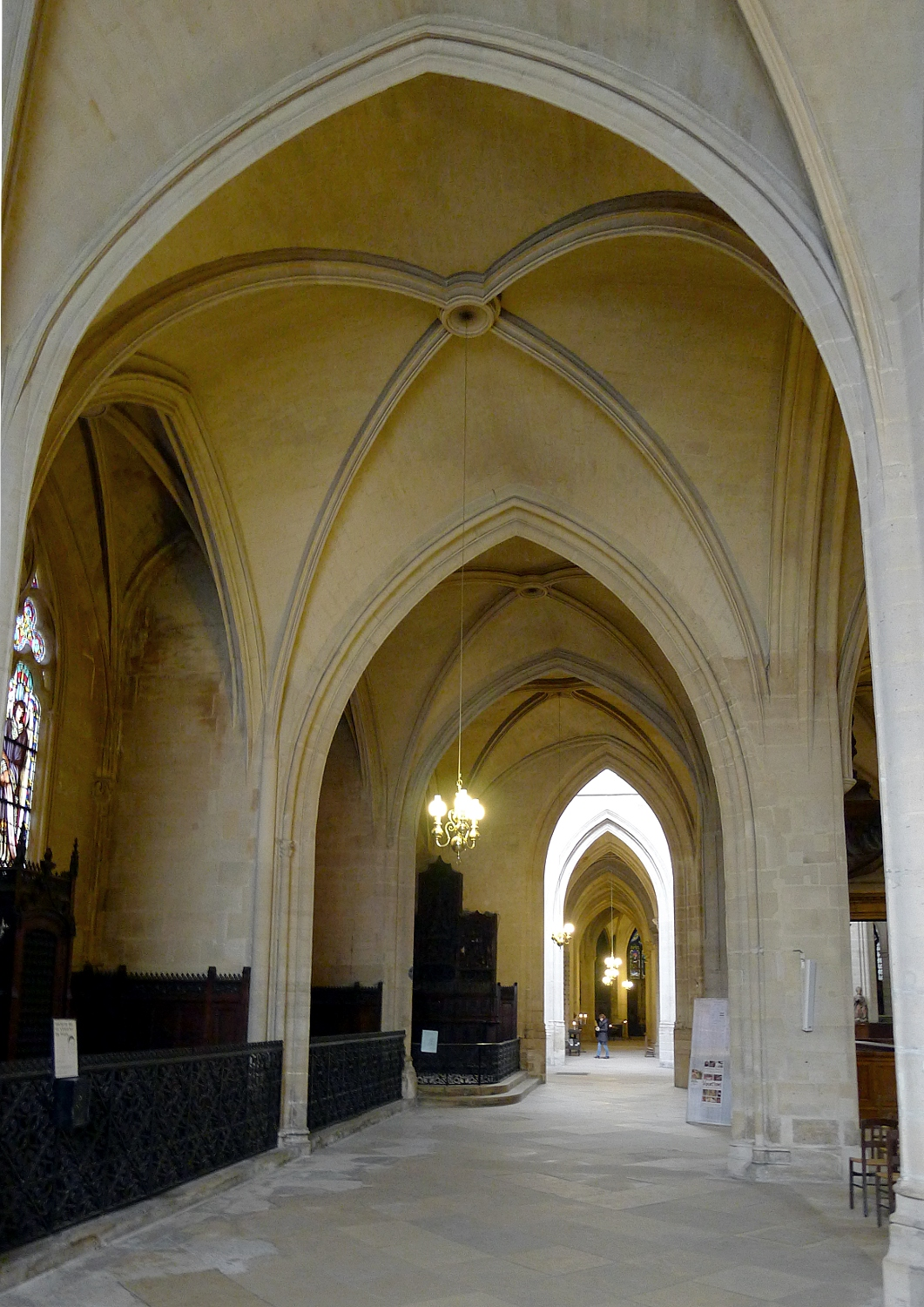
Collatéral nord.
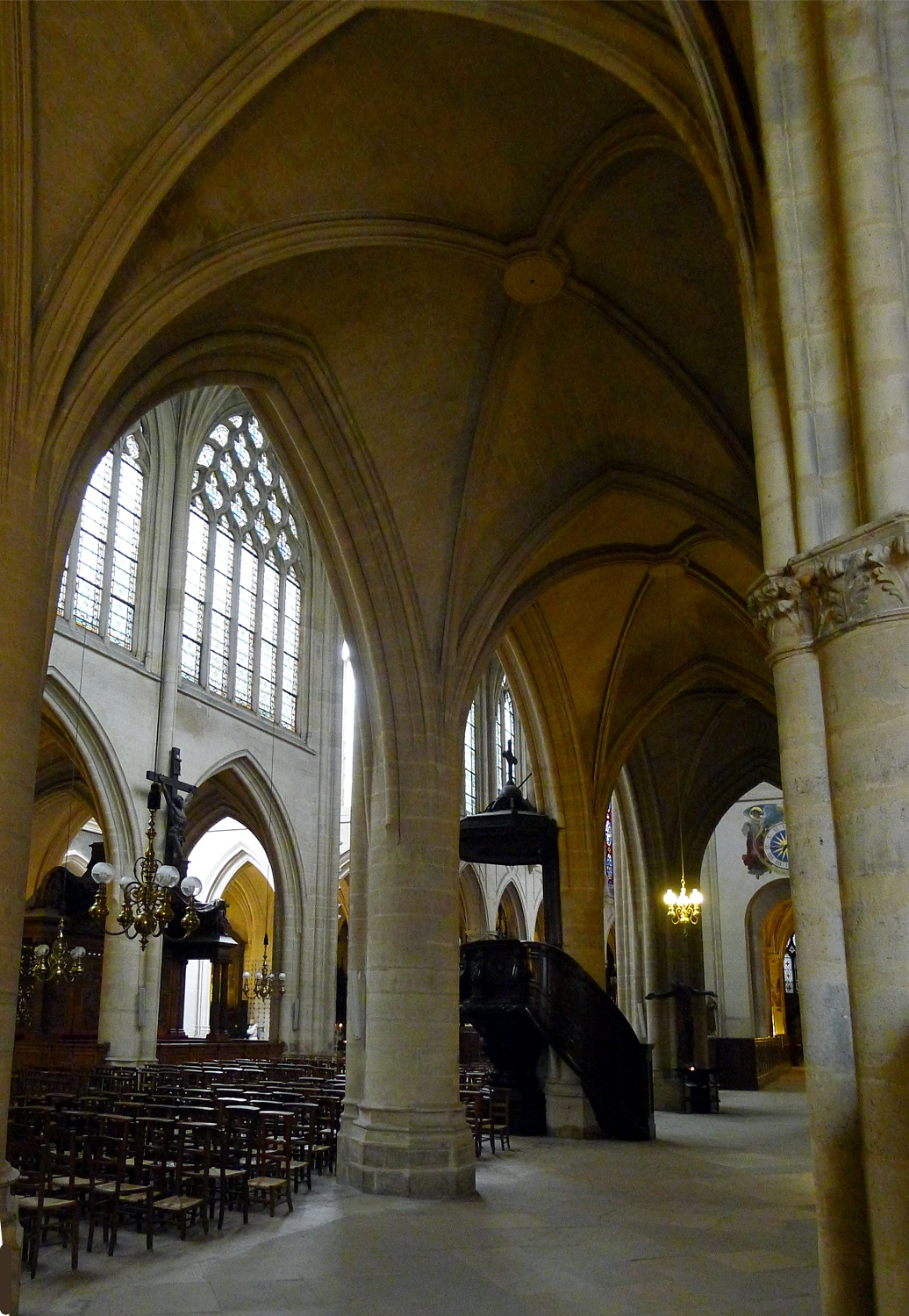
Collatéral sud.
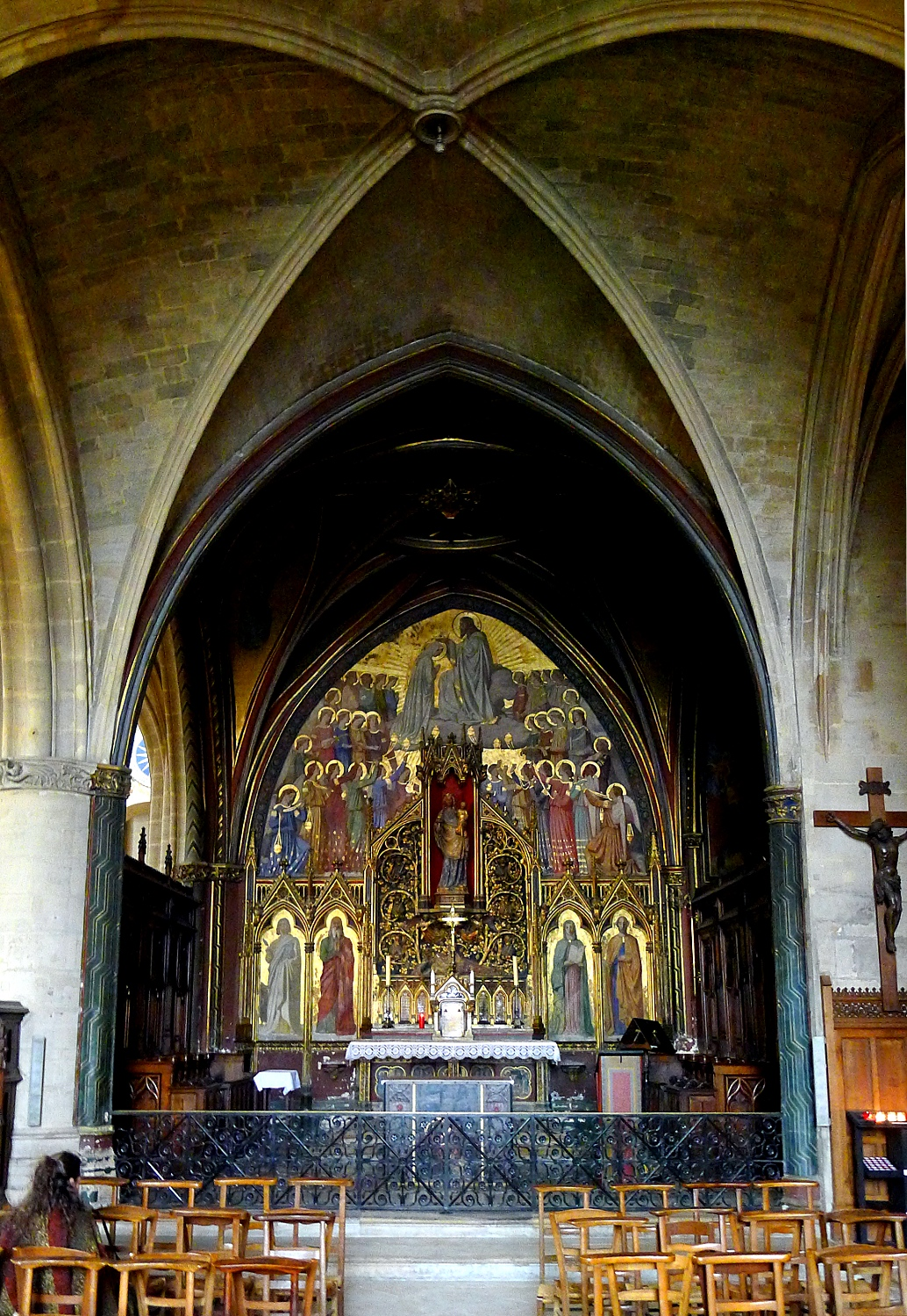
Chapelle de la Vierge du collatéral sud.
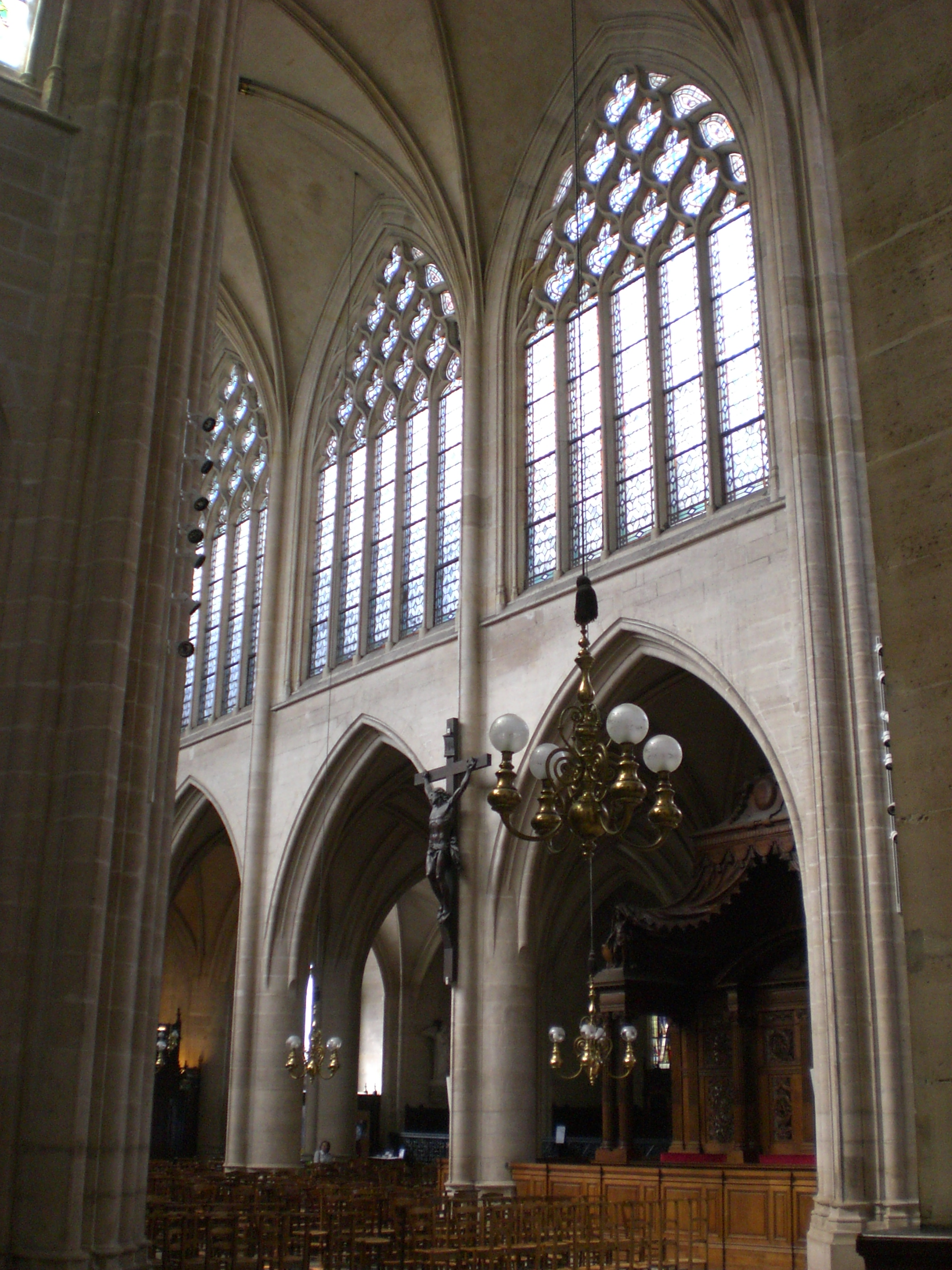
Une nef à deux niveaux, sans triforium.

Au nord, la quatrième travée est occupée par un banc d'honneur, ou banc d'œuvre, surmonté d'un dais, tous deux en bois. Destiné à Louis XIV et à la famille royale, ce banc est sculpté par Mercier en 1682-1684 d'après les dessins de Perrault et de Lebrun. Mutilé en 1831 pendant le saccage de l’église, ce banc est restauré sous Louis-Philippe en respectant la conception originelle. La chaire qui lui fait face, également dessinée par Lebrun, date de 1684.

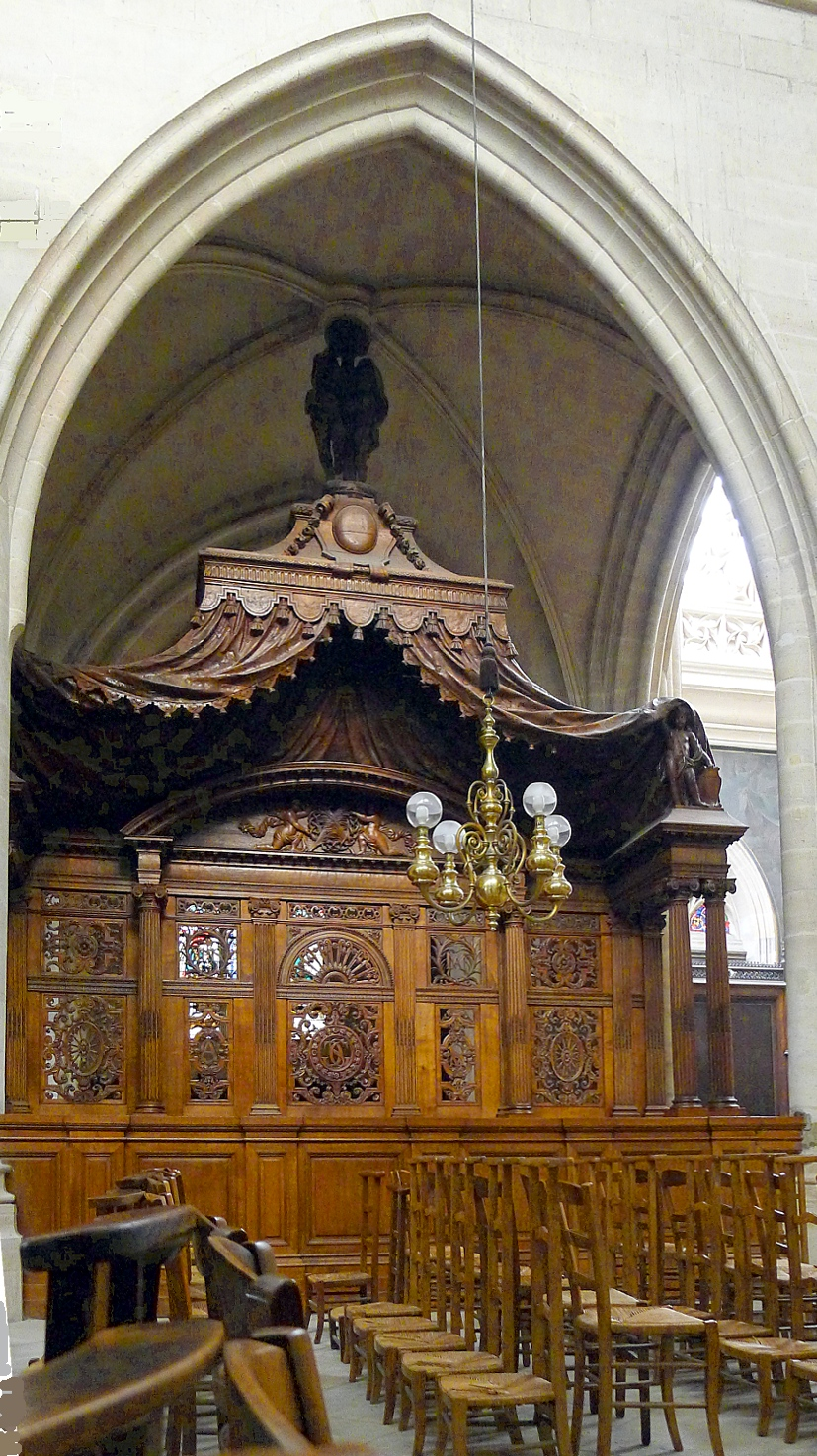
Banc d'œuvre.
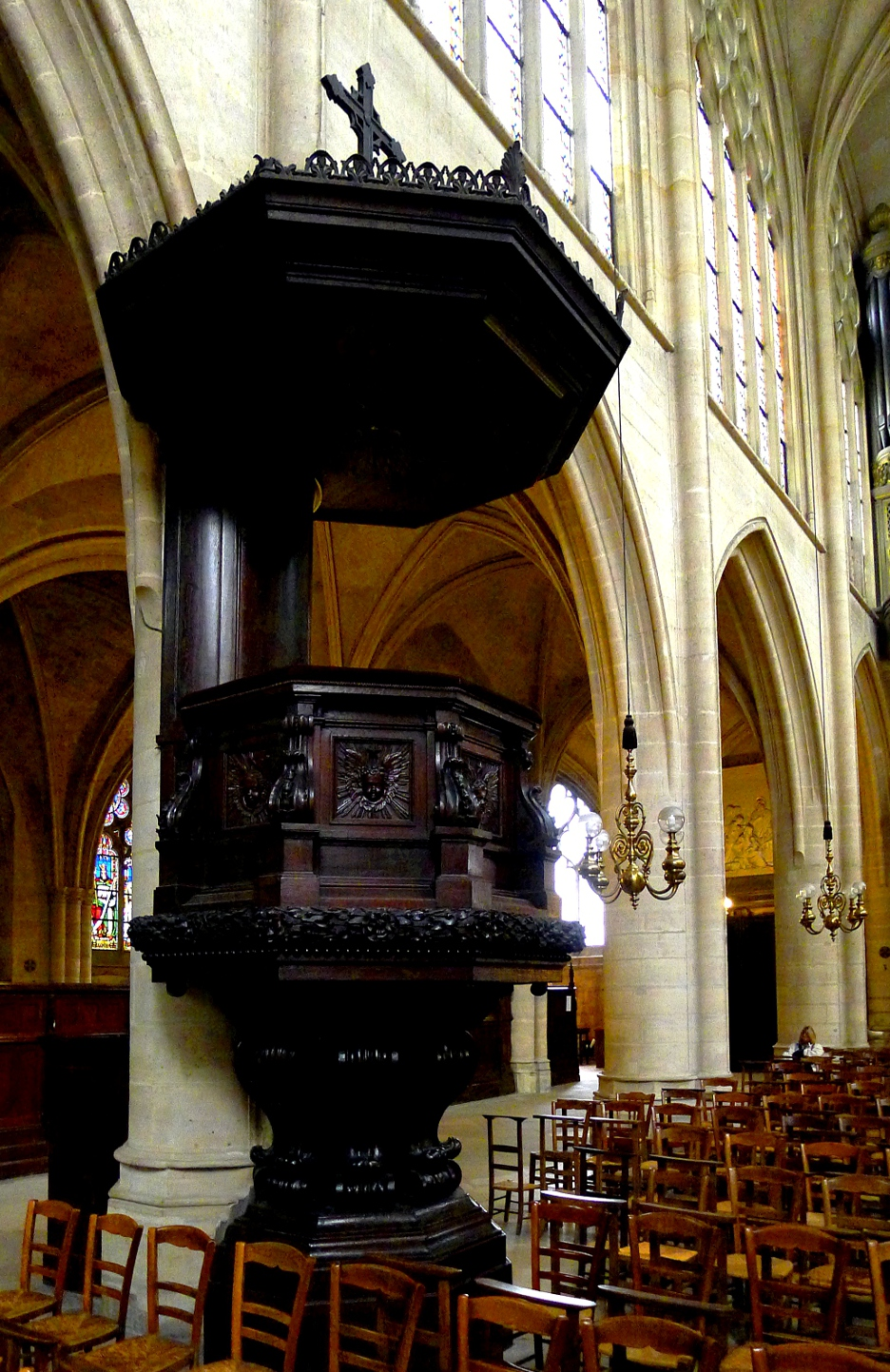
Chaire faisant face au banc d'œuvre.

#### Chœur

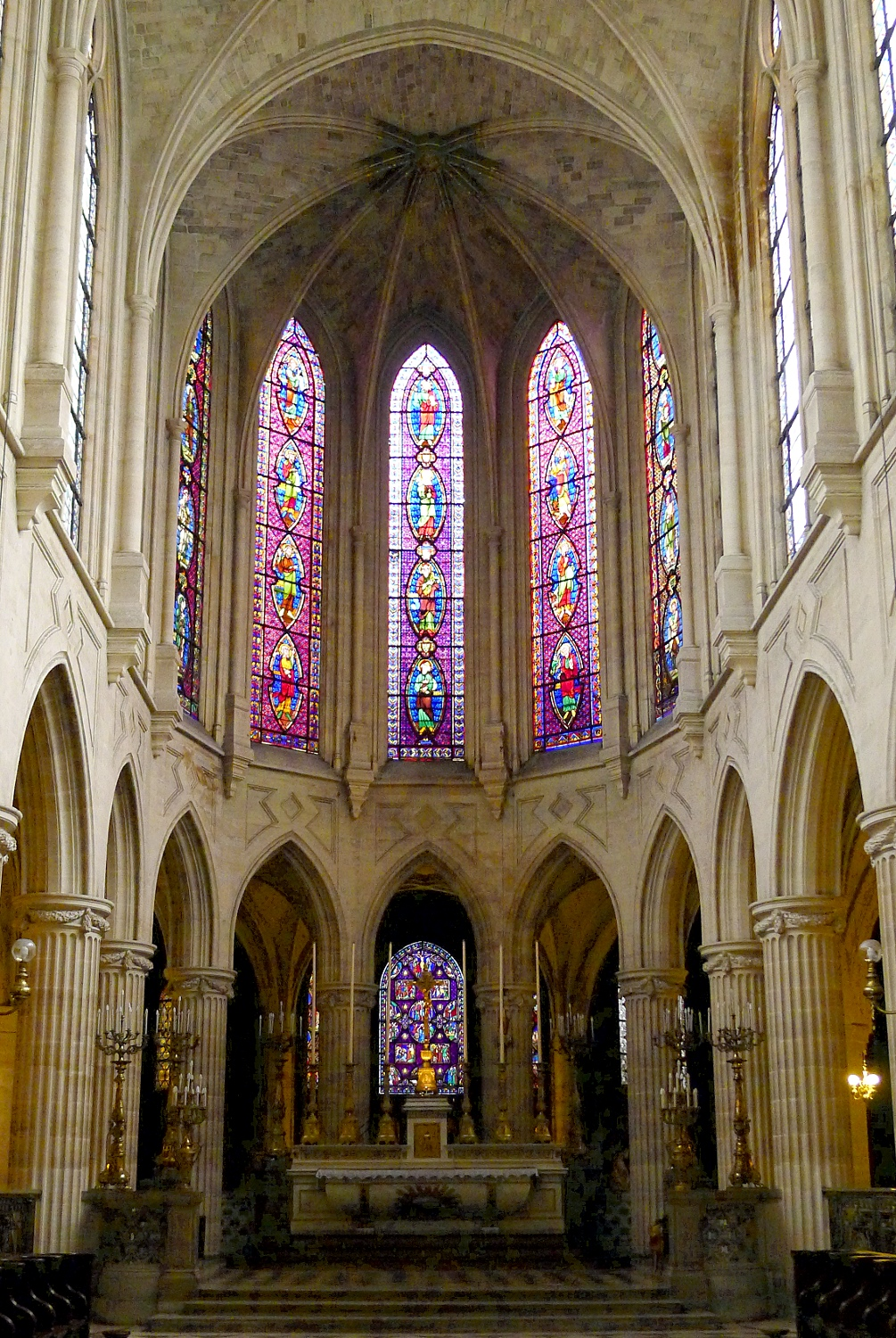
Le chœur.

Le chœur est la partie la plus ancienne de l’église, même s’il porte le témoignage – notamment les cannelures sur les piliers - des travaux intervenus au XVIIIe siècle.
Plus long que la nef, il comprend cinq travées dont les voûtes barlongues et les hautes fenêtres à une ou deux lancettes sont les plus allongées et étirées de l’édifice.

Chœur
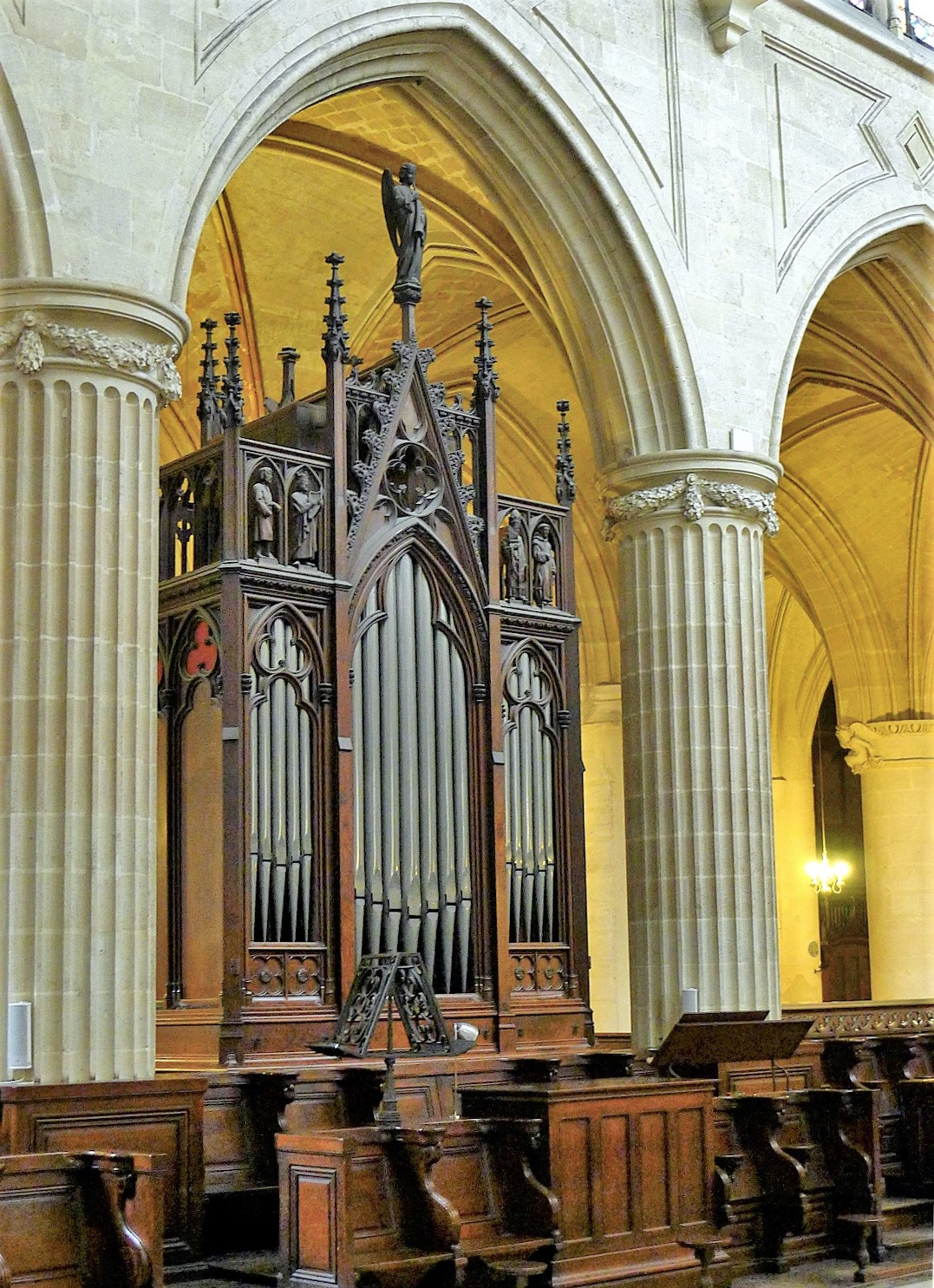
Orgue du chœur.
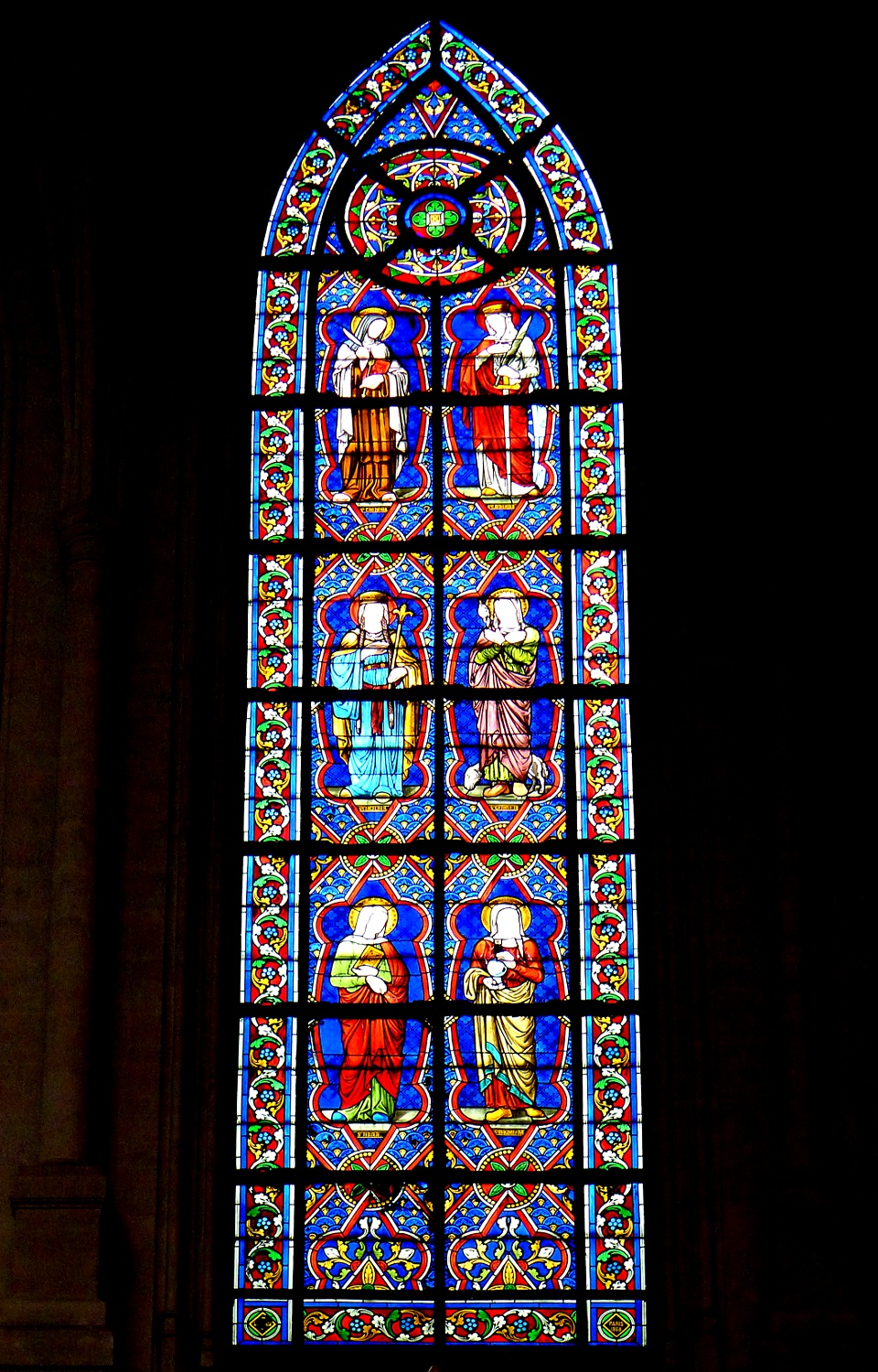
Vitrail du chœur à une lancette.

#### Chapelles de la nef, côté nord
1- chapelle Saint-Michel et des fonts baptismaux,
2- saint Jean Baptiste,
3- sainte Magdeleine, 

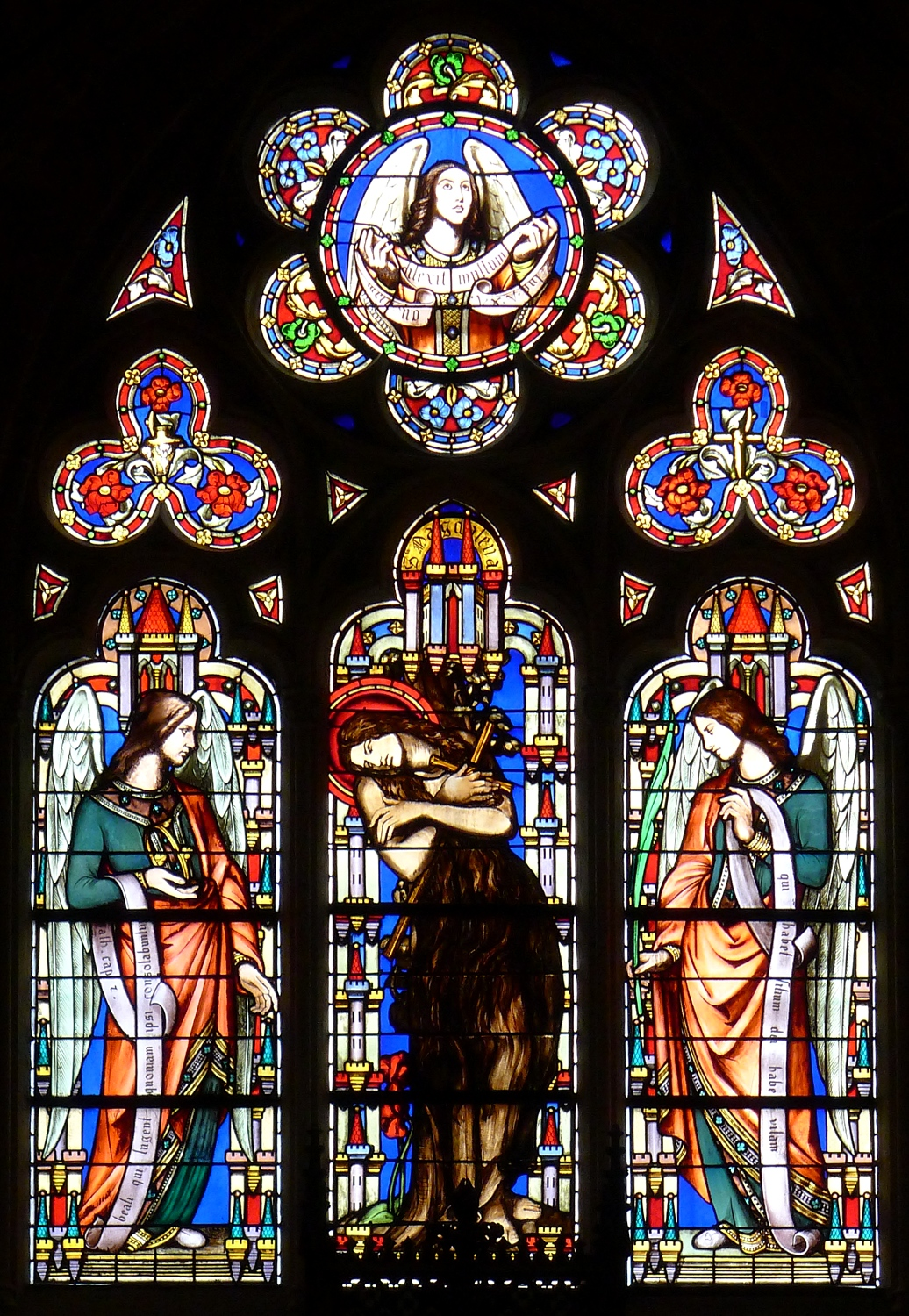
Madeleine entre deux anges, collatéral nord, chapelle Sainte-Madeleine.

4-  Notre-Dame de Compassion, avec un monumental retable flamand en bois verni datant du début du XVe siècle. Il s'agit d'un don du comte de Montalivet, ministre de Louis-Philippe. Le premier registre est scindé en cinq scènes : on reconnaît de gauche à droite, le Mariage de la Vierge, la Nativité du Christ, le Songe de Jessé, l'Adoration des mages et la Présentation au temple. Le registre supérieur représente de façon plus classique la Montée au Calvaire, la Crucifixion et la Descente de Croix. Ces trois dernières scènes peuvent se comparer aux scènes correspondantes du retable de la Passion exposé au Louvre.

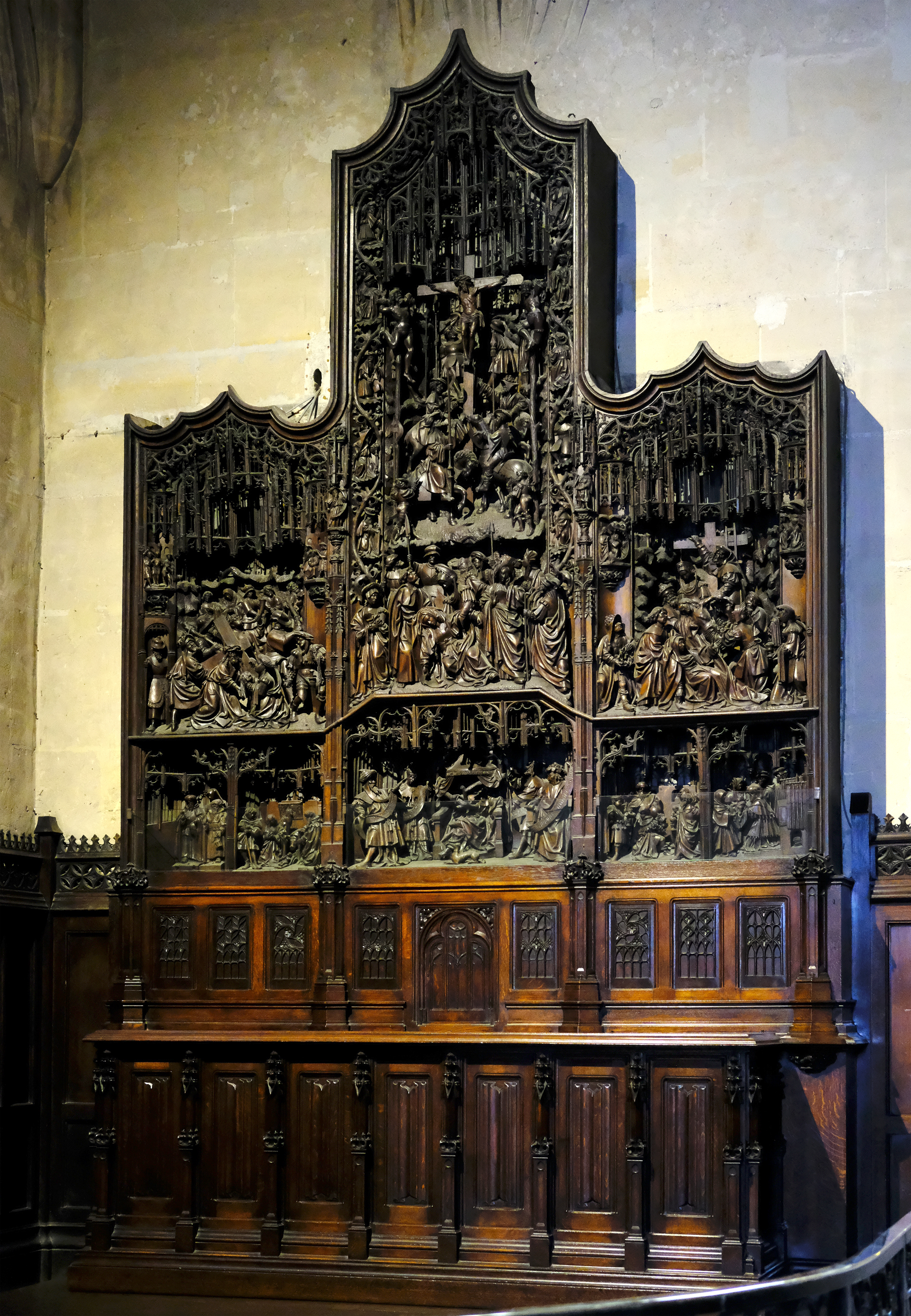
Retable flamand du XVe siècle.
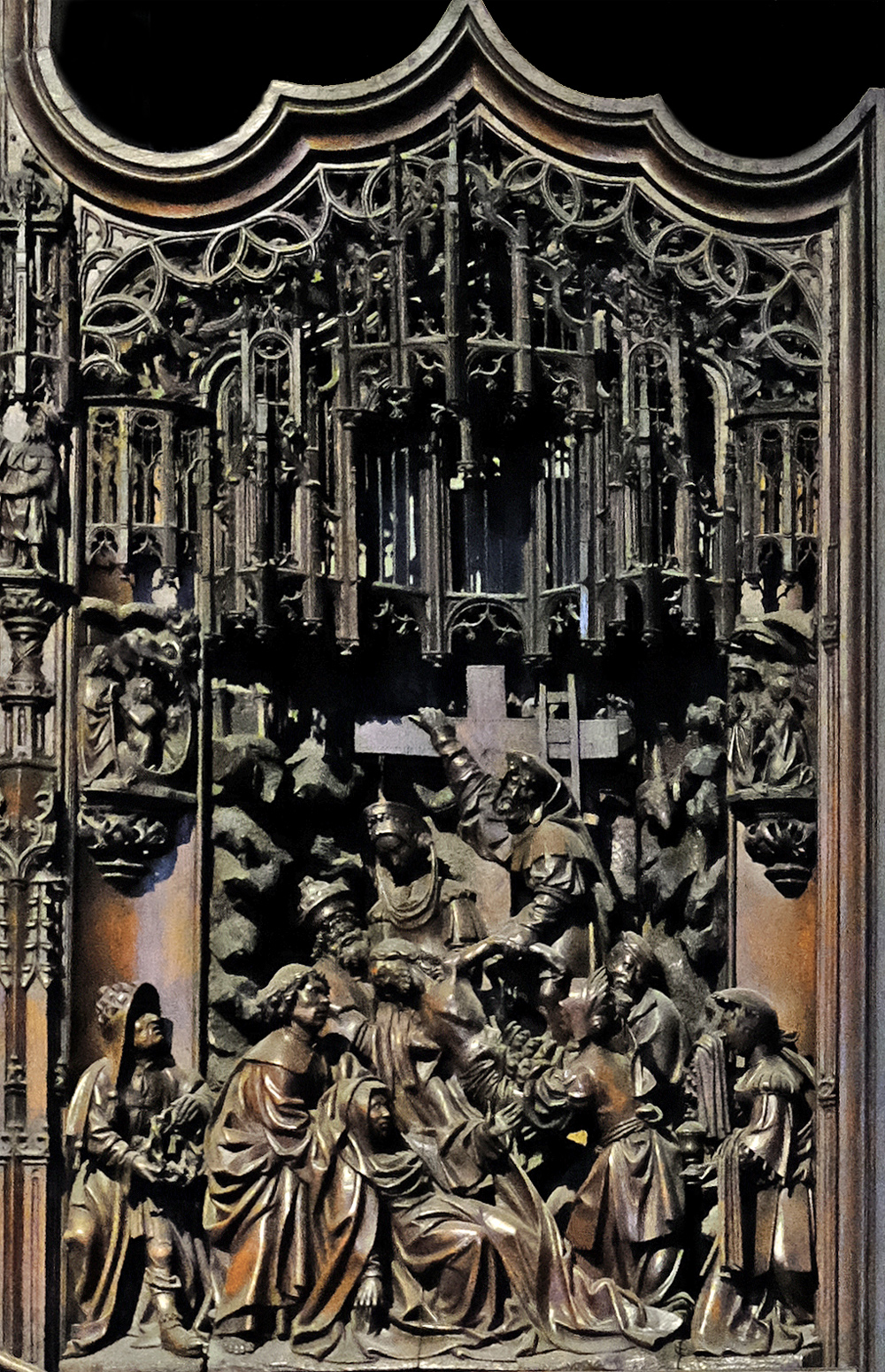
La descente de Croix du registre supérieur.

Dans cette même chapelle, a été placée, en 2024, une copie de la Vierge du pilier de la cathédrale Notre-Dame.

#### Transept nord

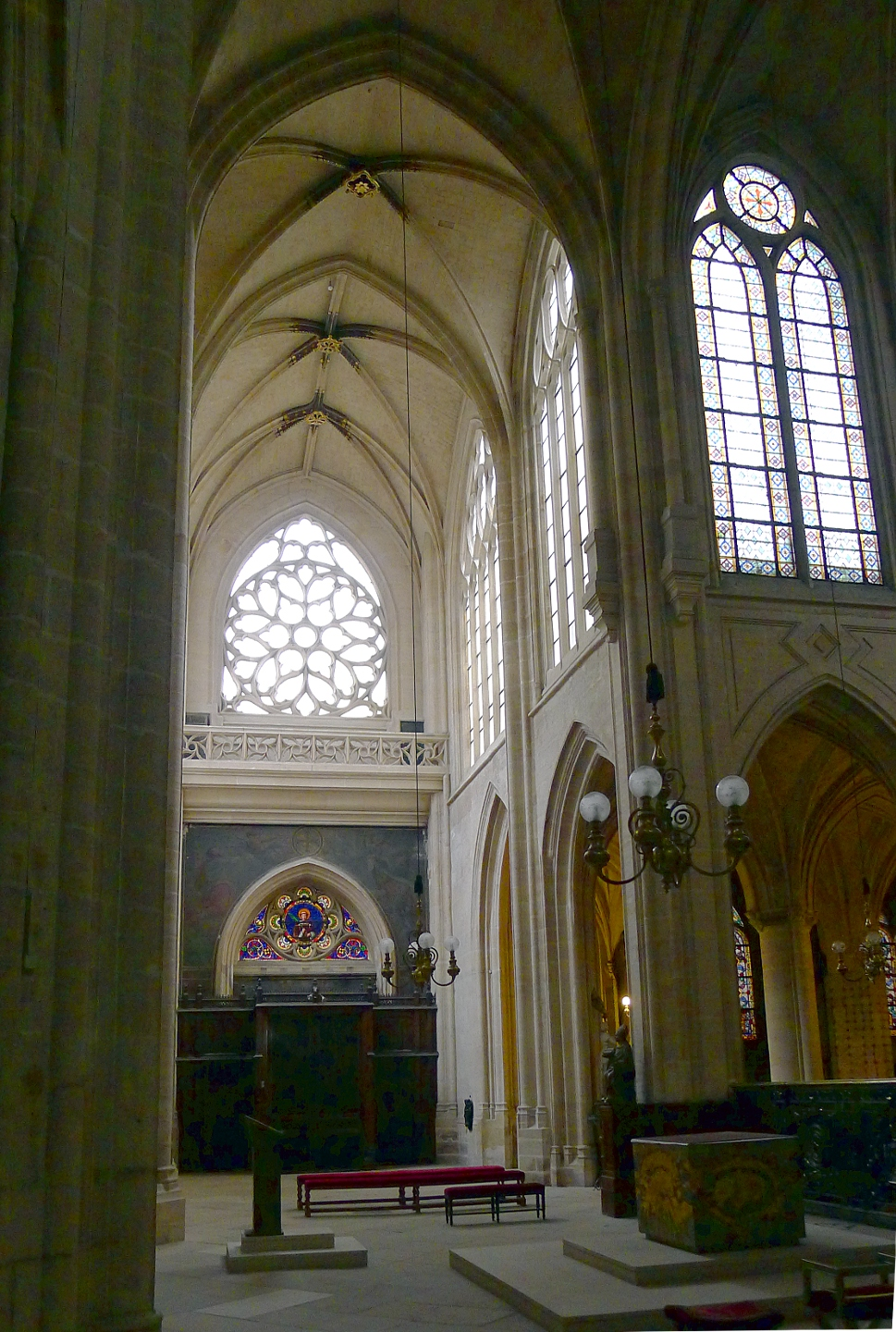
Transept nord.

Les bras  nord et sud du transept avaient conservé jusqu’en 2009 la majeure partie des vitraux du XVIe siècle rescapés des péripéties de l’histoire. Malheureusement, la plupart de ces verrières, ainsi que des pièces du XIXe siècle, ont été détruites en juillet 2009 lors de l’incendie de l’atelier où elles étaient restaurées,. Aujourd'hui, ces verrières détruites ont été remplacées par du verre blanc.
Dans le bras nord, subsiste la légende de saint Vincent et la légende d'un saint pape, tandis qu'ont disparu des scènes de la Passion, de martyres et de la Vie publique du Christ , ainsi que la Cour céleste placée dans la rose.

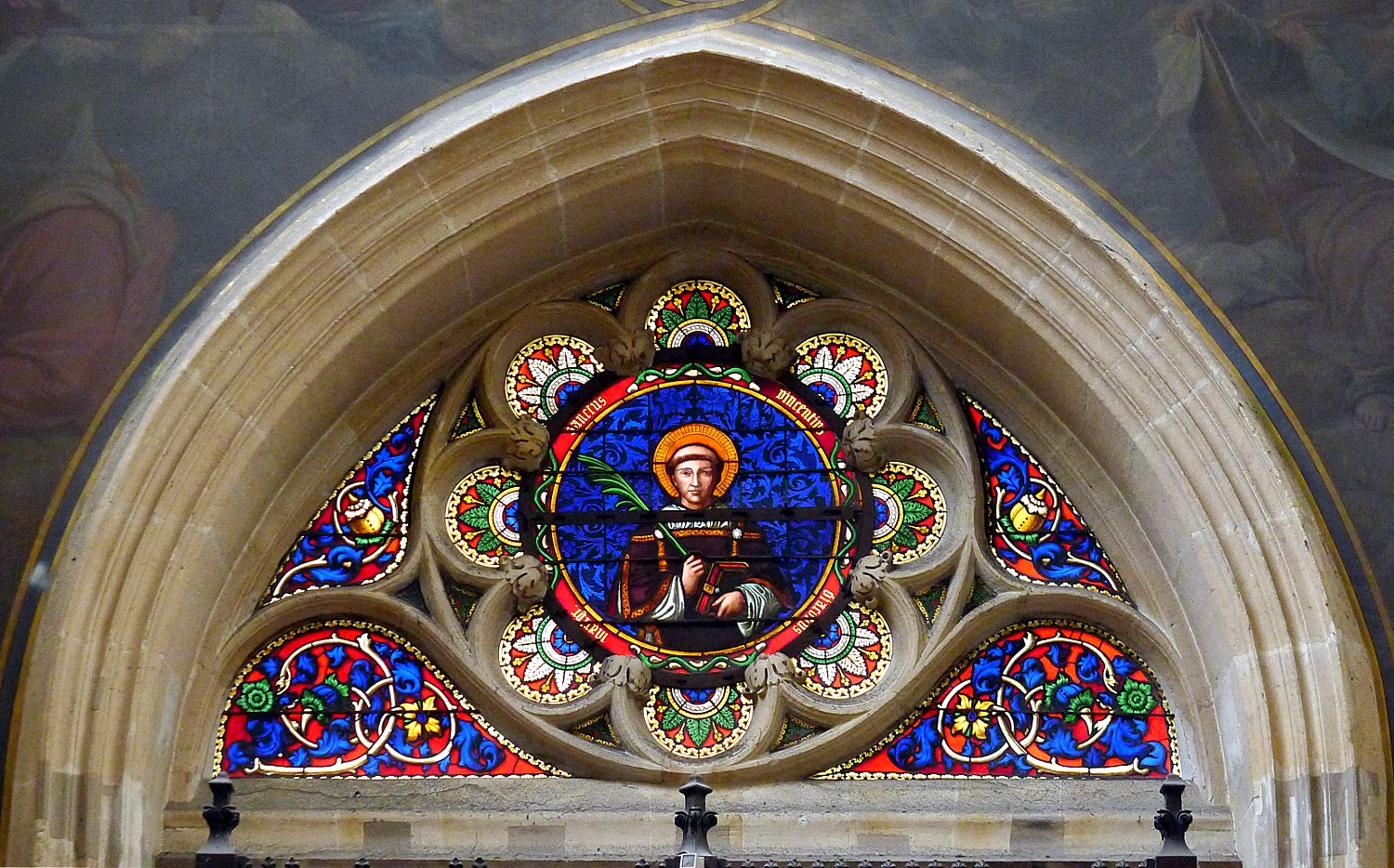
Transept nord, verrière Saint Vincent, martyr.
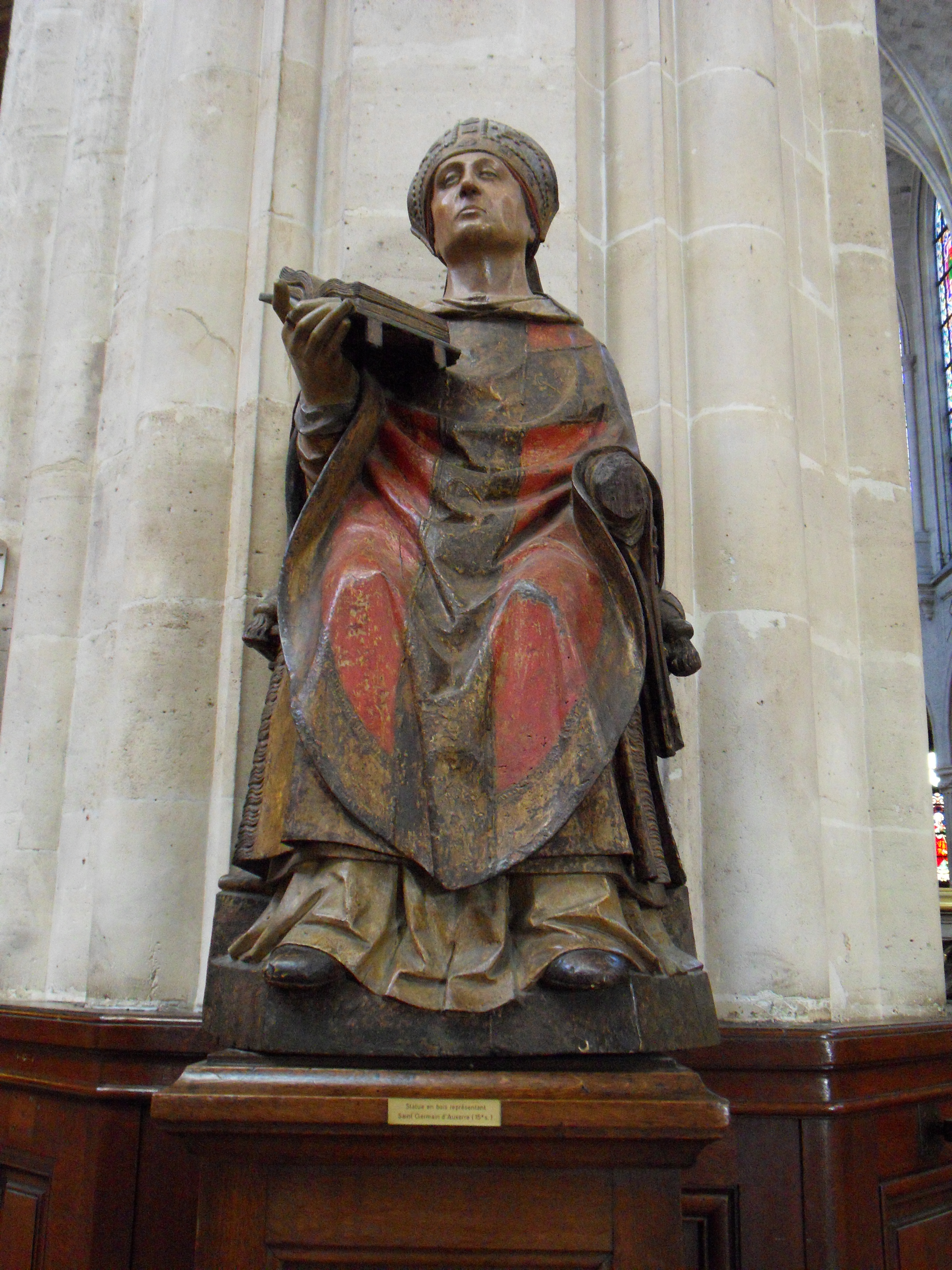
Saint Germain l'Auxerrois, sculpture en bois polychrome datée du XVe siècle.

#### Chapelles droites du déambulatoire nord[56]
5- chapelle sainte-Clotilde : retable par Sébastien Bourdon (1616-1671), représentant saint Pierre Nolasque recevant l’habit de l’ordre de Notre-Dame de la Merci; vitrail de 1845 par Quantin et Vigué : Sainte Clotilde est représentée donnant à des religieuses le plan du monastère qu’elle fonda sur la montagne Sainte-Geneviève .
6- Chapelle Notre-Dame de la Bonne-Garde (dite aussi de Saint-Louis) :  elle fut concédée en 1647 au Marquis de Rostaing qui y fit placer le moment funéraire actuellement dans la chapelle des saints patrons. Elle contient un vitrail représentant Saint Louis, roi de France, rendant la justice sous le chêne de Vincennes ainsi qu’une statue de la Sainte Vierge (1812), miraculeusement épargnée lors des émeutes de 1831. Elle présente aussi la particularité d’être couverte depuis 1850 d’ex-voto (plaques de marbre placées sur les murs et les colonnes) témoignages de remerciement à la Vierge Marie pour avoir permis l’exaucement de  prières et vœux grâce à son intercession.
7- chapelle saint Vincent de Paul, dont l'autel de bois et d’époque Louis XIII, est entouré de quatre colonnes torses, entrelacées de feuilles de lierre.
8-  chapelle saint Charles Borromée,
9- chapelle des martyrs saint Denys, saint Rustique et saint Éleuthère. C'est la plus étroite de l’église et la seule à être voûtée en plein cintre.

#### Chapelles rayonnantes du déambulatoire nord
10- chapelle Sainte-Geneviève,

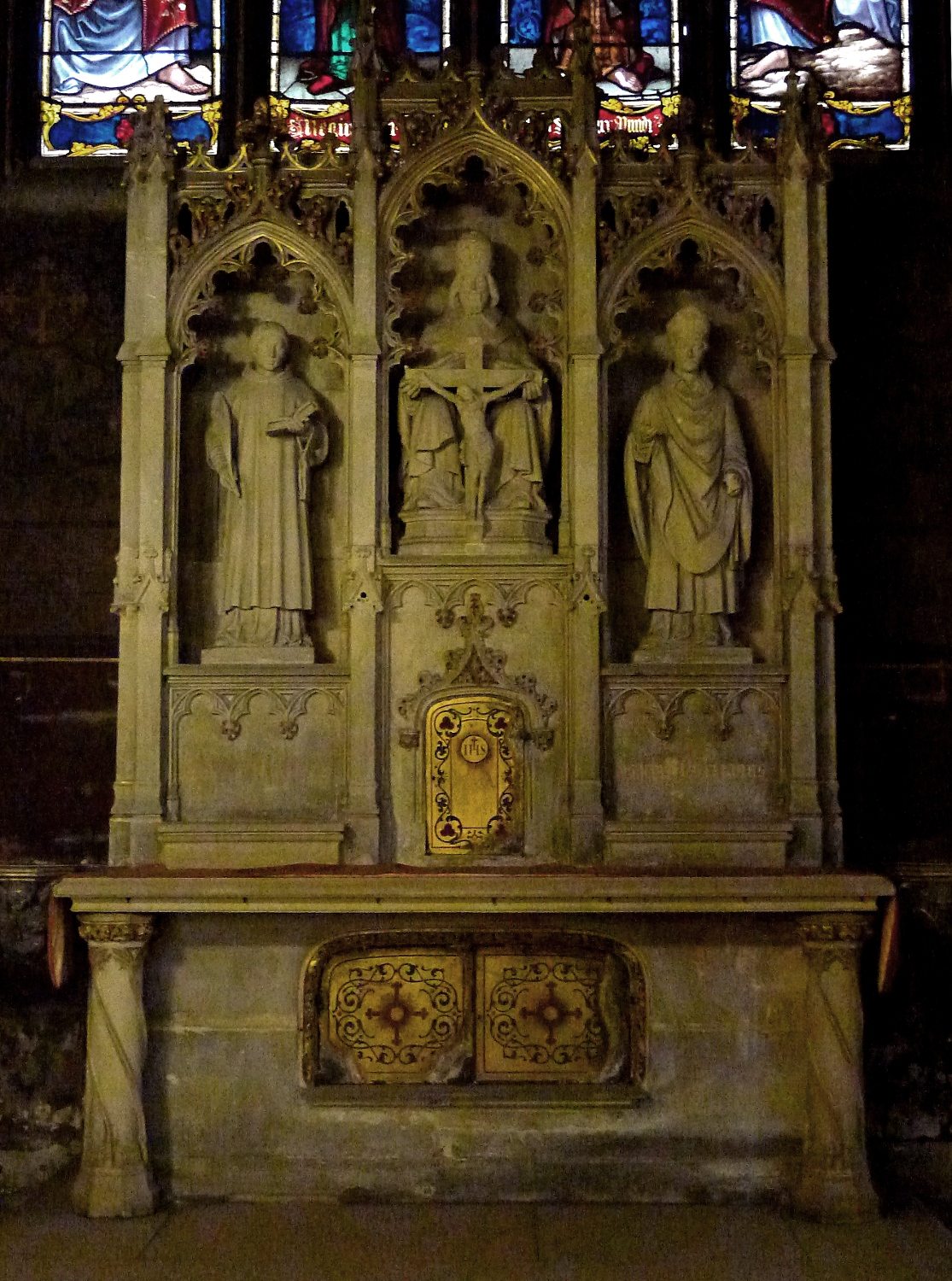
Chapelle des Saints-Patrons : autel néo-gothique

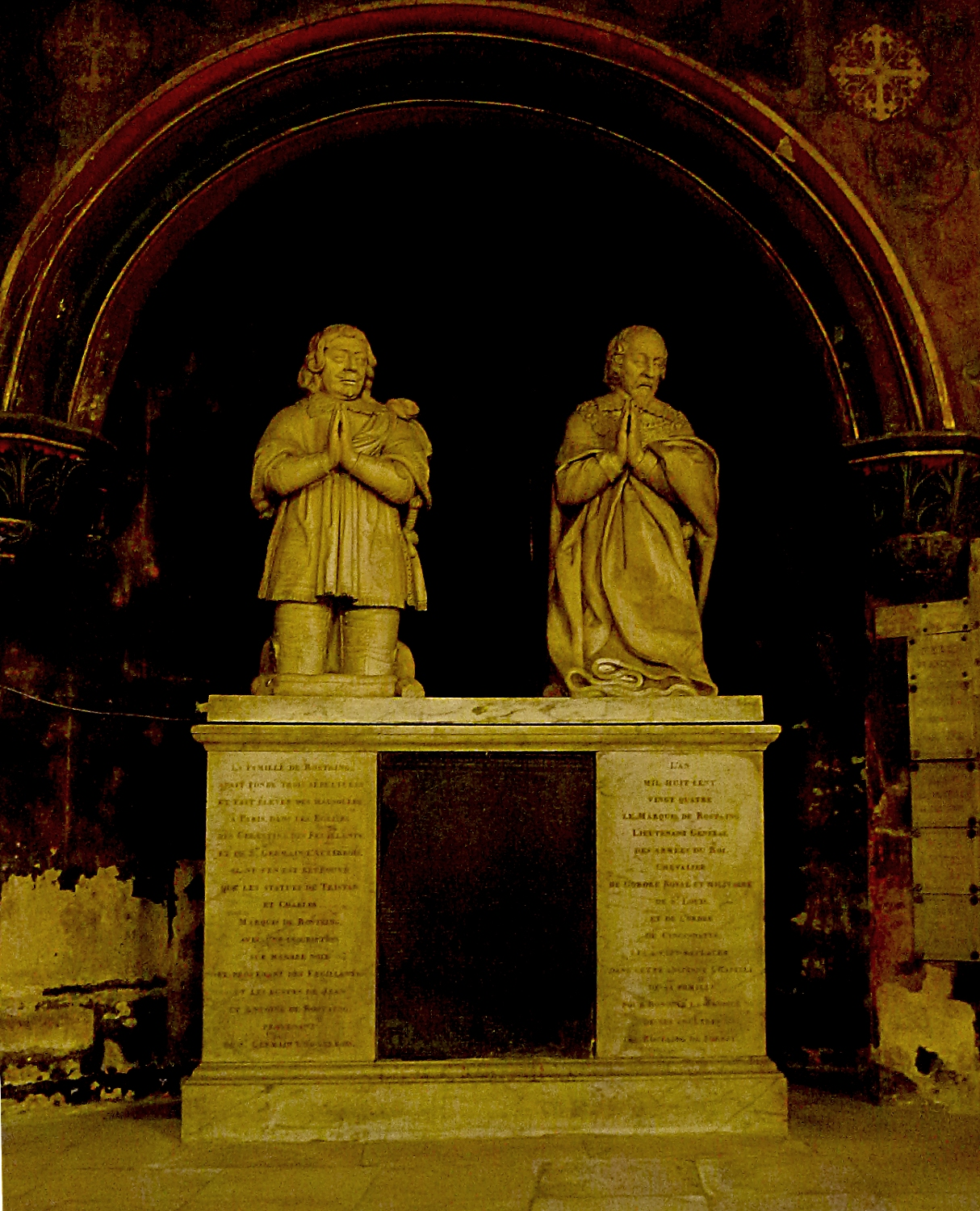
Chapelle des Saints-Patrons : monument des Rostaing

11- chapelle des Saints-Patrons, achevée en 1583.
Elle posséda dans le passé de nombreuses sépultures, notamment un caveau pour les personnes qui, n'ayant pas de sépulture particulière, avaient obtenu le droit d'être inhumées dans l'église. Lors des travaux de réaménagement de la chapelle en 1841, de nombreux cercueils y furent retrouvés.
Elle recèle dans une niche un mausolée-cénotaphe de la famille des marquis de Rostaing, monument initialement dans la chapelle Notre-Dame-de-la-Bonne-Garde (chapelle Saint-Louis ou saint-Vincent-de-Paul ?) après la concession de 1647 à la famille de Rostaing puis transporté mutilé au musée des Monuments français à la Révolution, et finalement transféré en 1824 à nouveau dans cette même église (mais dans une autre chapelle). Ce cénotaphe, commandé en 1659, est l'œuvre de Philippe de Buyster. Il est orné de deux orants à genoux, respectivement de gauche à droite Charles et Tristan, qui regardent le visiteur.
À proximité de la rampe de communion, se dressent deux statuettes plus récentes de sainte Anne et de saint Antoine de Padoue.

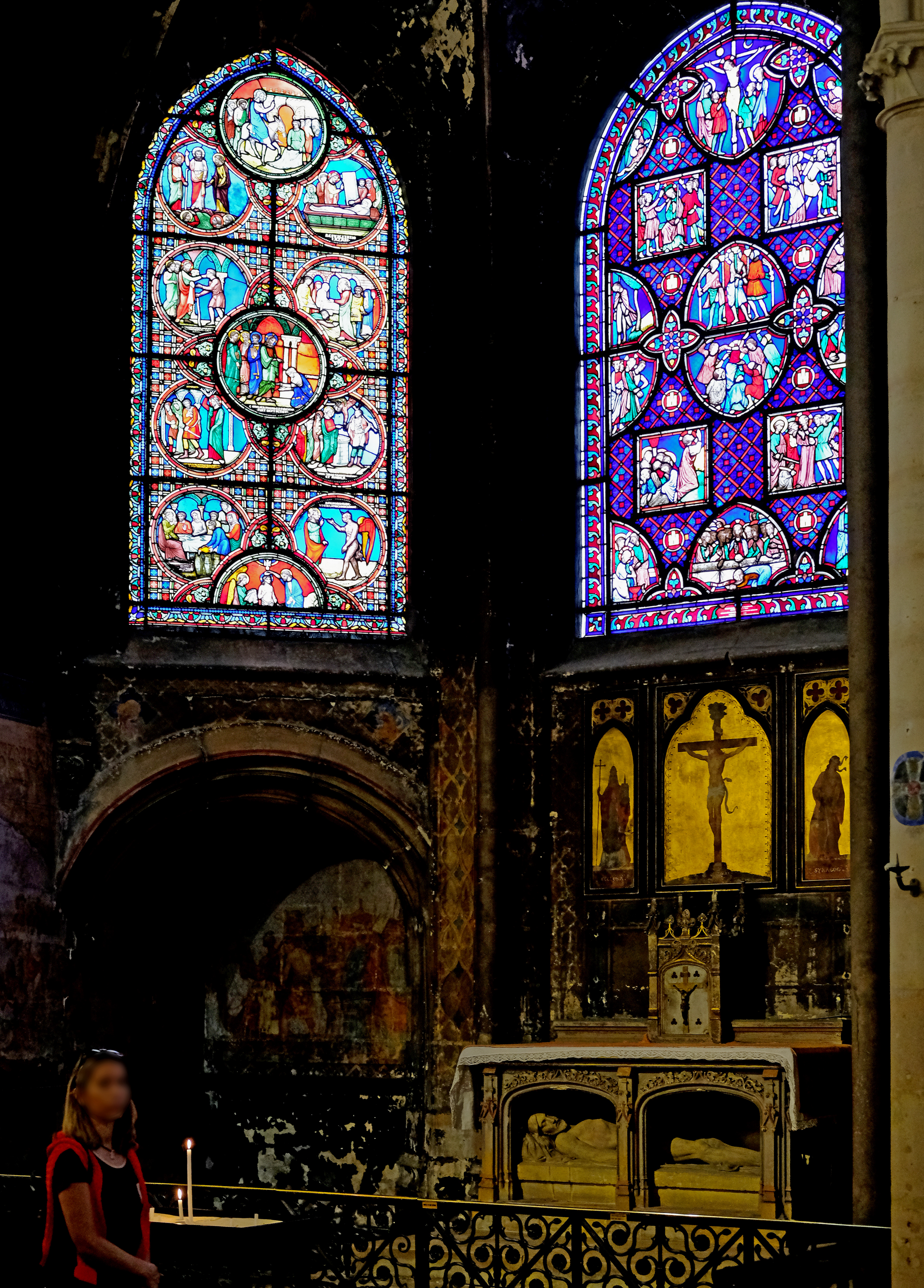
Chapelle du Tombeau.

12- chapelle du Tombeau. Elle est fondée en 1505 par Jehan Tronson, le riche marchand drapier qui orna l'extérieur de l'église d'une frise de morceaux de carpes. Les membres de cette famille y sont alors inhumés. À cause de son riche fondateur, elle devient le siège de la confrérie des drapiers qui y tiennent leurs réunions corporatives et y font célébrer des messes. Lors du sac de 1831, les sépultures de son caveau sont profanées.
La chapelle est peinte et décorée à l’antique par Auguste Couder (1844) et ses vitraux, signés par Étienne Thevenot (1840), s'inspirent de ceux de la Sainte-Chapelle. L’autel de style Louis XVI date de 1840. En pierre de Conflans, il comprend un Christ gisant dont l'origine est incertaine, peut-être un reste d’un ensemble de l’école française du XVIe siècle repris par Fouginet au XIXe siècle.

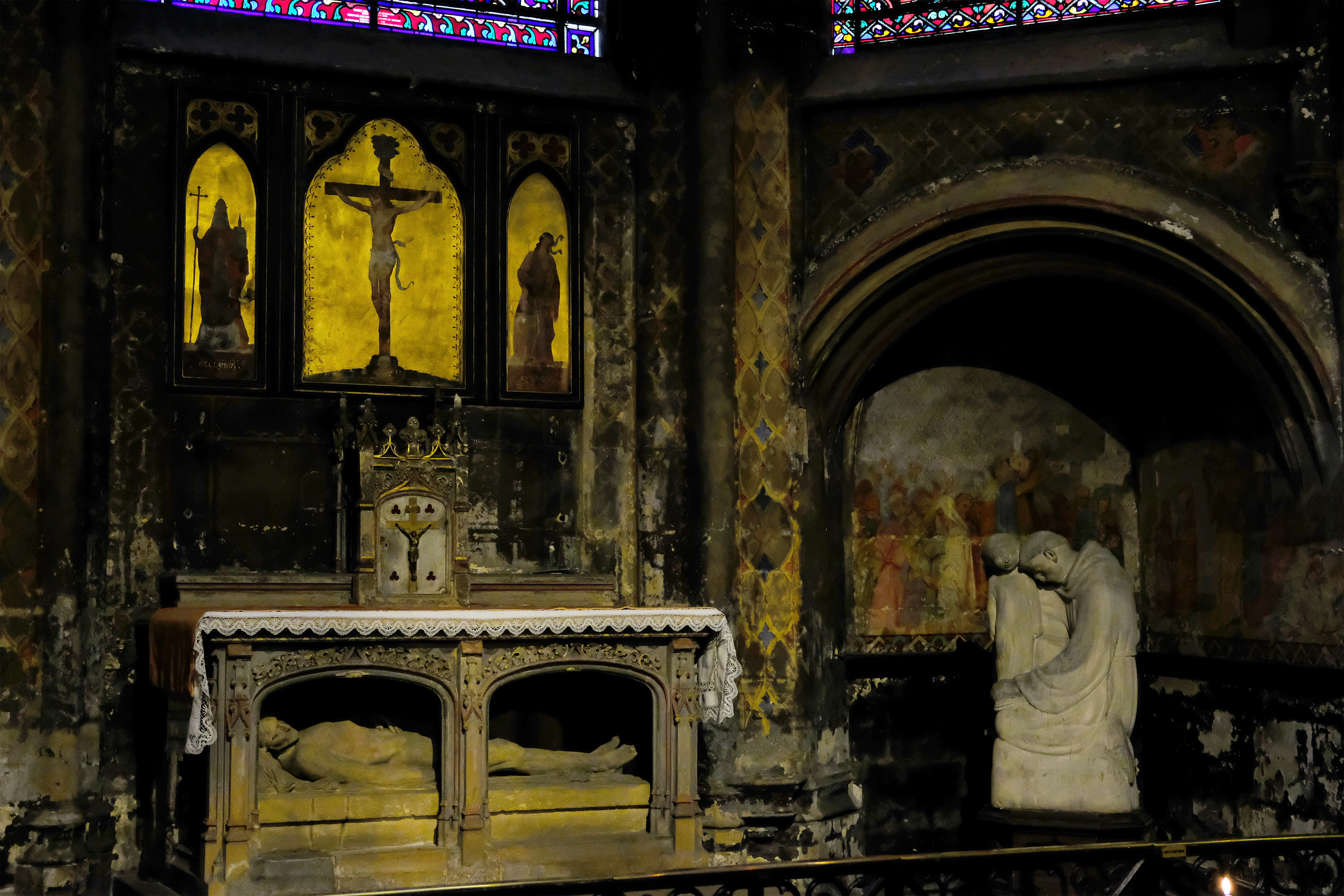
Vue générale.
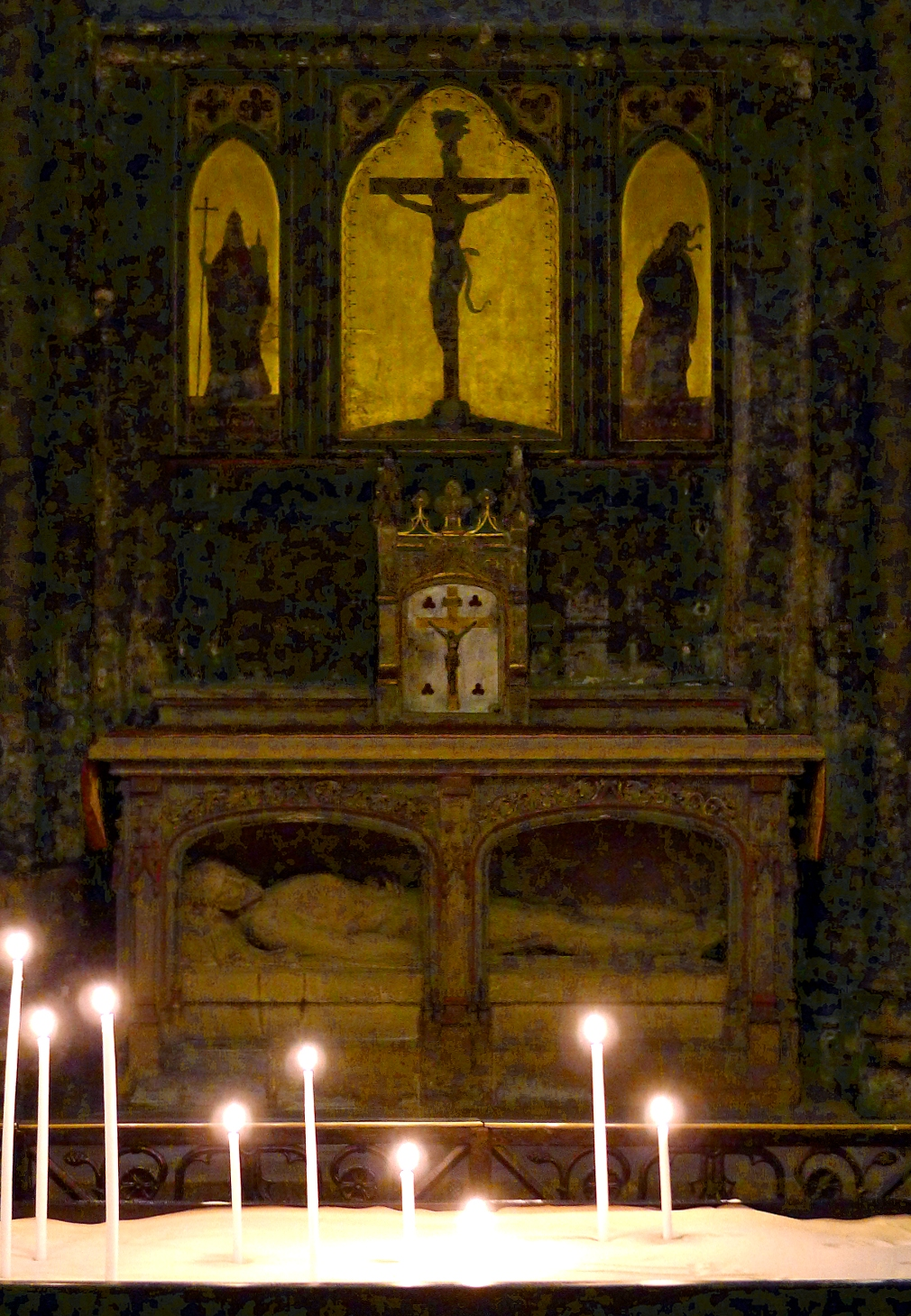
Autel.

13- chapelle de la Bonne-Mort, anciennement appelée du Saint-Sacrement. Elle est totalement refaite en 1841. Elle abrite des vitraux de d'Étienne Thevenot datant de 1859 ; à droite un saint Pierre, pieds nus, la tête cerclée d’une auréole, croisant sur sa poitrine ses deux clefs ; au centre, dans quatre compartiments, saint Joseph, la Vierge, le Christ et saint Michel ; à gauche, un

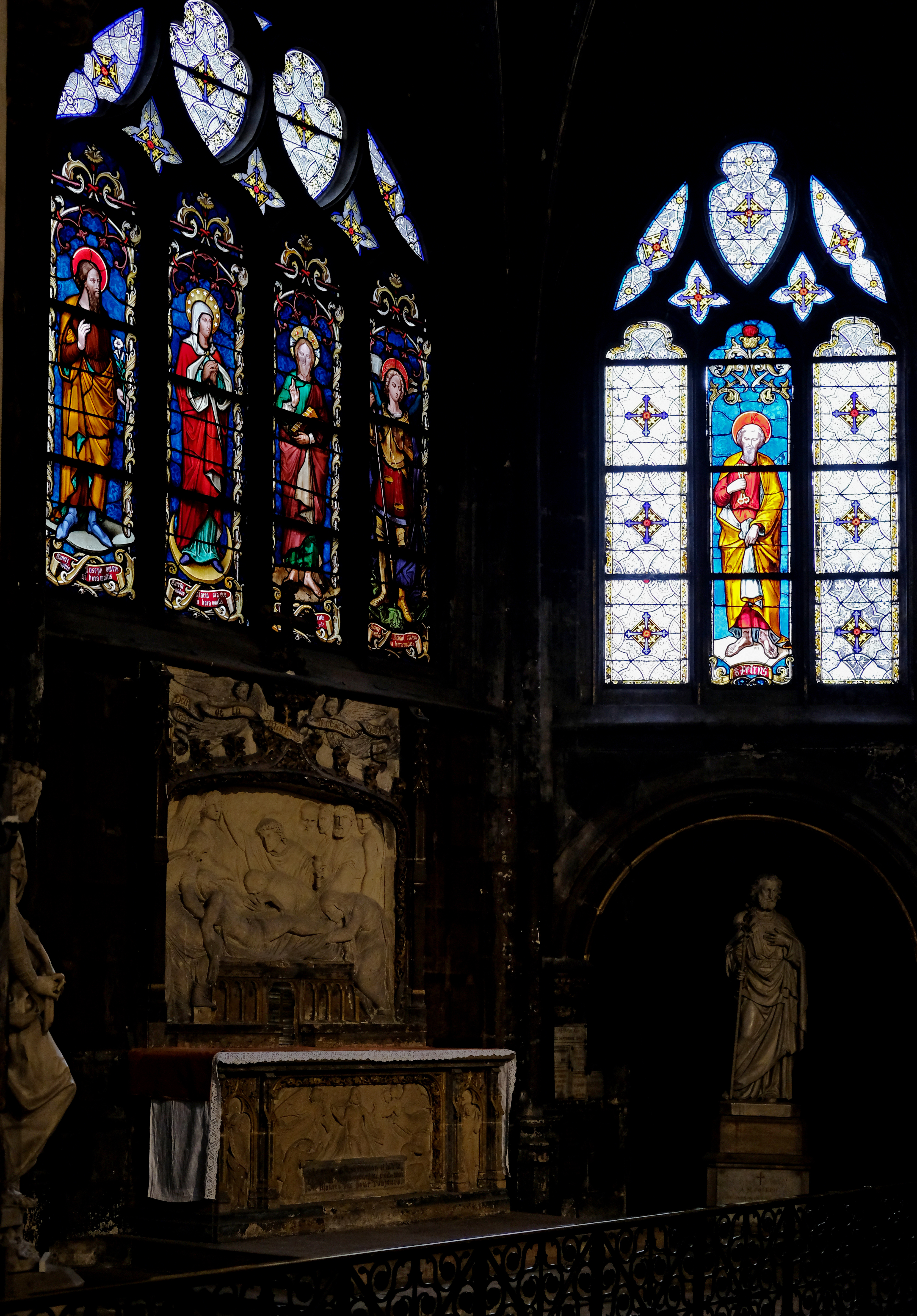
Chapelle de la Bonne Mort.

« être à l’allure bizarrement héraldique, qui porte, tel que Magdeleine dans les tableaux des primitifs flamands, un pot d’aromates et est muni d’une bêche, c’est saint Tobie, tout à fait inconnu de nos jours mais célèbre au Moyen Âge, car il était alors le saint des sépultures, le patron des fossoyeurs qui l’avaient choisi à cause des paroles que, dans la Bible, l’ange Raphaël lui adresse :  ... Lorsqu’à minuit tu enterrais les morts ... c’est moi qui présentais tes prières au Seigneur...  ».

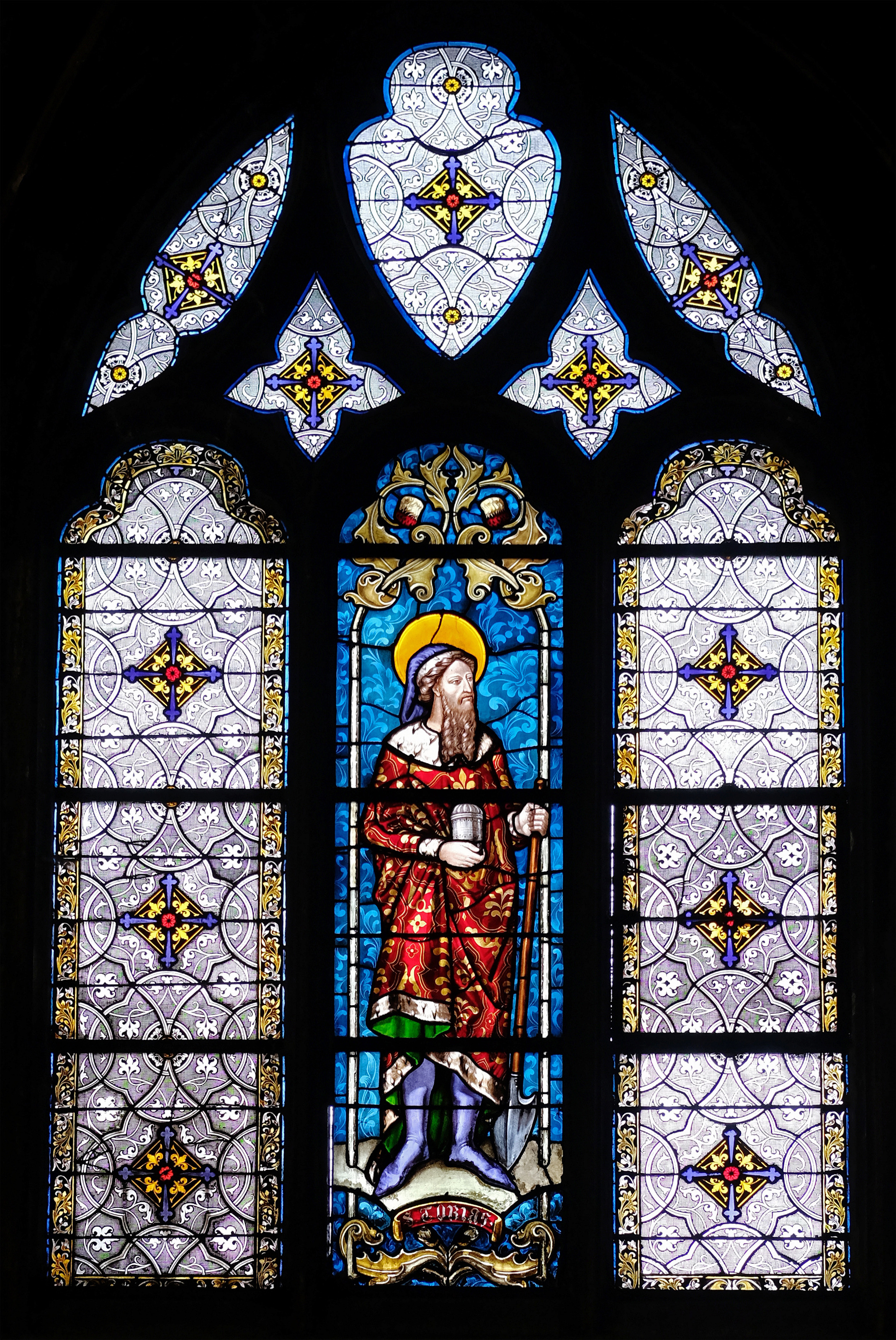
Vitrail représentant Tobie d'Étienne Thevenot.
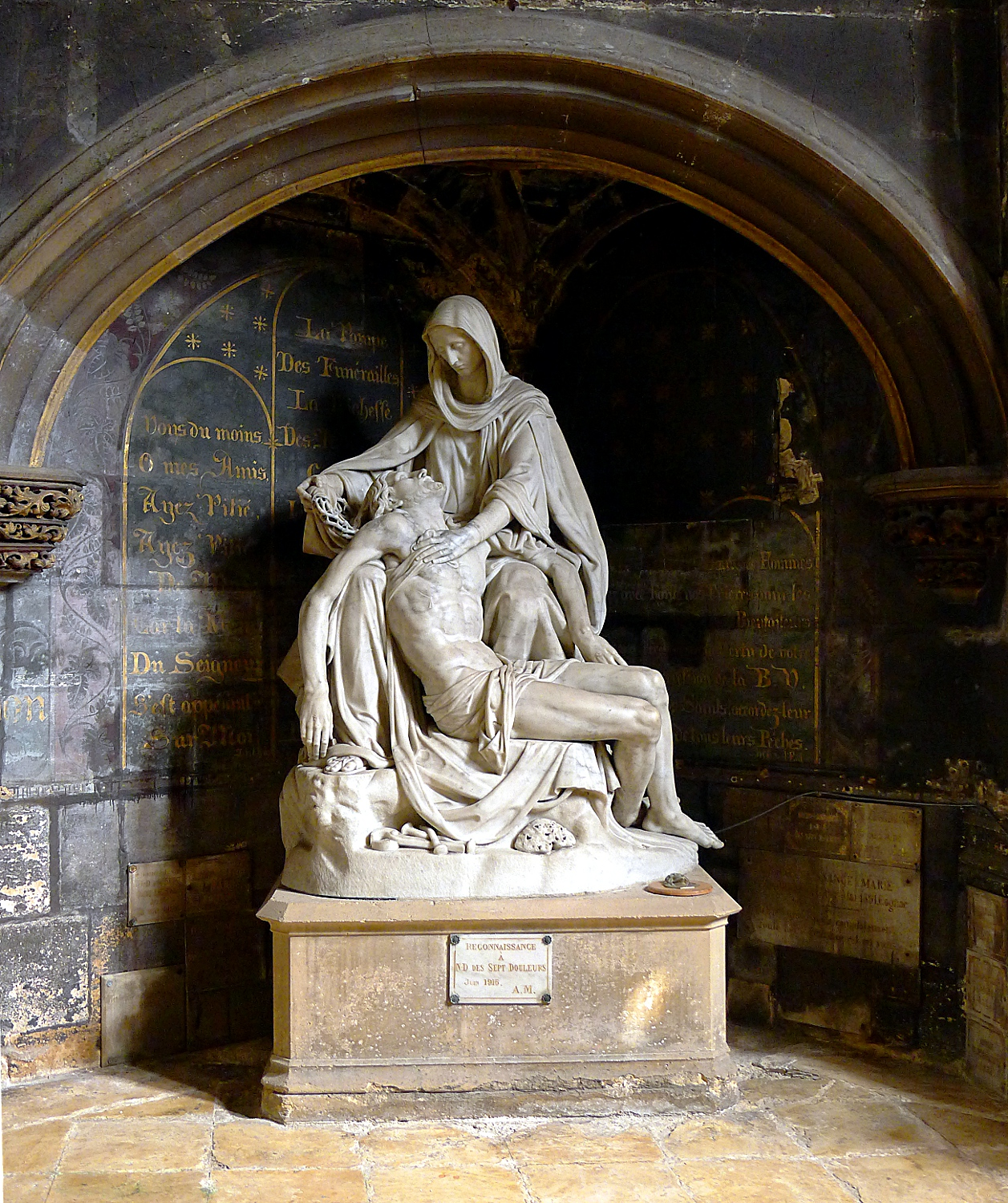
Vierge de pitié grandeur nature de Bonnardel (marbre, 1859).

14- chapelle Saint-Landry.

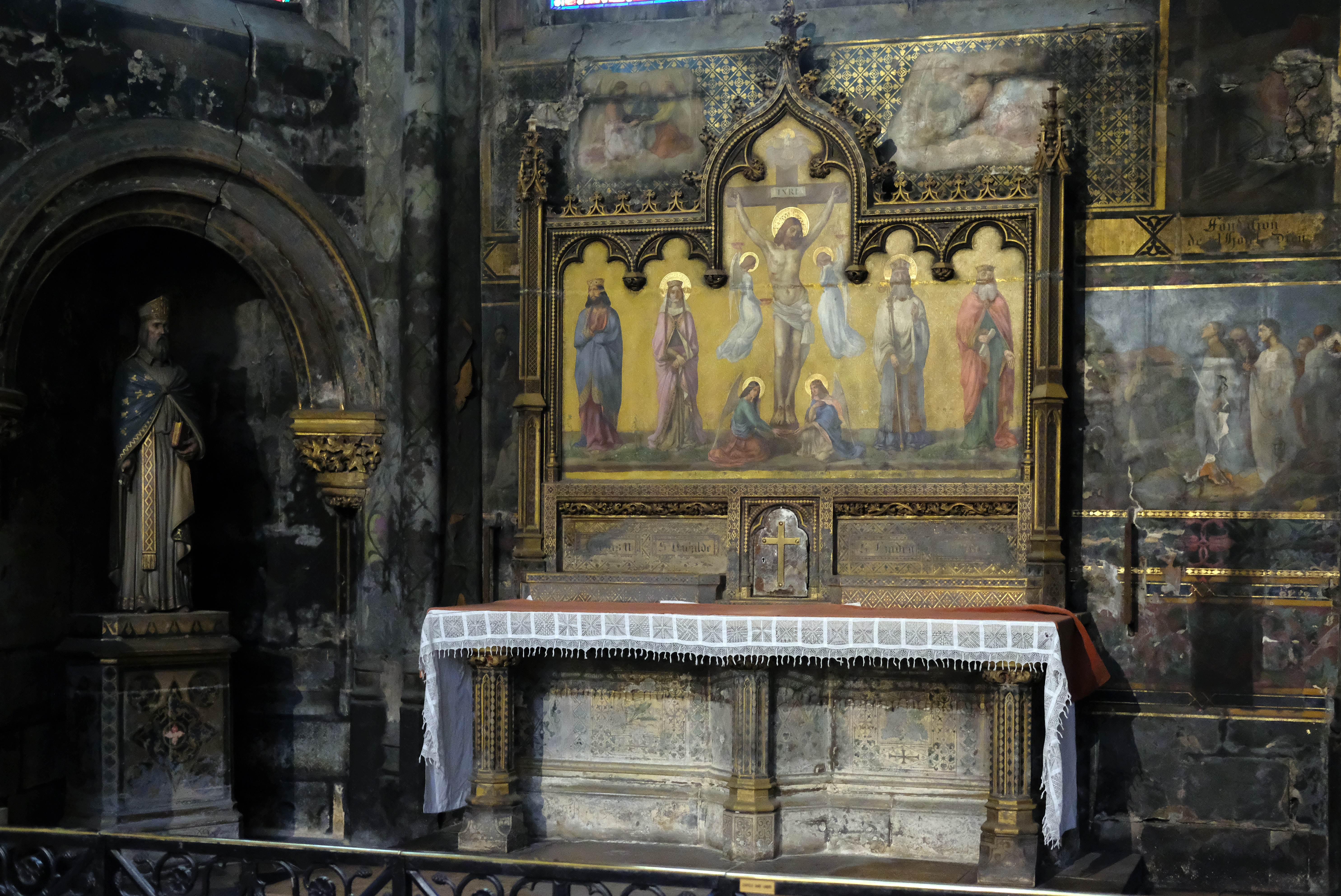
Autel de la chapelle Saint-Landry.

La décoration actuelle date de 1843-1845 ; les fresques murales, peintes à l'huile, sont l'œuvre de Joseph Guichard  racontent la vie de saint Landry. On trouve également un autel avec un retable néogothique du même artiste.
La chapelle contient deux statues funéraires du XVIIe siècle, celles d'Étienne d'Aligre père et fils, par Laurent Magnier (1618-1700), tous deux chanceliers de France. Elles proviennent du tombeau de la famille d'Aligre initialement déjà dans l'église Saint-Germain-l'Auxerrois. Elles ont fait partie ensuite des collections du premier musée des Monuments français d'Alexandre Lenoir. Elles furent restaurées par Louis-Denis Caillouette, vers 1838, et replacées ici.

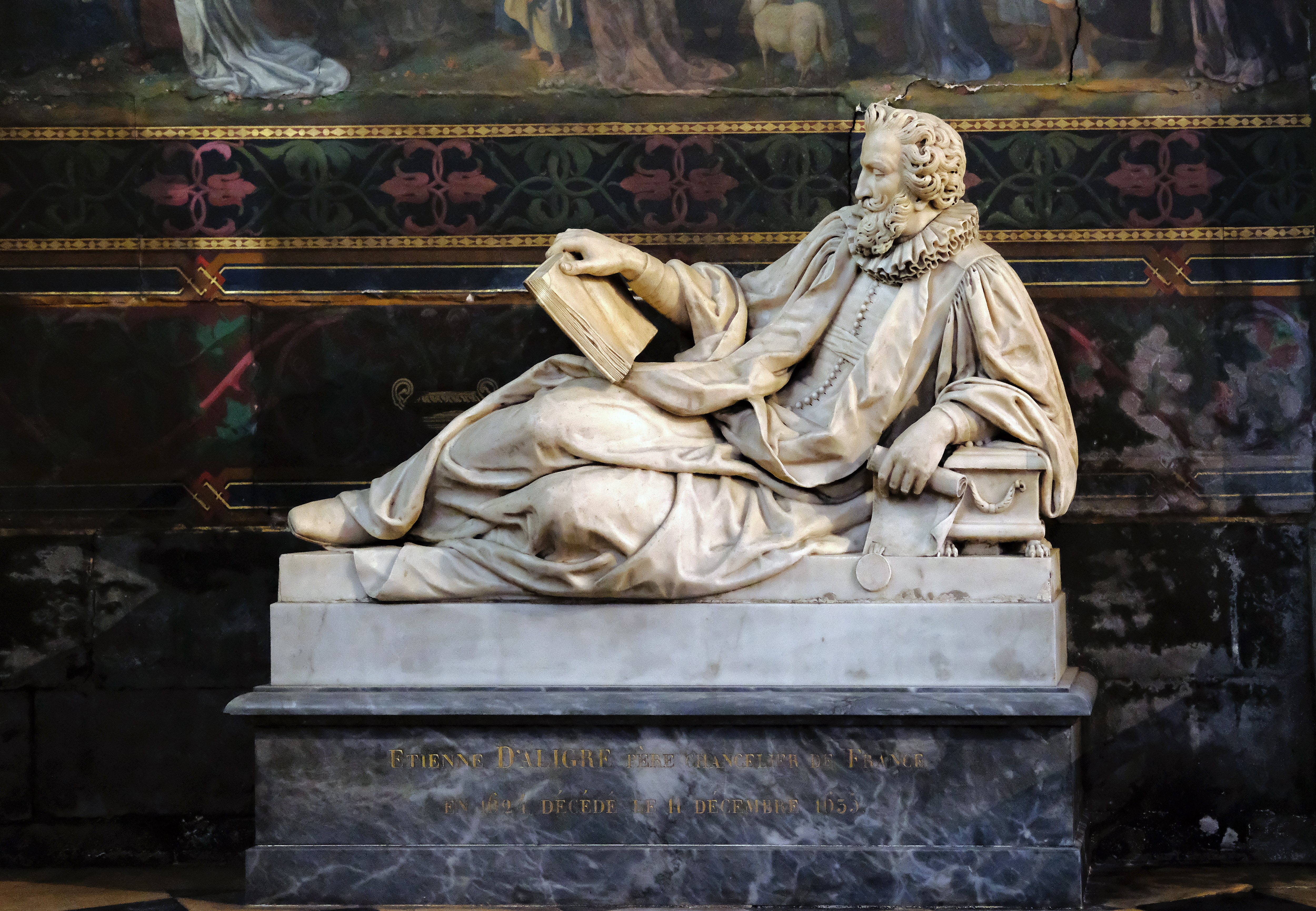
Étienne Ier d'Aligre (1550-1635).
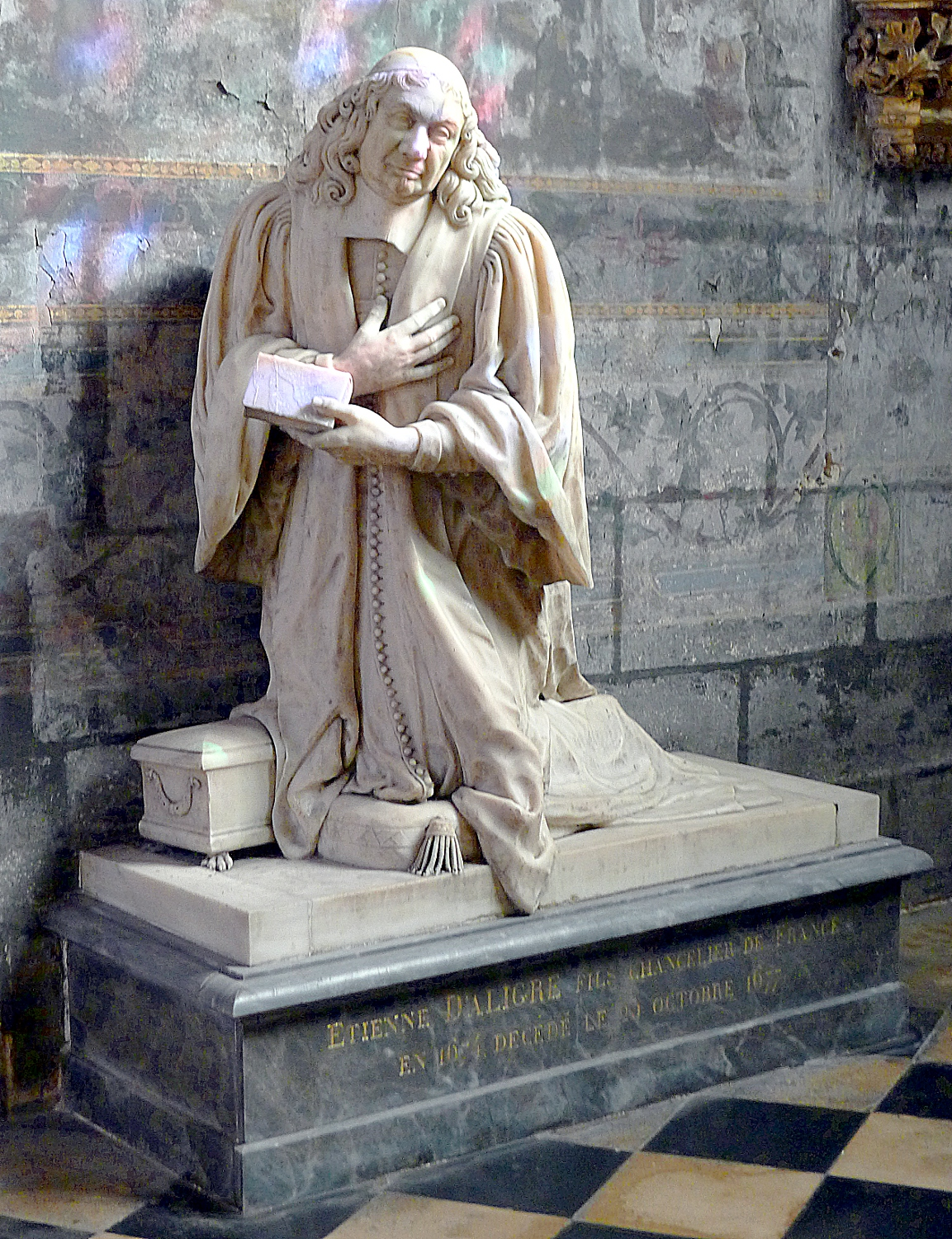
Étienne II d'Aligre (1592-1677), chancelier de France.
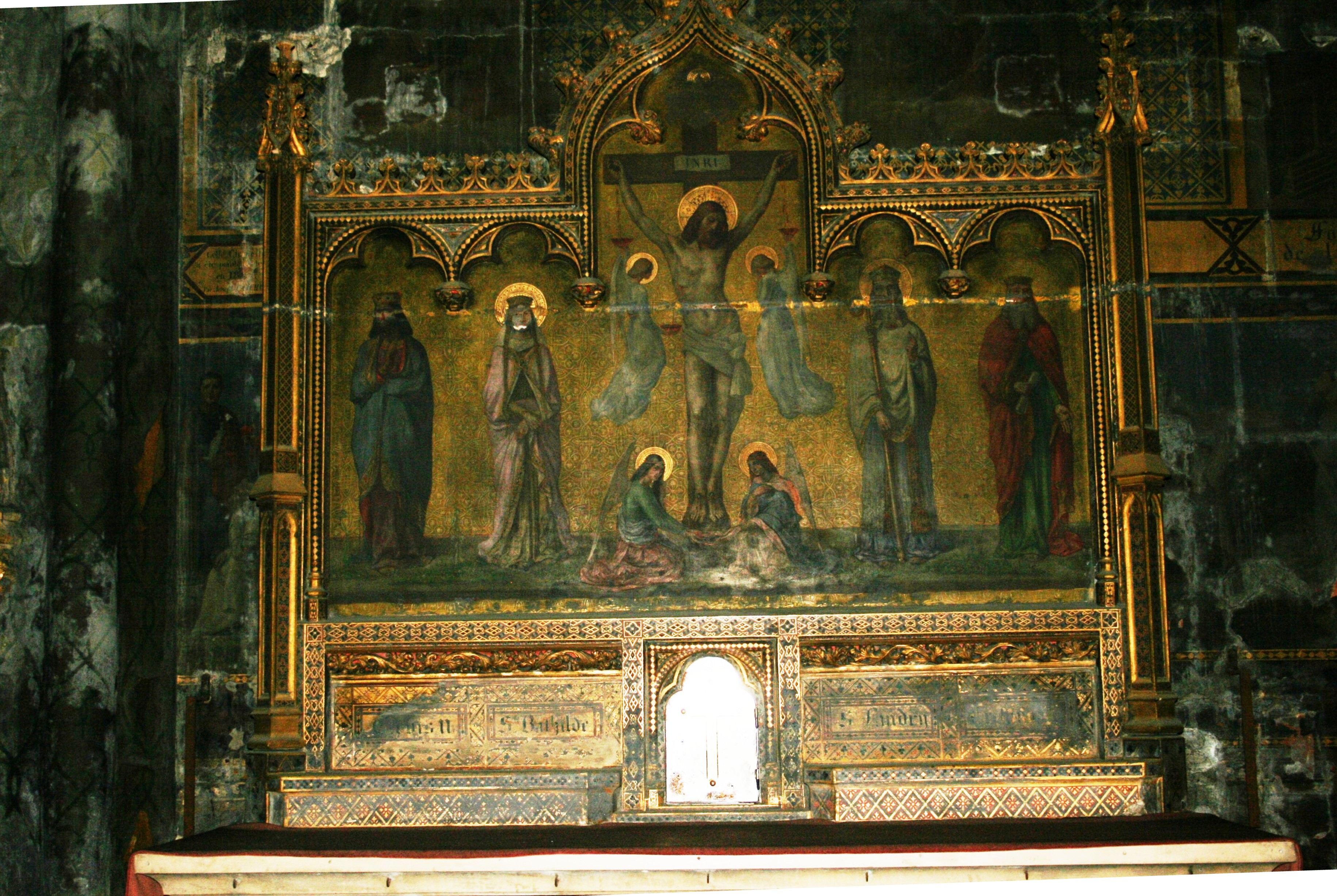
Retable néo-gothique de Joseph Guichard (1806-1880).

Chapelles rayonnantes du déambulatoire sud

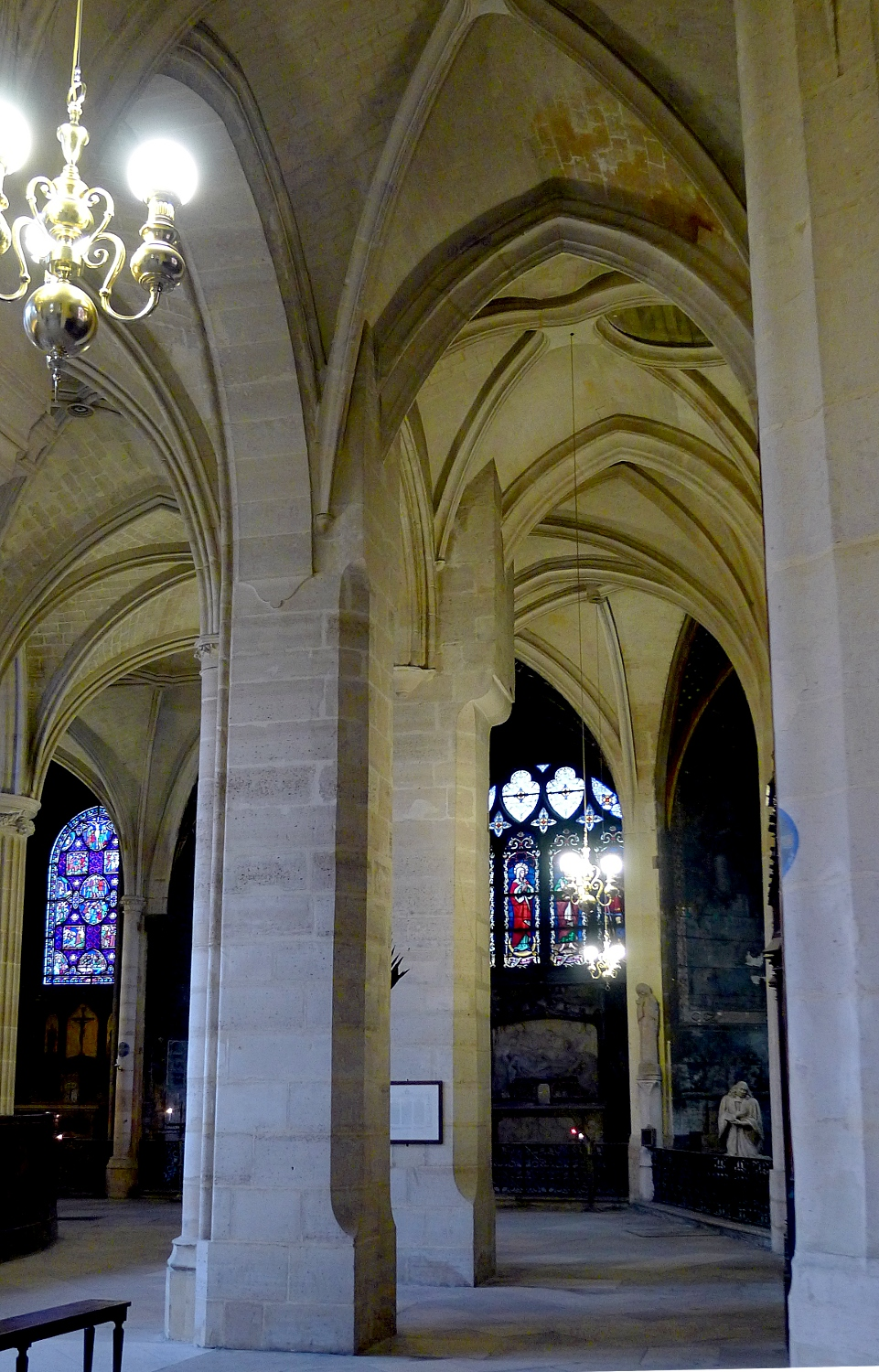
Déambulatoire.
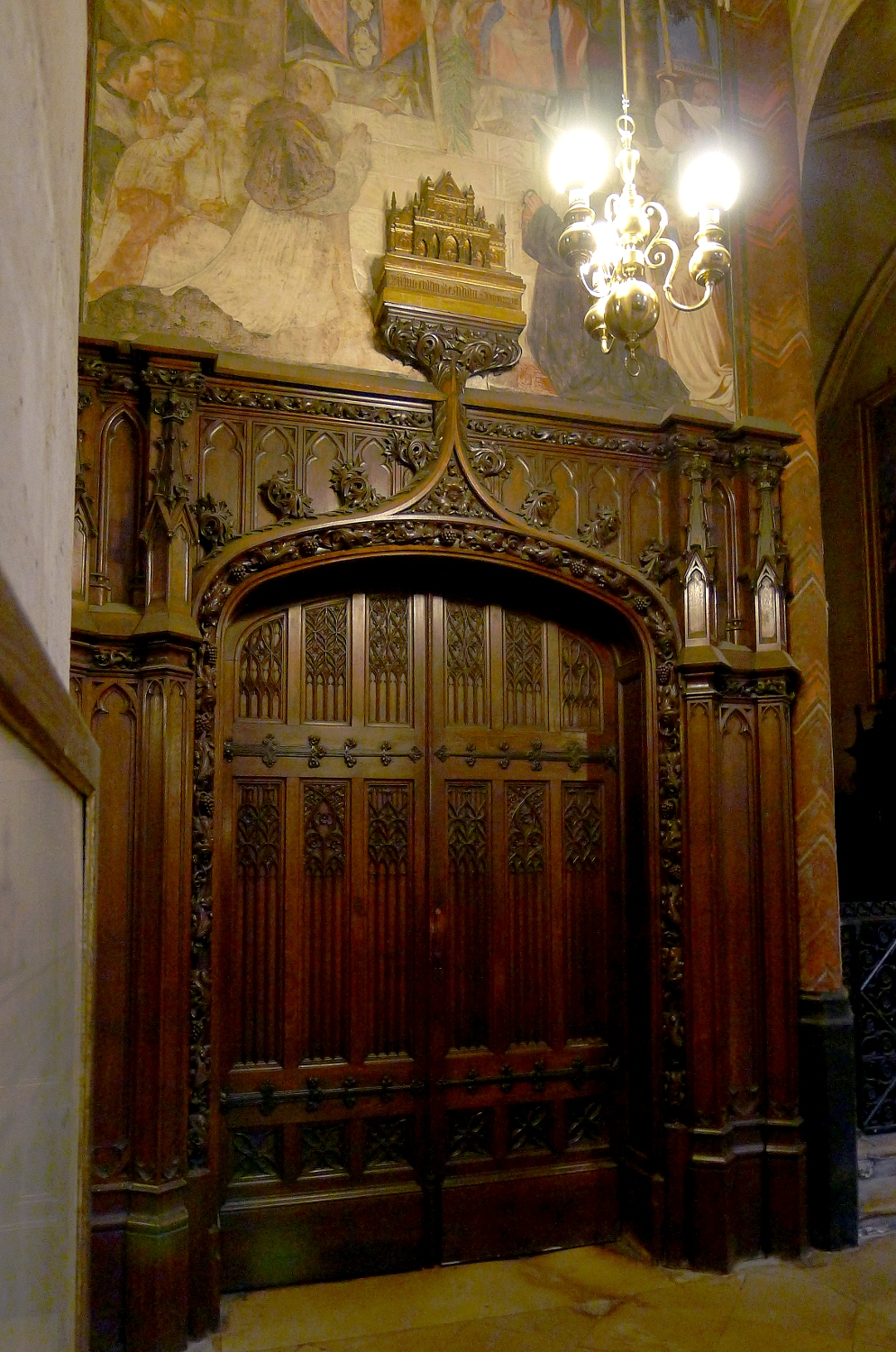
Porte gothique de la sacristie.
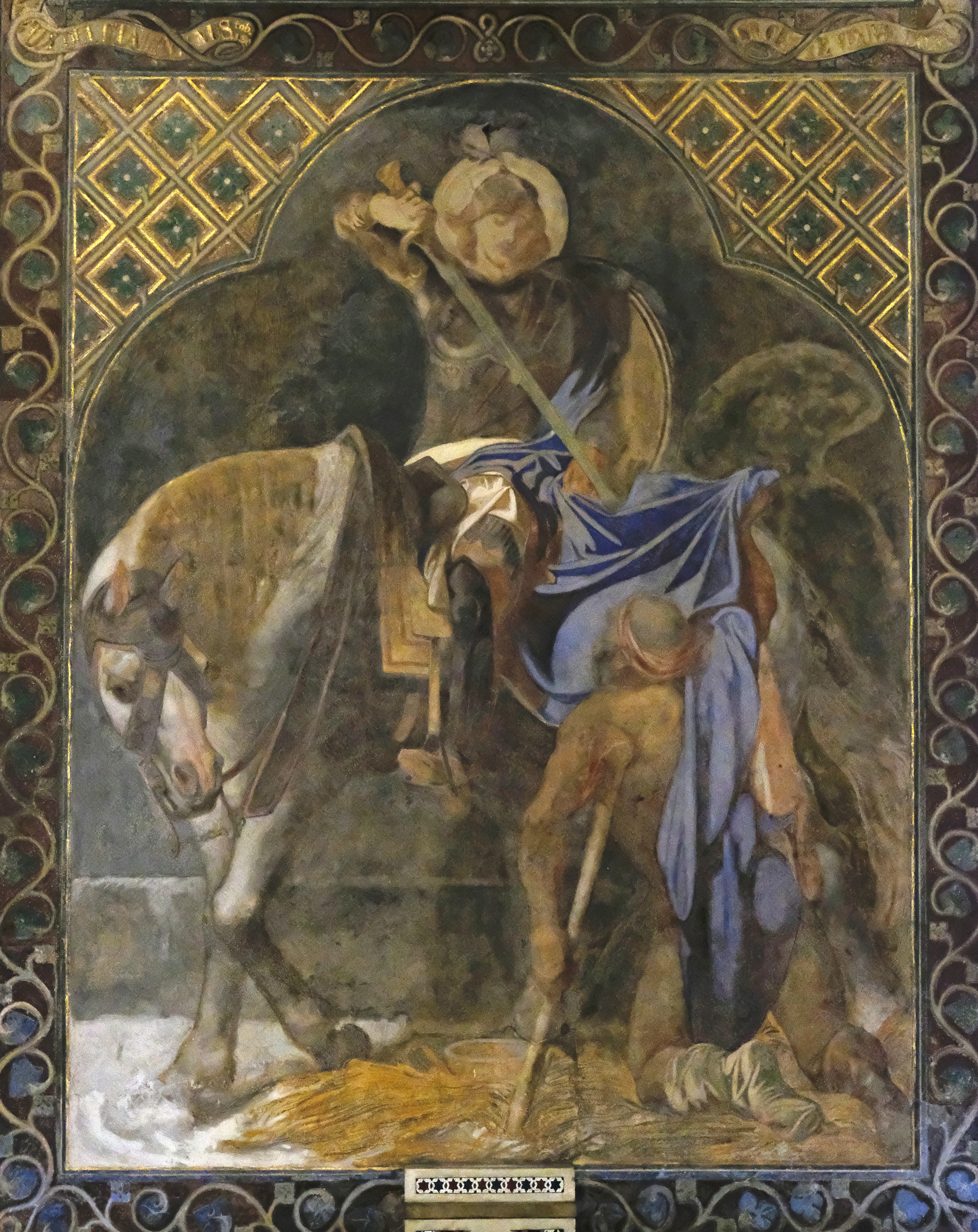
Fresque Saint Martin découpant son manteau de Victor Mottez.
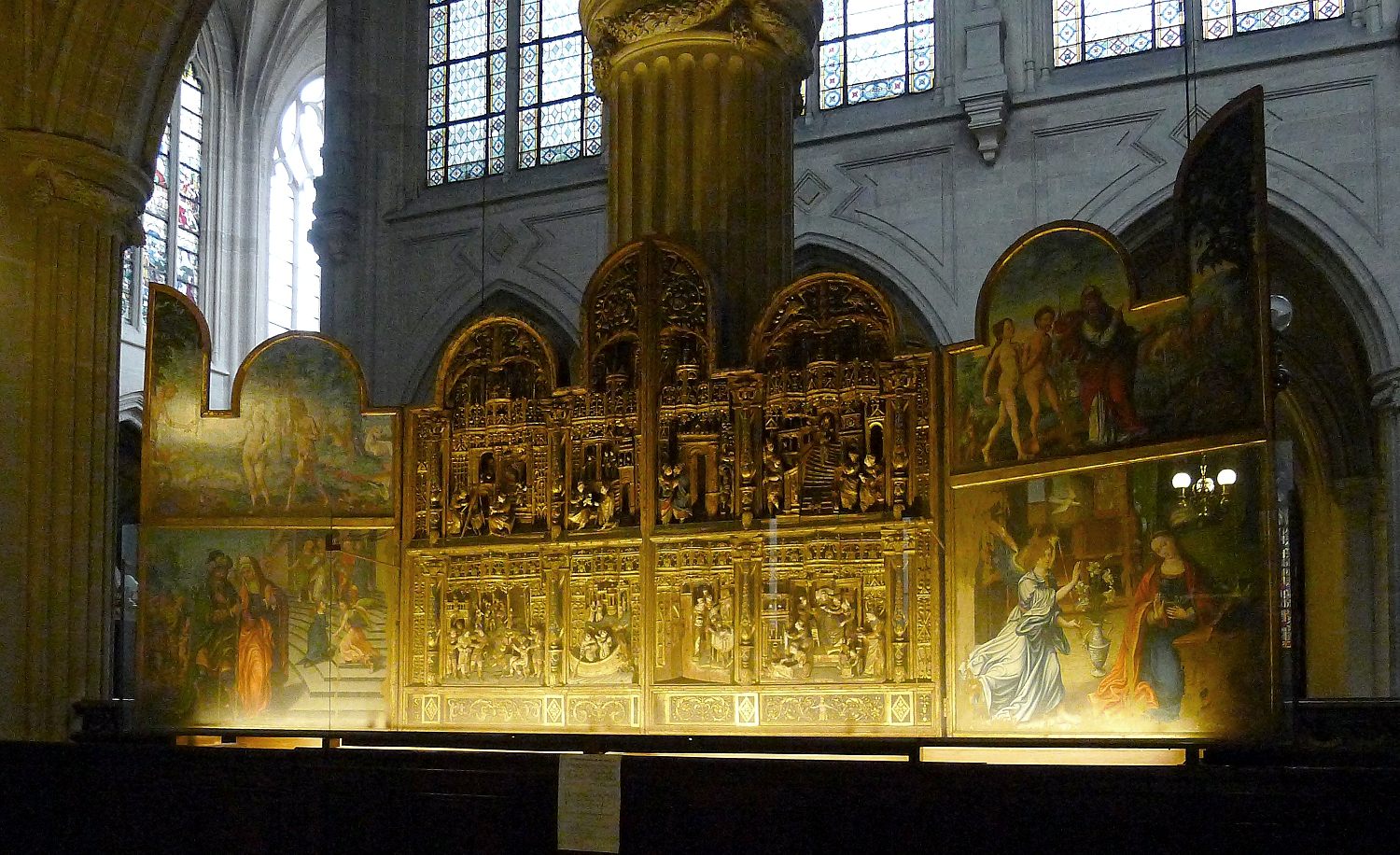
Retable du XVIe siècle.

- Porte de l’ancienne sacristie : fresques de Victor Mottez, (1843) dont une représente saint Martin à cheval tranchant son manteau pour en donner la moitié à un pauvre.
À l'entrée du déambulatoire Sud, figure une inscription sur la face interne du pilier de la tour carrée rappelant le vœu de Willette relatif à la messe célébrée chaque mercredi des Cendres pour les artistes devant mourir dans l'année.
15- chapelle des Saints-Apôtres, bâtie en 1502,
16- chapelle Saint-Pierre, bâtie en 1506, 
17- chapelle des Pères et docteurs de l’Eglise, bâtie en 1504, contenant La Consécration de sainte Geneviève par Jacques-Augustin Pajou, 1818, offert par Louis XVIII.
- Vers 1730, l’ancienne chapelle Saint-Victor ou des Agonisants fut supprimée et devint une petite sacristie pour les chapelains. : la porte est entourée d’une décoration de feuillages d’acanthe et de choux frisés (dessin de Lassus, et sculpture de Plantard). Au-dessus de la porte : statue polychrome de la Sainte Vierge, dite Vierge à l’oiseau, (Troyes, XVᵉ siècle).

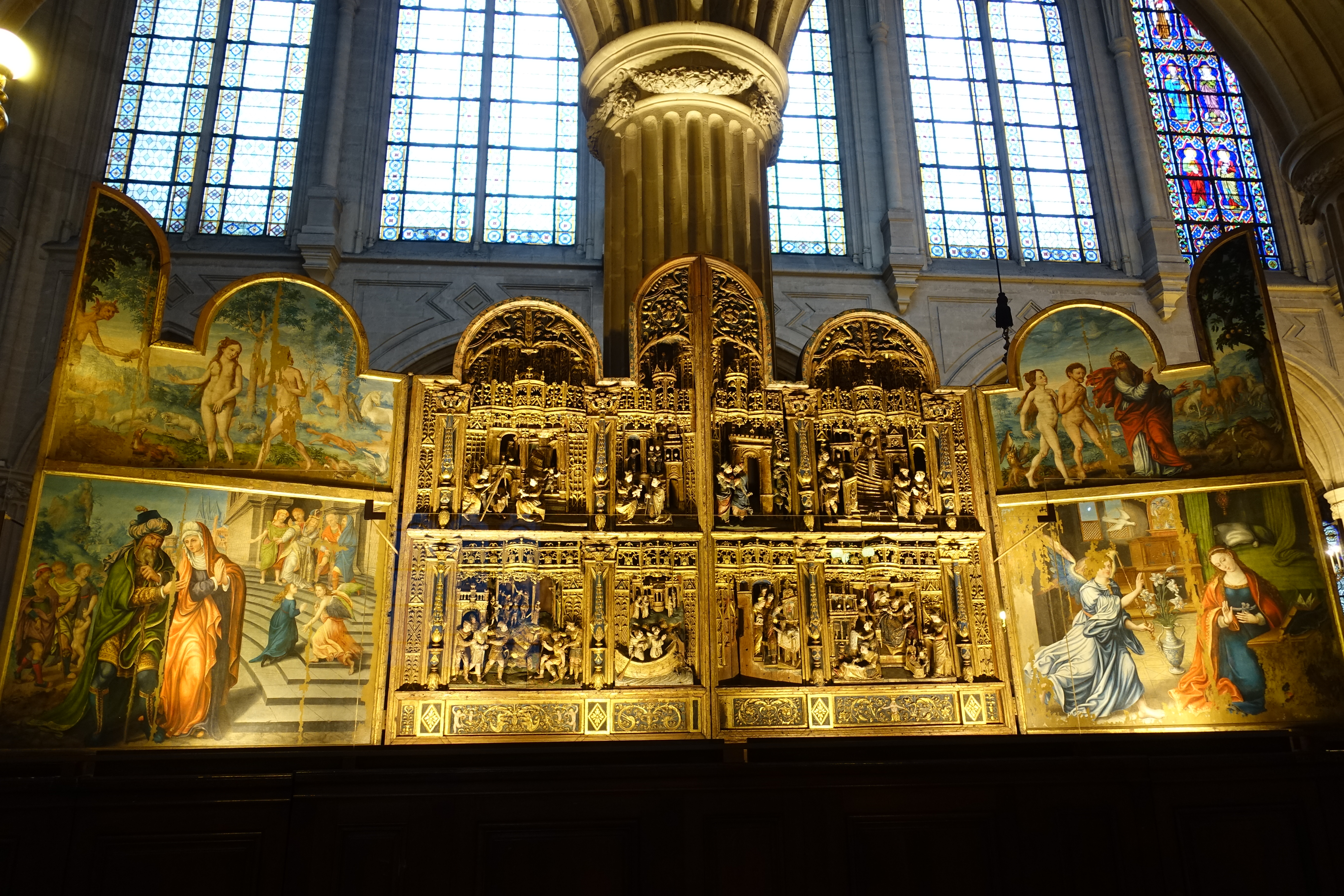
Triptyque du XVIe siècle : "L'Histoire de la faute originelle" & "La Légende de la Vierge".

#### Entre le chœur et le déambulatoire (deuxième travée sud du chœur)
Il s'y trouve un retable, triptyque marial, œuvre de l’école française du XVIe siècle datée entre 1510 et 1530 , et provenant de La Flamengrie (Aisne).
Confisqué à la Révolution, il est dans un premier temps vendu, puis la paroisse de Saint-Germain-l’Auxerrois l’achète en 1831, lors des travaux de restauration. Toutefois en l’état actuel, ce retable incomplet n’a pas retrouvé son état d’origine.
Il s'agit d'un triptyque dont les volets sont peints, tandis que la caisse comporte un ensemble sculpté en bois polychrome. Les parties peintes représentent  l'Histoire de la faute originelle (registre supérieur), et la Légende de la Vierge (registre inférieur).

#### Transept sud

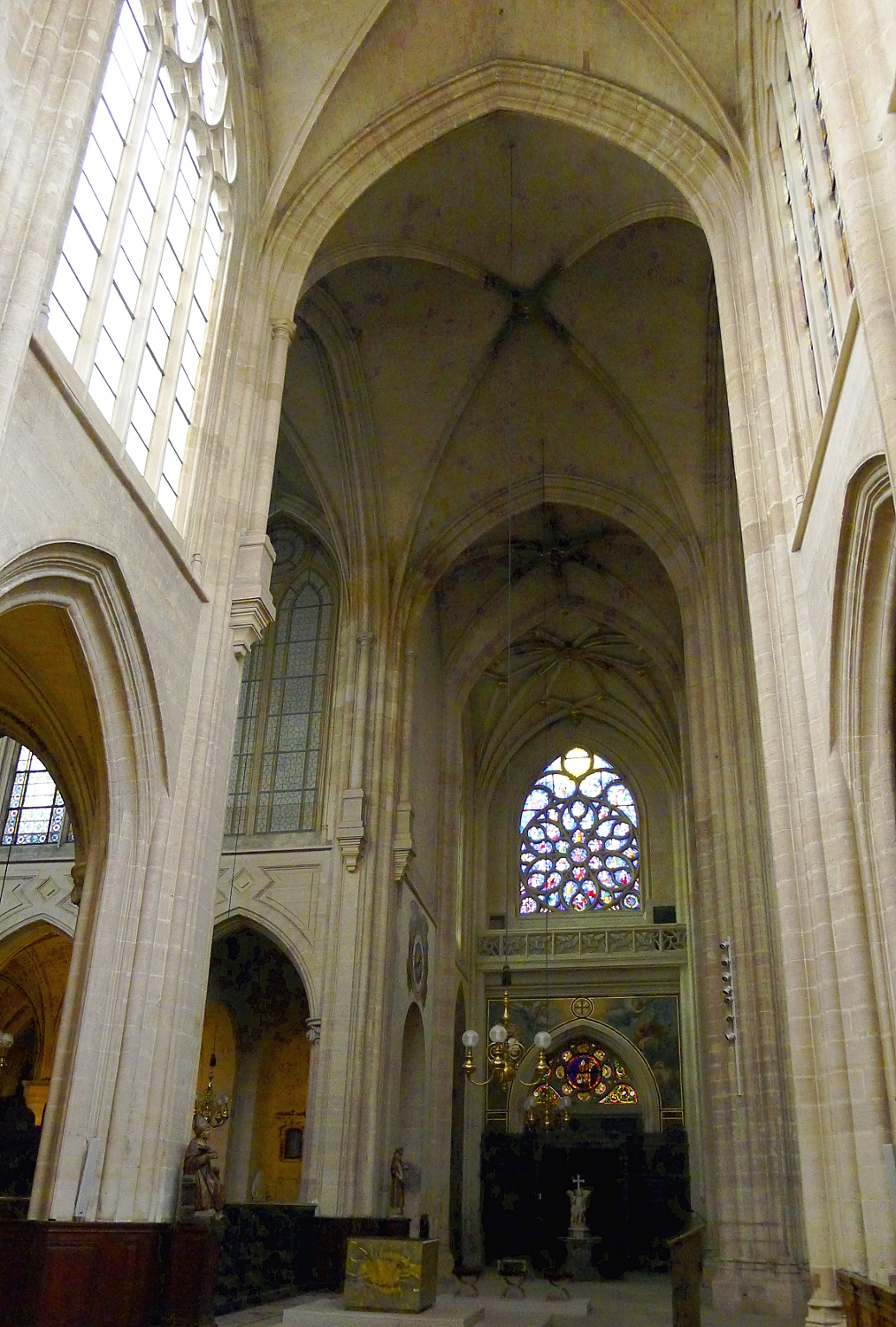
Transept sud.

Les bras  nord et sud du transept avaient conservé jusqu’en 2009 la majeure partie des vitraux du XVIe siècle rescapés des péripéties de l’histoire. Malheureusement, la plupart de ces verrières, ainsi que des pièces du XIXe siècle, ont été détruites en juillet 2009 lors de l’incendie de l’atelier où elles étaient restaurées,. Aujourd'hui, ces verrières détruites ont été remplacées par du verre blanc.

Dans ce transept sud, des vitraux d'origine subsistent  une Pentecôte (dans la rose de la façade) et l’Incrédulité de saint Thomas exécutées par Jean Chastellain sur des cartons de Noël Bellemare, respectivement en 1532 et 1533 , ainsi qu’une Assomption de la Vierge, réalisée vers 1534-1535.

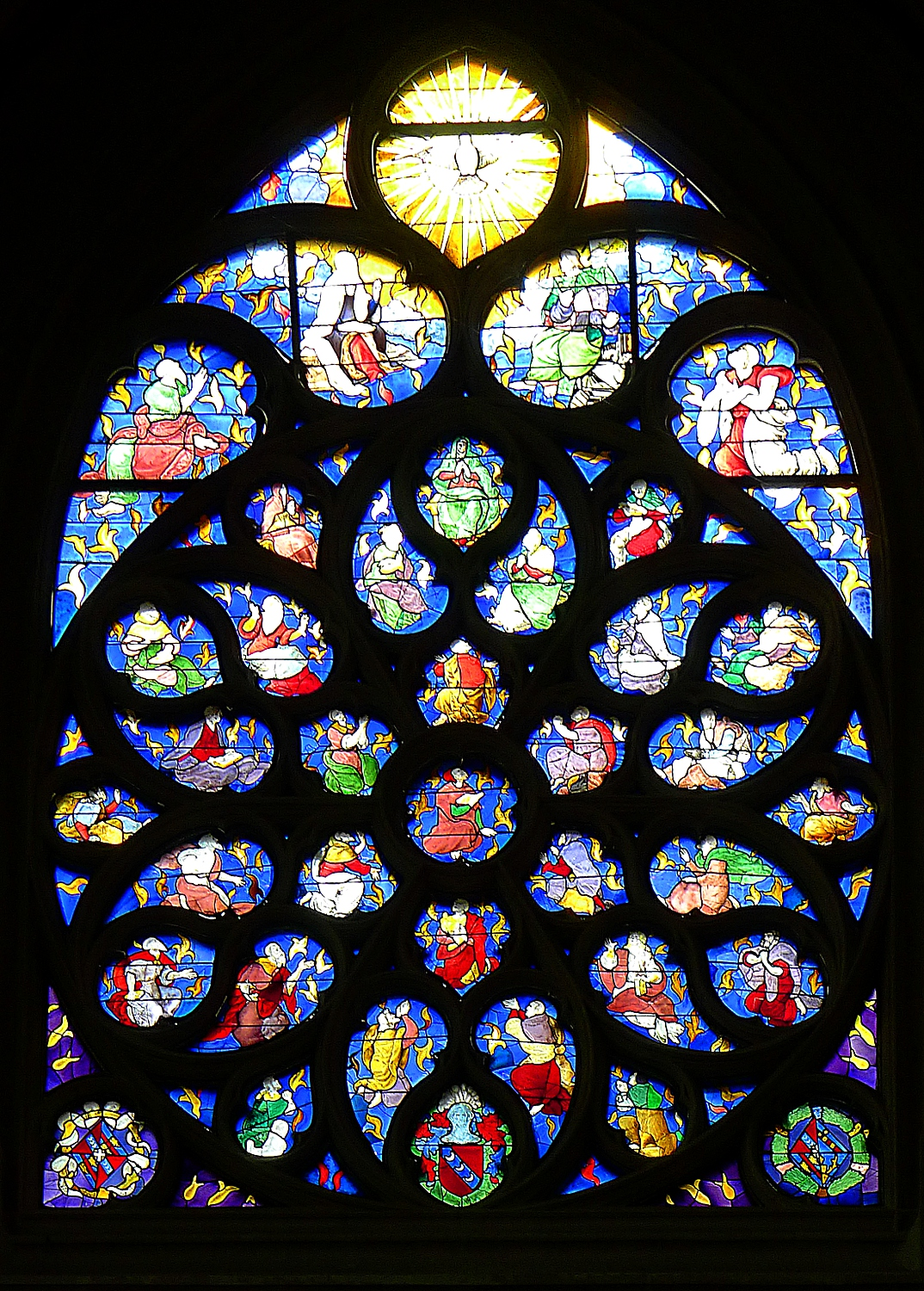
Rose méridionale La Pentecôte (XVIe siècle).
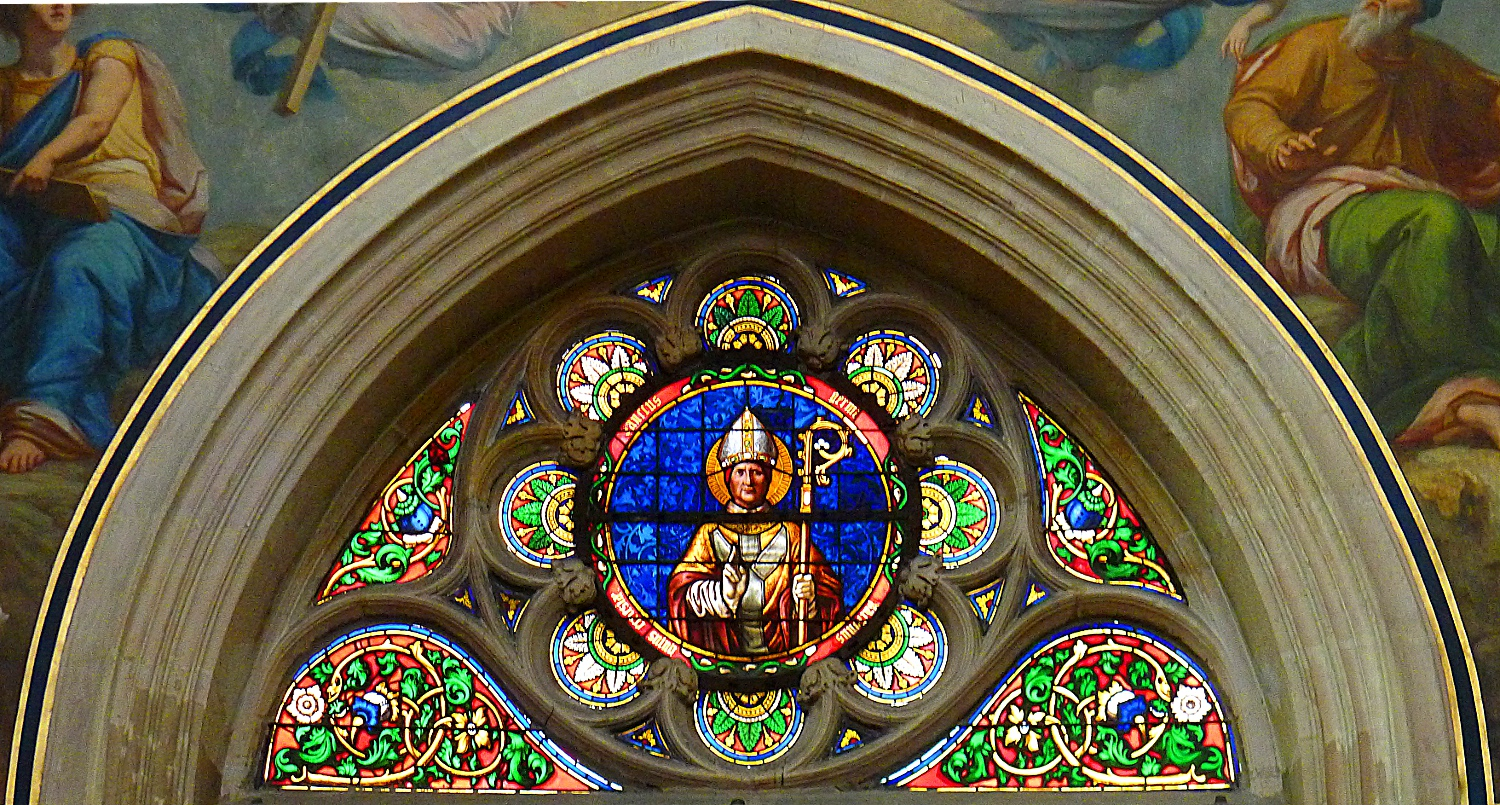
Saint Germain, martyr, verrière.
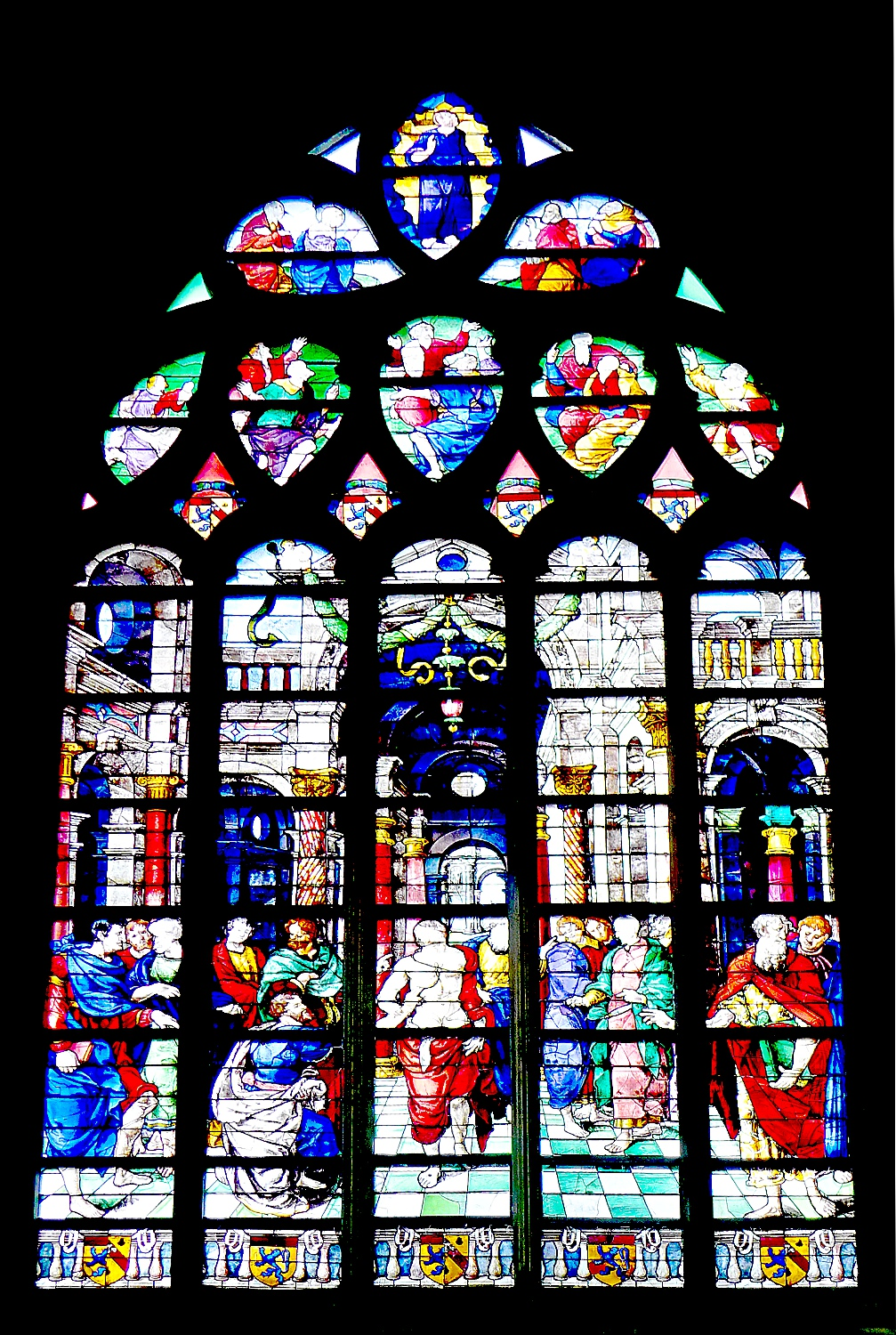
Incrédulité de saint Thomas (XVIe siècle), verrière.

#### Chapelles de la nef, côté sud
À droite, après le transept sud, quatre anciennes chapelles du XVIe siècle ont été réunies au cours du XIXe siècle pour constituer la chapelle de la Vierge. Elle présente la particularité, d'une part d'être isolée du collatéral sud par une boiserie, et d'autre part, contrairement à la plupart de celles des autres églises, de ne pas se trouver dans l'axe central de l'église à l'extrémité de l'abside. Sa décoration date pour l'essentiel du XIXe siècle mais on y trouve plusieurs statues rapportées plus anciennes.

Une des verrières de la chapelle de la Vierge, le vitrail de la Passion posé en 1839, est considéré comme le prototype des réalisations néo-gothiques issues des travaux de chimistes, historiens et archéologues. Composé de petites scènes juxtaposées inscrites dans des médaillons à dominante rouge et bleu, il s'agit d'un vitrail historiciste, c'est-à-dire d'un vitrail dont la composition et l’iconographie s’inspirent des verrières des siècles passés, en l'espèce ici, de la Sainte-Chapelle et de manuscrits. La chapelle de la Vierge possède outre ses vitraux, de nombreuses autres œuvres d’art, peintures et sculptures, notamment l'original de la sainte Marie l'Égyptienne  figurant sous le porche ou le Saint Germain d'Auxerre du XIIIe siècle.

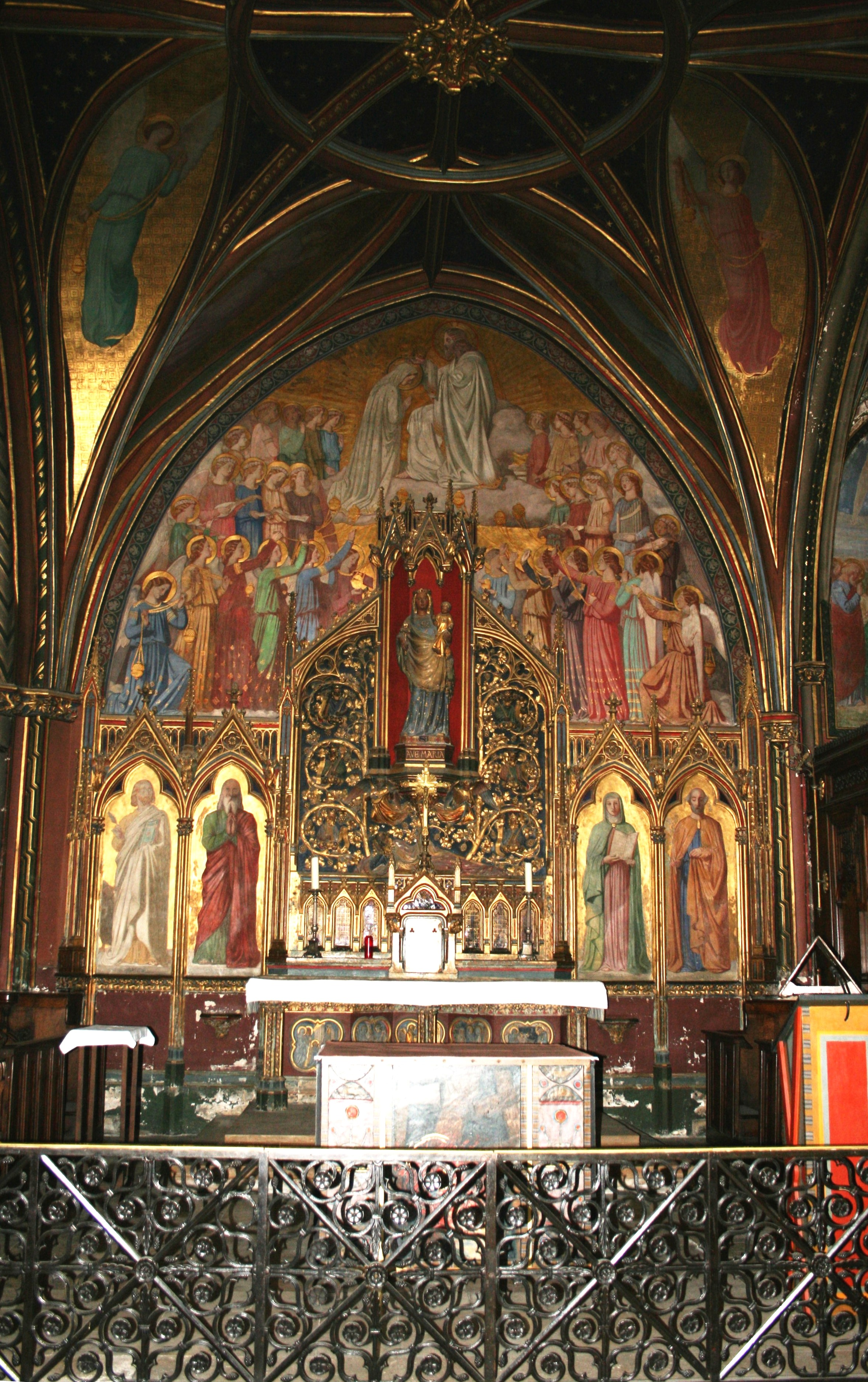
Amaury-Duval, Couronnement de la Vierge.
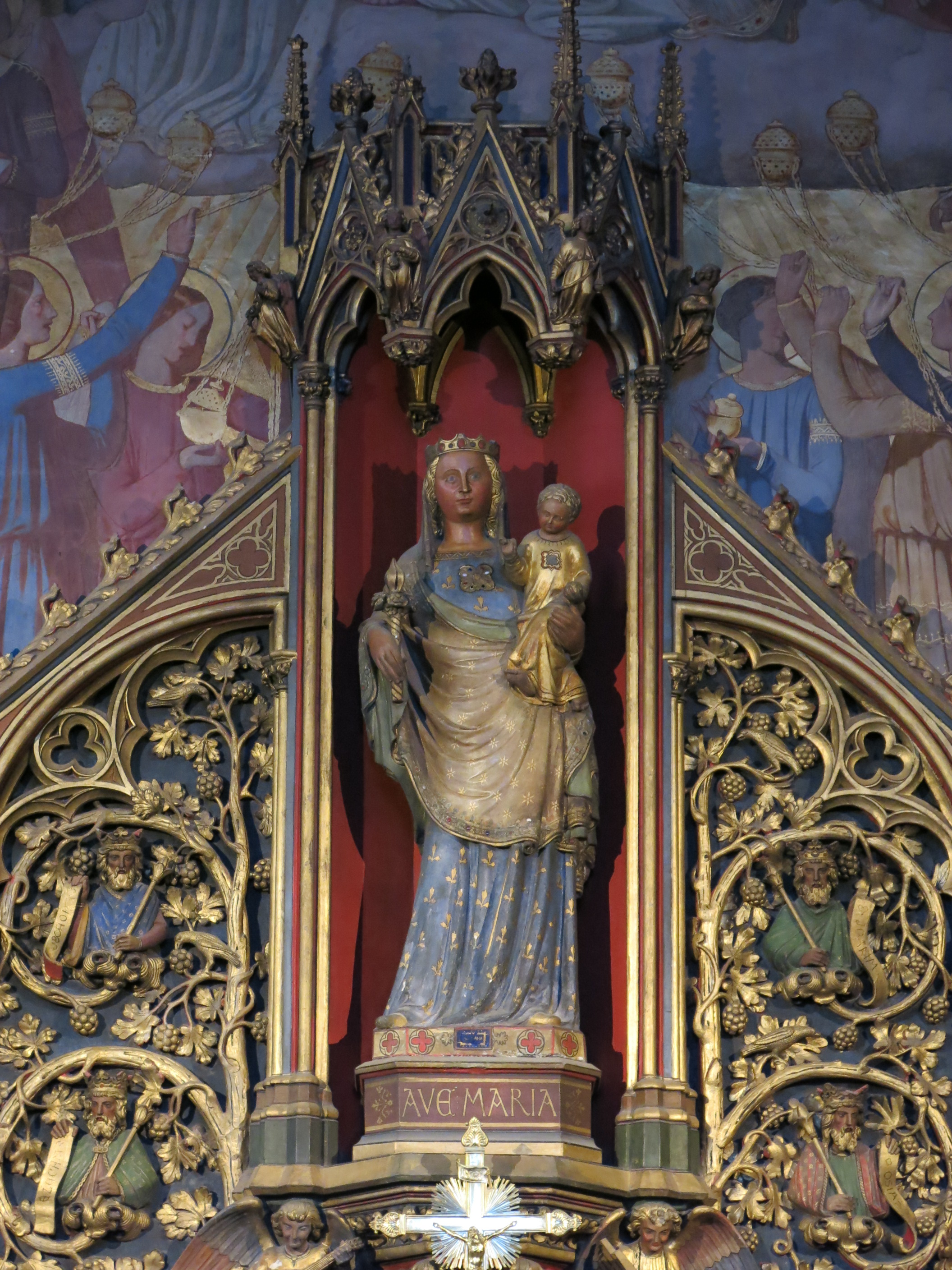
Détail du Couronnement de la Vierge, statue de Vierge à l'Enfant.
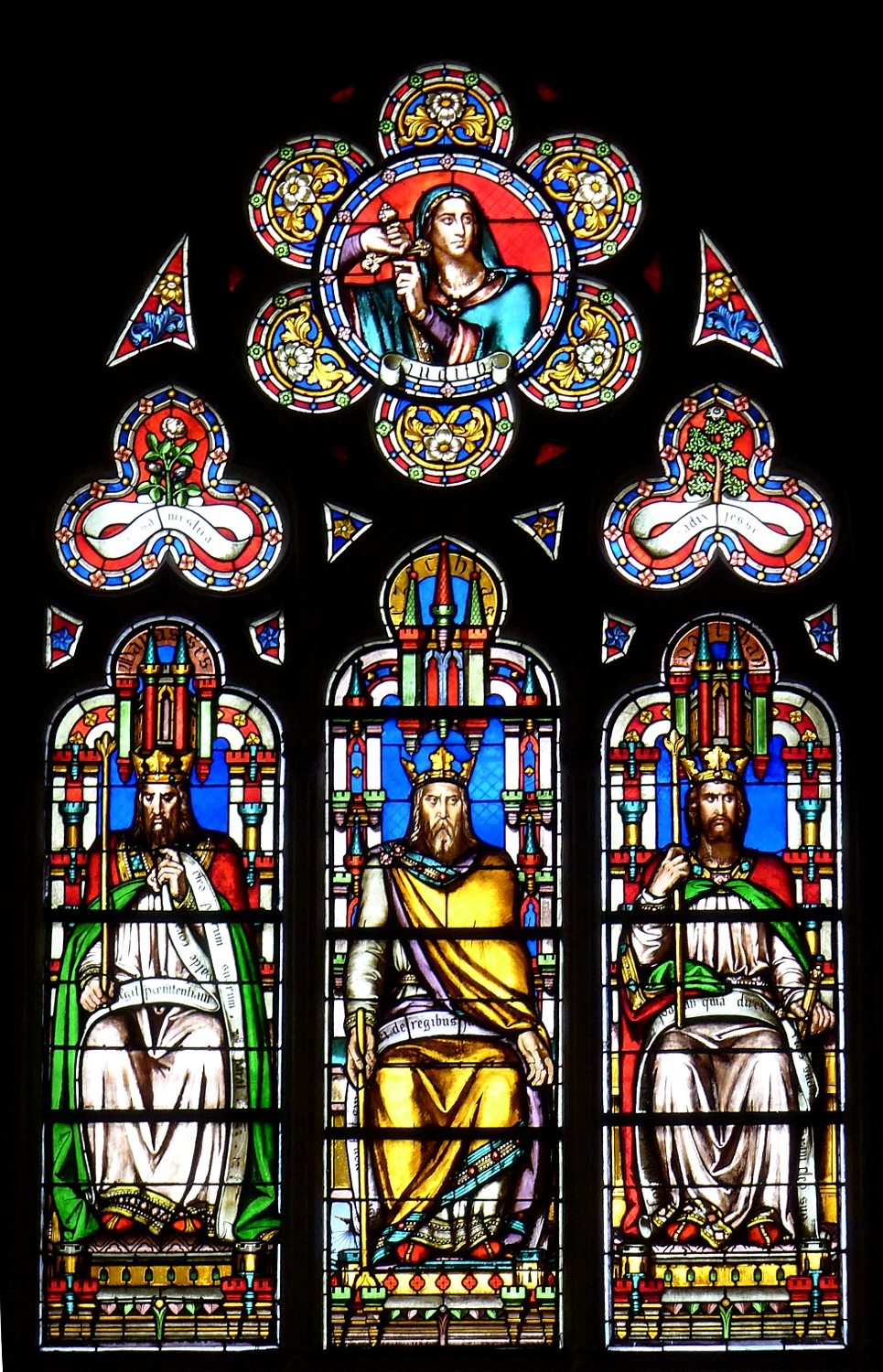
Manassès, Ezéchias, Johathan, Judith en buste, collatéral sud, chapelle de la Vierge.
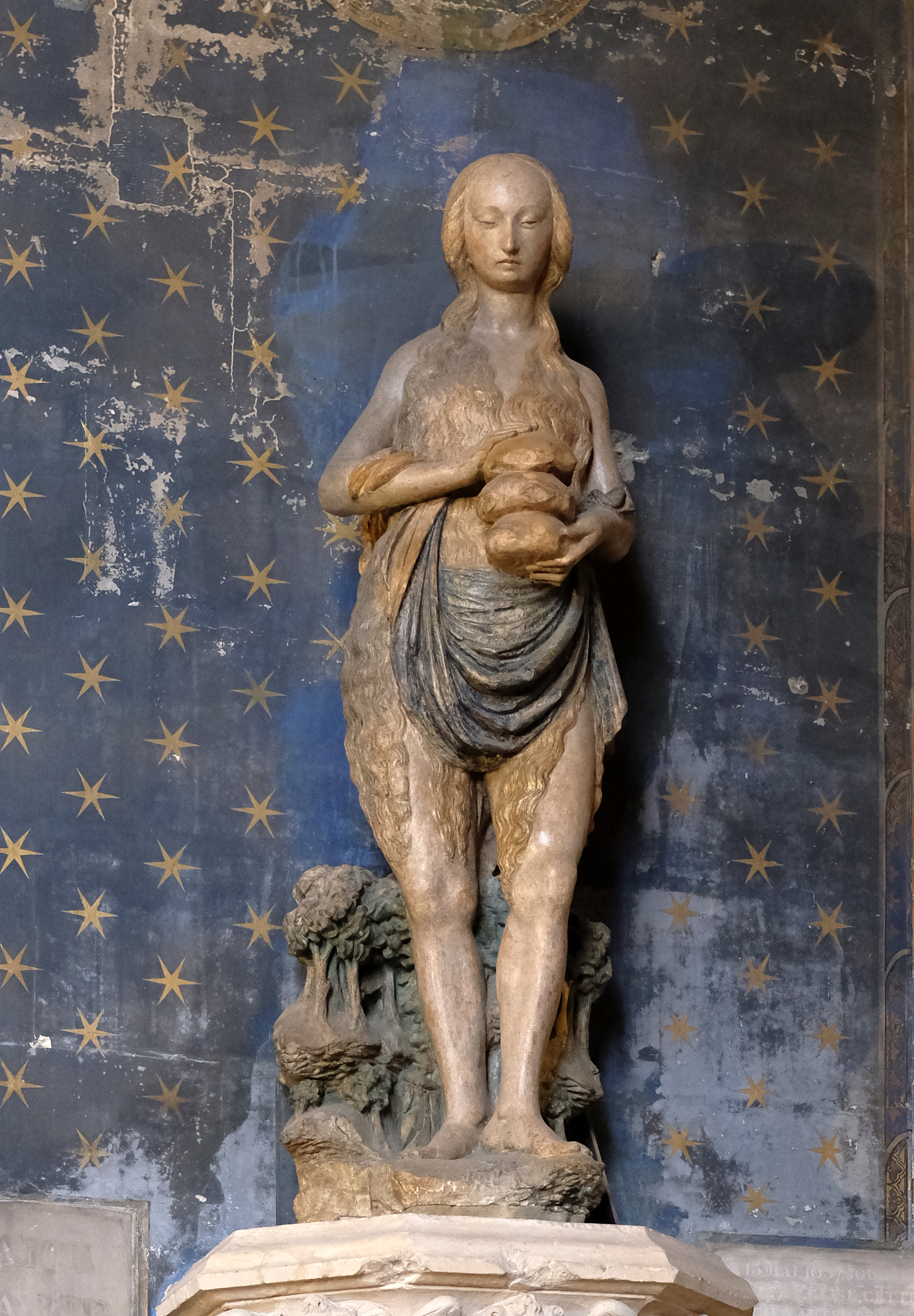
Original du XVIe siècle de la statue : Marie l'Égyptienne.
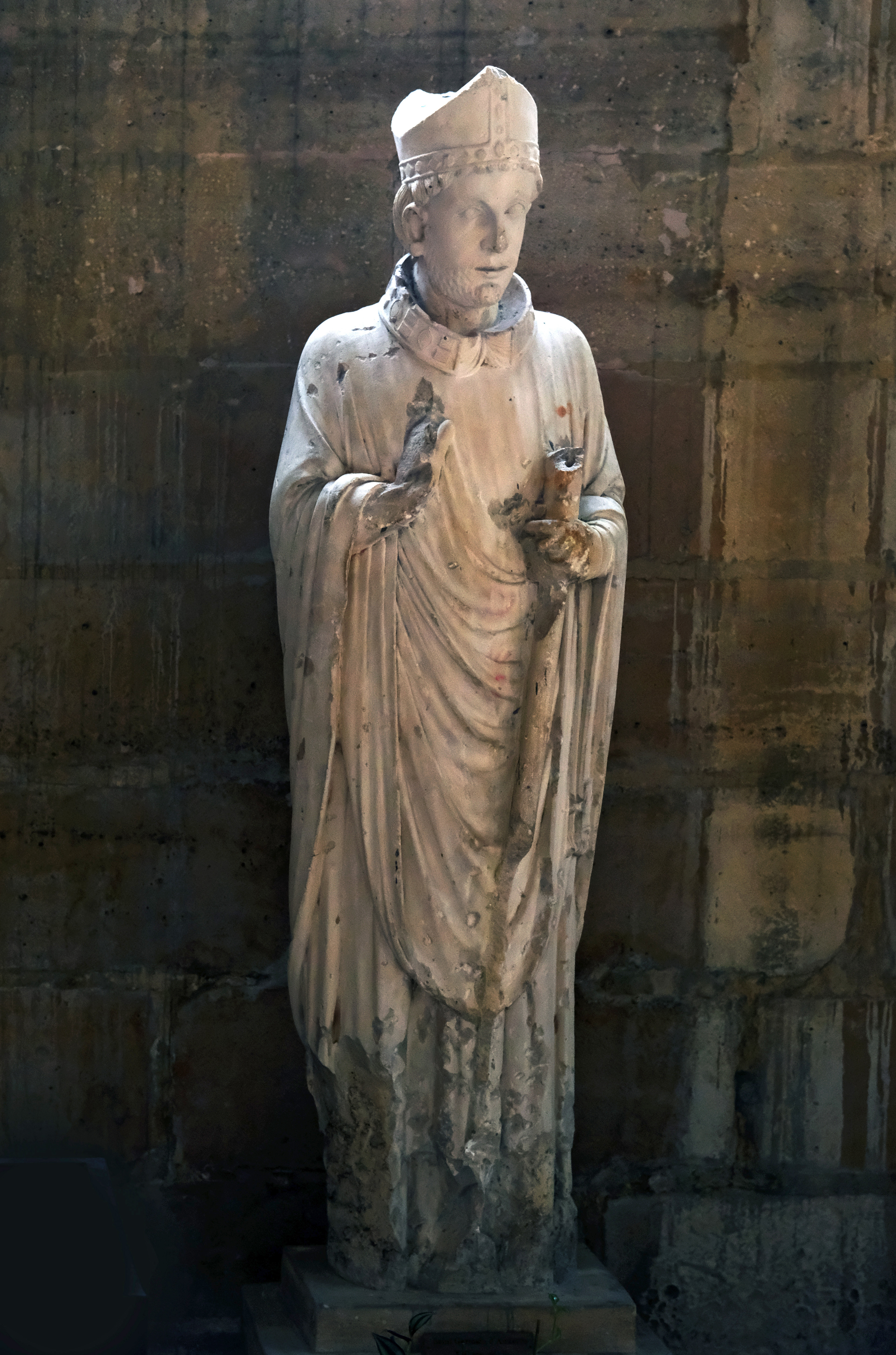
Saint Germain d'Auxerre, statue du XIIIe siècle.

Cette chapelle est quasiment fermée du côté du collatéral intérieur, c'est-à-dire sur sa gauche, par une « boiserie en style gothique d’une grande richesse » haute d’environ 2 mètres datant des travaux de restauration. Le côté est de cette chapelle est fermé par un mur sur lequel Amaury-Duval, élève d'Ingres, a peint le Couronnement de la Vierge. Au centre de cette fresque, a été placée une statue (XIVe siècle) de Marie, Reine du ciel, avec sa couronne et son vêtement bleu.
De par son histoire, cette chapelle réunion de quatre autres plus anciennes, renferme de nombreuses sépultures ; elle abrite en particulier la pierre tombale de Théophraste Renaudot.
Ces chapelles, éclairées par des ouvertures limitées à trois lancettes, présentent en revanche, contrairement aux transepts, des verrières du XIXe siècle. Réalisés dans les années 1844-1847 par les maîtres-verriers Laurent-Charles Maréchal et Louis Napoléon Gugnon, ces vitraux représentent, à droite dans la chapelle de la Vierge (collatéral sud), des personnages de l'Ancien Testament et, à gauche dans les différentes petites chapelles du collatéral nord, des figures issues principalement du Nouveau. Ces verrières sont toutes classées MH.

## Les orgues
Il ne reste aucune trace de ce qu'ont été les grandes orgues de la paroisse royale avant la Révolution. On sait seulement que Louis-Claude Daquin en fut organiste autour de 1738. L'orgue actuel fut transporté en juillet 1791 depuis la Sainte-Chapelle, où il avait été construit vingt ans auparavant par François-Henri Clicquot, dans un buffet dessiné par Pierre-Noël Rousset.
Cette attribution n'est pas sans poser quelques interrogations : d'une part, les dimensions du grand buffet de Saint-Germain-l'Auxerrois laissent difficilement imaginer son intégration dans la Sainte-Chapelle ; d'autre part, son vocabulaire décoratif néo-classique et son mouvement concave, sans véritable tourelle autre que les tourelles latérales, semblent très modernes pour la date du dessin de Rousset (1752). Enfin, du matériel instrumental fut également récupéré de l'École militaire et de la collégiale Saint-Honoré.
L'orgue est alors un « grand huit-pieds » (c'est-à-dire avec Bourdon de 16') sur quatre claviers et pédale en 16'.
Louis-Paul Dallery, qui avait entretenu l'orgue depuis son installation, eut en 1838 la charge d'une restauration importante, à la suite de la réouverture de l'église ; c'est à l'issue de ces travaux, le 1er août 1840, qu'Alexandre Boëly (1785-1858) fut nommé organiste. C'est lui qui avait demandé à Dallery d'installer le premier pédalier « à l'allemande », pour pouvoir jouer les œuvres de Jean-Sébastien Bach.
Entre 1847 et 1850, il supervise de nouveaux travaux par Pierre-Alexandre Ducroquet, qui modifient profondément la structure de l'instrument : réduction à trois claviers manuels, sommiers neufs pour le grand orgue, création d'un clavier de récit expressif en haut de l'instrument (commençant au fa 2), réduction des mutations et introduction de jeux à anches libres (euphones de 16' et 8' respectivement au grand orgue et au positif, cor anglais au récit). Cette évolution de l'instrument montre aussi celle du goût de Boëly, jusque-là considéré comme le conservateur des traditions de l'orgue français de l'Ancien Régime.
Boëly est renvoyé en 1851 ; Eugène Vast (1833-1911), organiste de chœur, « continuera à faire les fonctions de suppléant », sans jamais être nommé titulaire, jusqu'en 1909.
En 1864, l'instrument est encore remanié par Joseph Merklin : construction d'une machine Barker pour le grand orgue et les accouplements de claviers, nouveaux sommiers de pédale, extension du récit (qui commence désormais au Do 2), suppression des jeux à anches libres (sauf l'euphone du positif, rebaptisé clarinette), décalage en bombarde 16' de la 2e trompette du grand orgue. Les jeux de fond sont pavillonnés.
Après Eugène Vast, l'orgue a pour titulaires Marcel Rouher, Jean Pergola, Michel Chapuis, Léon Souberbielle et Ricardo Miravet, Henri de Rohan-Csermak.
Dans les années 1970-1980, c'est avec celui-ci que le facteur d'orgues Adrien Maciet remplace au positif le salicional (de Ducroquet), la flûte de 4' et la clarinette (ancien euphone) par une tierce, un cromorne et des pleins-jeux, dans l'idée d'un illusoire « retour à Clicquot », dont un sommier subsiste en effet à ce clavier. Plus judicieusement, il re-décale le jeu de « Bombarde 16 » de Pédale pour restituer les deux trompettes de Clicquot.
Cependant, l'orgue continue de se dégrader et devient muet en 1995.
En octobre 2004, des Journées d'études internationales, à l'initiative de l'Association Aristide Cavaillé-Coll, sont organisées autour de l'instrument. En 2005, celui-ci est remis en vent par Michel Goussu, grâce à qui il peut fonctionner occasionnellement jusqu'à ce qu'en 2008, la Ville de Paris confie à Laurent Plet un relevage a minima qui, effectué dans le respect le plus précautionneux du matériel historique, permet aujourd'hui de l'entendre dans un état correct de vent, d'accord et d'harmonie. Les ajouts de Maciet ont été conservés, mais réharmonisés et reclassés. Les grandes anches du XVIIIe siècle, qui avaient été décalées d'un ton, ont retrouvé leur emplacement d'origine, restituant ainsi le grand jeu de Clicquot, puisque la plupart des tuyaux de ces jeux sont intacts. Le fond d'orgue, en revanche, reste marqué par l'harmonie romantique que lui a donnée l'intervention de Merklin, dont le dépoussiérage permet de découvrir le grand intérêt. Une autre redécouverte est celle du récit de Ducroquet qui était devenu inaudible.
Depuis, malgré un entretien régulier, l'instrument s'est dégradé et il a fallu lui redonner un nouveau souffle.
Les travaux de relevage de 2021, confiés au facteur Jean-Baptiste Gaupillat, consistaient en plusieurs points :
- la soufflerie, élément indispensable pour assurer une bonne distribution de l'air dans l'instrument, a été entièrement restaurée et les soufflets ont été remis à neuf.
- toute la partie mécanique qui relie les claviers aux tuyaux grâce à un système de tringles et de balanciers, a également été remise à neuf.
- enfin, l'ensemble de la tuyauterie a été nettoyé et entièrement accordé.

L'actuel titulaire est Michael Matthes, nommé en janvier 2019.
| I Grand-Orgue    |     |
| Bourdon          | 16' |
| Montre           | 8'  |
| Gambe            | 8'  |
| Dulciane         | 8'  |
| Bourdon          | 8'  |
| Principal        | 8'  |
| Flûte harmonique | 8'  |
| Prestant         | 4'  |
| Plein-Jeu IV     |     |
| Cornet V         |     |
| 1re Trompette    | 8'  |
| 2e Trompette     | 8'  |
| Clairon          | 4'  |

| II Positif de dos |       |
| Bourdon           | 8'    |
| Flûte             | 8'    |
| Prestant          | 4'    |
| Nazard            | 2/3'  |
| Doublette         | 2'    |
| Tierce            | 13/5' |
| Fourniture III    |       |
| Cymbale II        |       |
| Trompette         | 8'    |
| Cromorne          | 8'    |
| Clairon           | 4'    |

| III Récit expressif |    |
| Bourdon             | 8' |
| Gambe               | 8' |
| Voix céleste        | 8' |
| Flûte octaviante    | 4' |
| Hautbois            | 8' |
| Voix humaine        | 8' |
| Trémolo             |    |

| Pédale      |     |
| Flûte       | 16' |
| Flûte       | 8'  |
| Violoncelle | 8'  |
| Bombarde    | 16' |
| Trompette   | 8'  |

Autres caractéristiques :
Étendue des claviers : 54 notes (C-f3) pour le grand-orgue et le positif de dos et 42 notes (c-f3) pour le récit expressif
Étendue du pédalier : 27 notes (C-d1)
Accouplements :
POS/GO, REC/GO
GO/PED, POS/PED
Machine Barker au GO.
| I Grand-Orgue |    |
| Montre        | 8' |
| Bourdon       | 8' |
| Prestant      | 4' |
| Doublette     | 2' |
| Plein jeu V   |    |
| Trompette     | 8' |

| II Récit expressif |       |
| Flûte harmonique   | 8'    |
| Flûte octaviante   | 4'    |
| Nazard             | 2/3'  |
| Octavin            | 2'    |
| Tierce             | 13/5' |
| Tremblant          |       |

| Pédale   |     |
| Soubasse | 16' |

Autres caractéristiques :
Étendue des claviers : 54 notes (C-f3)
Étendue du pédalier : 27 notes (C-d1)
Accouplements :
REC/GO, GO/PED, REC/PED.

## L'église Saint-Germain-l'Auxerrois dans la littérature, la peinture et au cinéma
- Joris-Karl Huysmans consacre la seconde partie de son œuvre Trois Églises à la description de l'église[74].
- Le 27 avril 1867, le jeune Claude Monet demande une autorisation spéciale au surintendant des Beaux-Arts, le comte de Nieuwerkerke, d'accéder aux fenêtres et à la colonnade du Louvre afin de faire une vue de Saint-Germain-l'Auxerrois[75]. Il l'obtient rapidement ce qui lui permet de réaliser son tableau pendant la floraison des marronniers de la place[76]. Il ne fait pas figurer le beffroi, n'en conservant que l'en-base sud à gauche du porche qui fait le lien avec l'église.

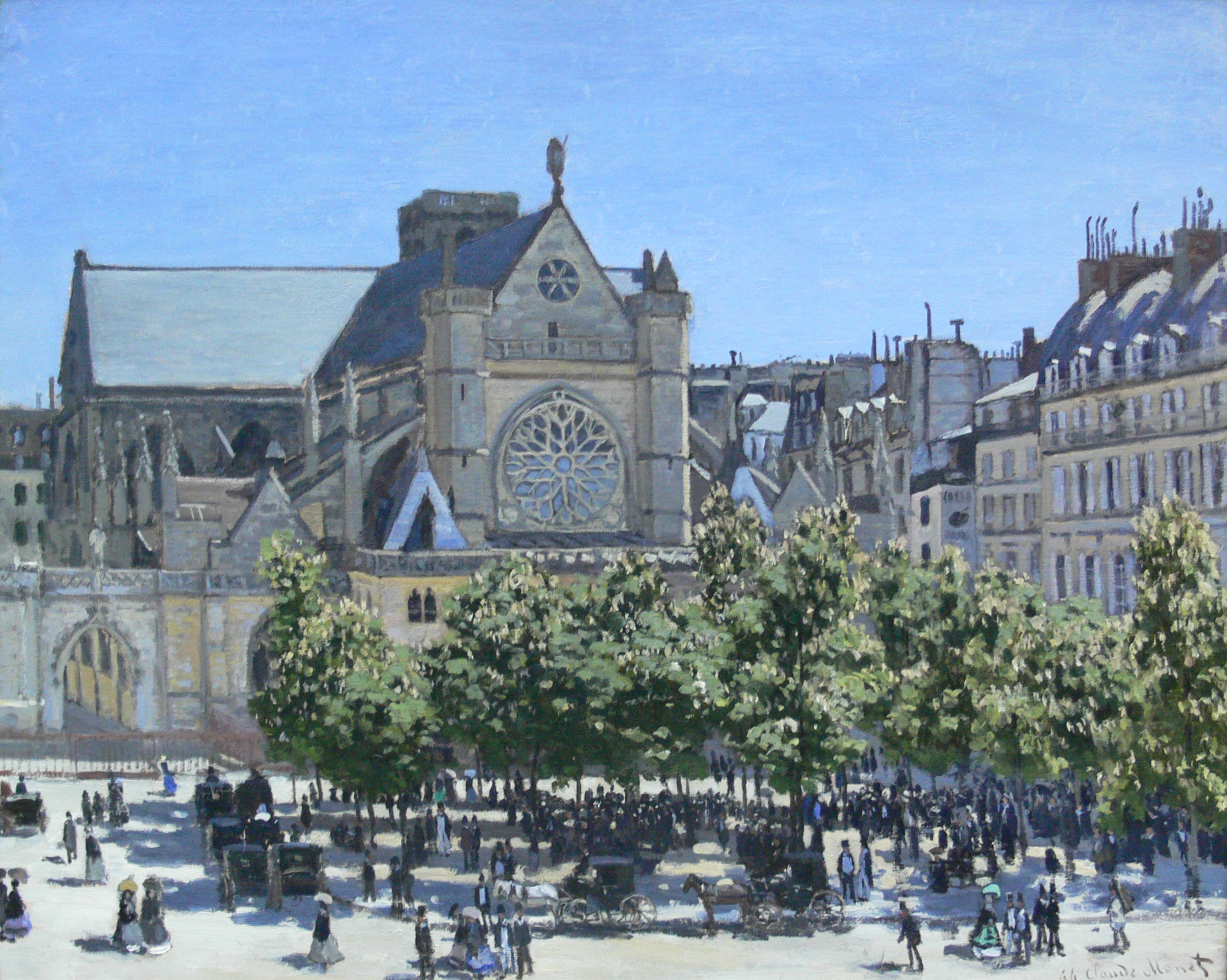
Claude Monet, Saint-Germain-l'Auxerrois (1867), Berlin, Alte Nationalgalerie[77].
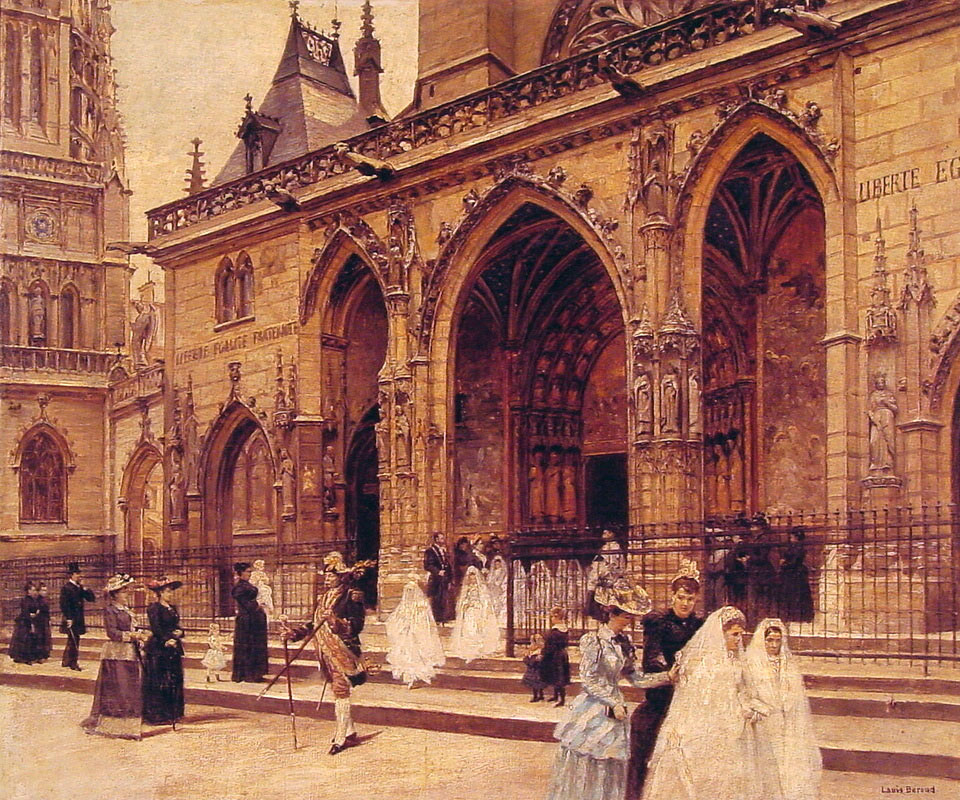
Jean Béraud, Première communion (1884 ?). Non localisée.

L'église sert de lieu de tournage au film J'accuse (2019) de Roman Polanski.

#### Sur l'église
- Préfecture du département de la Seine. Direction des travaux, « Église Saint-Germain-l'Auxerrois », dans Inventaire général des œuvres d'art appartenant à la ville de Paris. Édifices religieux, t. 1, Paris, Imprimerie centrale des chemins de fer A. Chaix et Cie, 1878 (lire en ligne), p. 21-52
- Maurice Baurit et Jacques Hillairet, Saint-Germain-l'Auxerrois : église collégiale royale et paroissiale – L'église – La paroisse – Le quartier, Paris, Les Éditions de Minuit, 1955, 269 pages ;
- Maurice Baurit, Saint-Germain-l'Auxerrois, son histoire, ses œuvres d'art, Imprimerie générale du Centre, 1963.
- Agnès Bos, Les églises flamboyantes de Paris : XVe – XVIe siècles, Paris, Picard, 2003, 366 p. p. 167-184.
- Arlette Jouanna, La Saint-Barthélemy : Les mystères d'un crime d'État, 24 août 1572, Paris, Gallimard, coll. « Les journées qui ont fait la France », 2007, 407 p. (ISBN 978-2-07-077102-8)
- Anne Massoni, La collégiale Saint-Germain l'Auxerrois de Paris (1380-1510), Presses Universitaires de Limoges et du Limousin, 2009,  (ISBN 9782842874803).

#### Sur les orgues
- Le Grand Orgue de Saint-Germain-l'Auxerrois à Paris : historique, situation, perspectives, actes des Journées d'étude des 22-23 oct. 2004, Paris, La Flûte harmonique, 2005-2006.
- Pierre Dumoulin (dir.), Orgues de l'Île-de-France, Tome IV, Paris, Ariam Île-de-France/Aux Amateurs de livres, 1992.
- Id., "Le Souffle de Boëly, l'orgue de Saint-Germain-l'Auxerrois", in Orgues nouvelles no 2, automne 2008.
- Georges Lartigau, "Alexandre Pierre François Boëly et l'orgue", in Boëly (A. P. F.), Œuvres complètes pour orgue, volumes I & II éd. Nanon Bertrand-Tourneur et Henri de Rohan-Csermak, Paris, Publimuses, 2001.
- Félix Raugel, Les Grandes Orgues des églises de Paris et du département de la Seine, Paris, Fischbacher, 1927.
- www.michaelmatthes.com